# Neues Museum (Berlin)

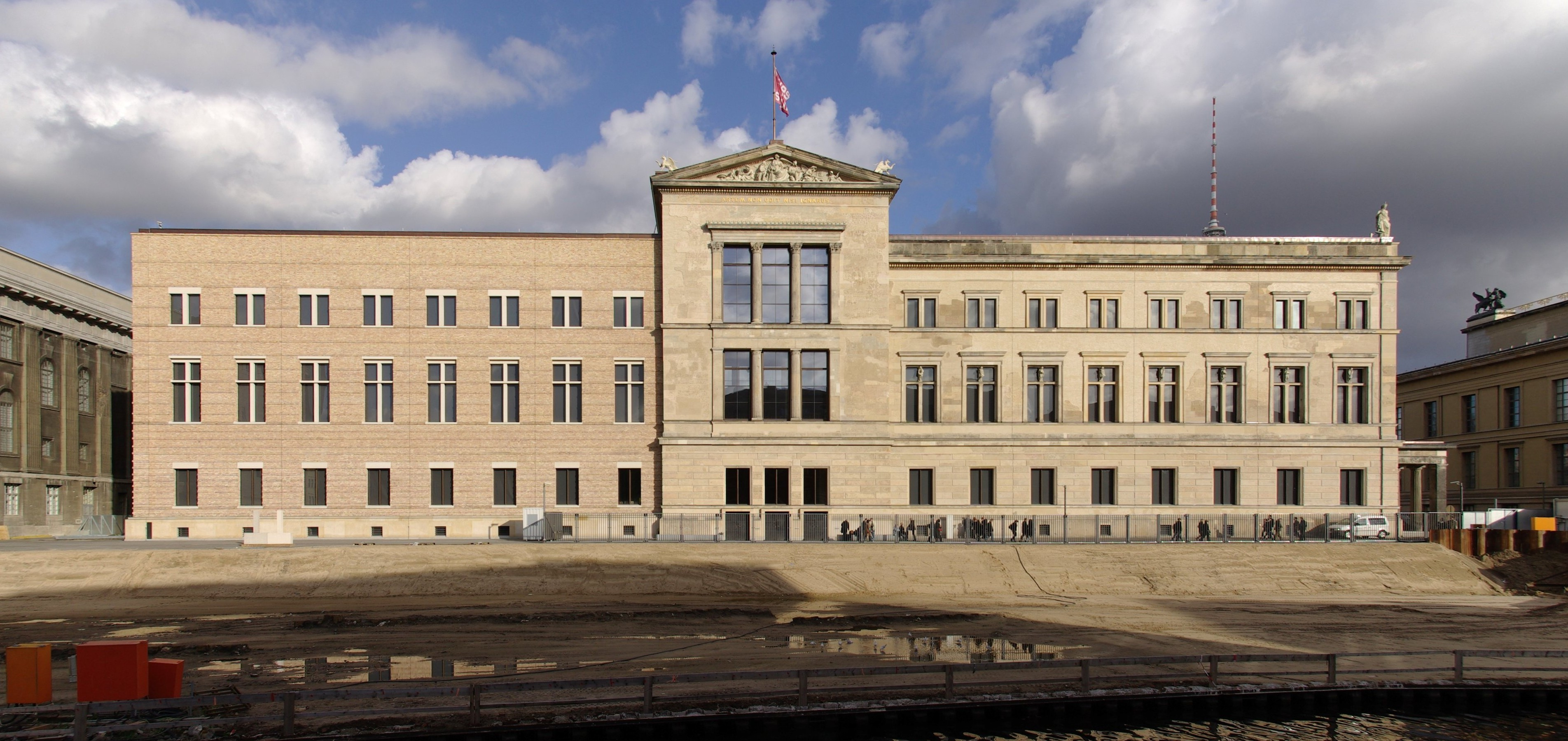
Westfassade des Neuen Museums, 2009

Das Neue Museum im Berliner Ortsteil Mitte gehört zum Bauensemble der Museumsinsel und damit zum Weltkulturerbe der UNESCO. Im Auftrag König Friedrich Wilhelms IV. zwischen 1843 und 1855 im Stil des Klassizismus und der Neorenaissance erbaut, gilt es als Hauptwerk von Friedrich August Stüler.
Nach der Zerstörung im Zweiten Weltkrieg und dem weiteren Verfall der Ruine in der DDR-Zeit wurde es 1999–2009 von David Chipperfield in vereinfachter Form wiederhergestellt. Aktuell beheimatet es das Ägyptische Museum und die Papyrussammlung, das Museum für Vor- und Frühgeschichte und einen Teil der Antikensammlung.
Im Jahr 2019 verzeichnete das Neue Museum 828.000 Besucher und war damit das meistbesuchte Museum der Staatlichen Museen.

## Museum (Chipperfield-Bau)

### Wiederaufbau 1999 bis 2009
Nach der aufwendigen Sicherung der Fundamente und Mauern wurde das Museum zwischen 1999 und 2009 im Rahmen des Masterplans Museumsinsel für etwa 295 Millionen Euro wiederaufgebaut. Bei der Wiederherstellung wurden der gänzlich zerstörte Nordwestflügel und der Südostrisalit in enger Anlehnung an die ursprünglichen Volumina und Raumfolgen nach Plänen des englischen Architekten David Chipperfield neu errichtet und die erhaltenen Bauteile restauriert und ergänzt. Seit der Wiedereröffnung am 16. Oktober 2009 sind zwei Berliner Museen an ihren Ursprungsort zurückgekehrt: das Ägyptische Museum mit der Papyrussammlung und das Museum für Vor- und Frühgeschichte.

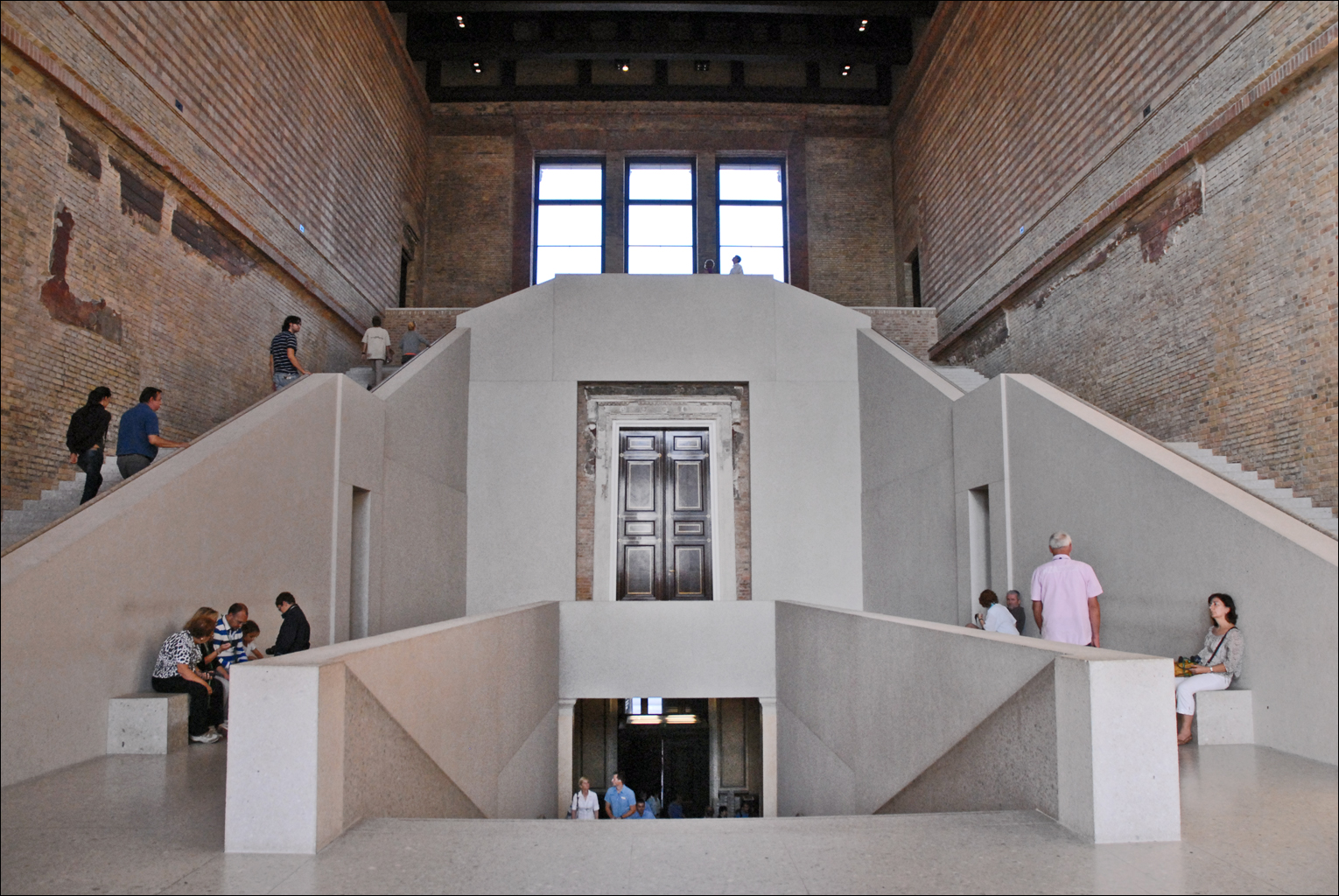
Treppenhalle im wiedereröffneten restaurierten Museum, August 2011

Der Wiederaufbau im Rahmen des Masterplans Museumsinsel folgte dem Konzept der ergänzenden Wiederherstellung. Dies beinhaltete die Schließung der Hof- und Außenfassaden des Baus über dem historischen Grundriss. Gliedernde Elemente der erhaltenen Fassaden wurden in den ergänzten Fassaden aufgenommen, Originalbefunde am Bau erhalten und die zahlreich entnommenen Bauteile wieder integriert. Die Ergänzungen werden offen gezeigt und sind als solche erkennbar.
Dieses Konzept war bindend für den 1993 international ausgeschriebenen Architekturwettbewerb für den Wiederaufbau des Neuen Museums, der keine befriedigenden Resultate brachte. 1997 beauftragte die Stiftung Preußischer Kulturbesitz den Architekten David Chipperfield mit dem Wiederaufbau des Neuen Museums. In seinen Planungen ersetzt er den zerstörten Südostrisalit und den Nordwestflügel durch Ersatzbauten mit gleichem Volumen. Das Ziegelmauerwerk der neuen Fassaden folgt in Material und Gliederung dem erhaltenen Nordrisalit und dem Südwestflügel. Er verzichtet auf die Rekonstruktion verlorener Innenausstattungen, insbesondere des großen Treppenhauses. Chipperfield sichert, repariert und vervollständigt die Ruine des Neuen Museums, das in seinen Worten „einer enthistorisierenden Rekonstruktion ebenso entgehen [soll], wie einer romantisierenden Alt-Neu-Rhetorik oder der Monumentalisierung seiner Zerstörung“. Nach den Verlusten klassizistischer Innenausstattungen in der Glyptothek und in der Alten Pinakothek in München als Folge des Zweiten Weltkriegs gehört die zum Teil erhaltene Innenausstattung des Neuen Museums zu den letzten verbliebenen Zeugnissen des Museumsbaus dieser Zeit in Deutschland.
Am 27. Juni 2007 stellte David Chipperfield die erste Überarbeitung seines allgemein kritisierten Entwurfs von 2001 unter dem Titel Berliner Akropolis vor. Der transparent und filigran wirkende Kolonnaden-Bau auf einem hohen Sockelgeschoss zum Westarm der Spree hin stieß in der Berliner Öffentlichkeit auf ein breites Echo und überwiegend positive Reaktionen.

### Besucherzentrum und Archäologische Promenade
Der Masterplan Museumsinsel umfasst neben der Sanierung der einzelnen Museen auch die Zusammenfassung der Häuser zu einem Museumskomplex. Zentrale Elemente dieser Zusammenfassung sind das neue Empfangsgebäude mit Besucherzentrum, die James-Simon-Galerie, und die Archäologische Promenade, die als unterirdischer Rundgang alle Bauten der Museumsinsel bis auf die Alte Nationalgalerie verbindet. Die Promenade durchläuft das Neue Museum im Griechischen Hof, unter der großen Treppenhalle und im Ägyptischen Hof mit Ausstellungen zu den Themen Chaos und Kosmos, Zeit und Geschichte sowie Tod und Verklärung. Während der Sanierungsphase entstehen aber lediglich die Räume innerhalb des Neuen Museums. Die Verbindungsstücke zum Alten Museum und zum Pergamonmuseum werden nachträglich ergänzt. Die James-Simon-Galerie, ebenfalls nach Entwürfen von David Chipperfield, entstand zwischen Kupfergraben und Neuem Museum. Die vorgezogene Freigabe von 73 Millionen Euro nach einem längeren Planungsstopp für das Besucherzentrum am 9. November 2006 lässt auf einen Baubeginn 2009 und eine Fertigstellung 2011/2012 schließen. Damit soll eine weitgehende Überarbeitung der ursprünglichen Entwürfe einhergehen, die Kritiker als zu modern und unpassend zur Umgebung beanstandeten.
Am 24. Juni 2003 hatte Kulturstaatsministerin Christina Weiss anlässlich des Festaktes zum Baubeginn des Neuen Museums ausgeführt, der Masterplan „habe fast die Quadratur des Kreises geschafft: die Gebäude als historisches Erbe zur Geltung zu bringen, die Besucherströme vernünftig zu lenken und eine moderne Infrastruktur […] bereit zu stellen.“ Mit den absehbaren Verzögerungen bei der Verwirklichung der James-Simon-Galerie und der Archäologischen Promenade hatte das wiederhergestellte Museum bei der Wiedereröffnung 2009 die Besucherströme vorerst allein zu bewältigen. Auf jeden Fall wird das wiederhergestellte Gebäude aber ein bleibendes steinernes Denkmal für seinen ersten Baumeister Friedrich August Stüler darstellen, nach dessen Wunsch „das Ganze einen Mittelpunkt für die höchsten geistigen Interessen des Volkes bilden [sollte], wie ihn wohl keine andere Hauptstadt aufzuweisen hätte.“

### Kritik am Wiederaufbaukonzept

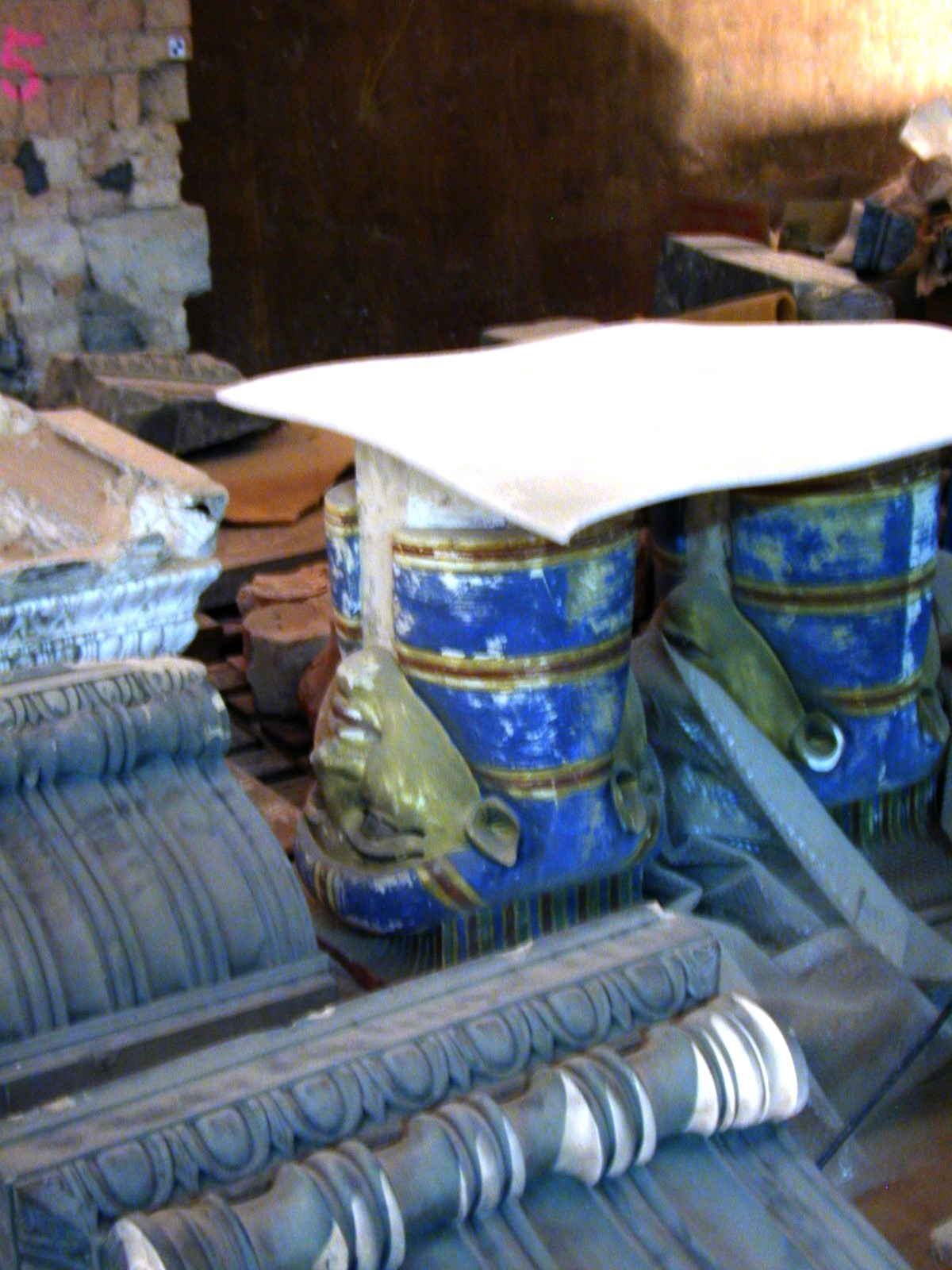
Eingelagerte Konsolen und zwei Kapitelle aus dem Ägyptischen Hof

Bereits 1997 kritisierte der stellvertretende Direktor der Berliner Schlösserverwaltung Helmut Börsch-Supan das spätere Wiederaufbaukonzept. Das Neue Museum habe einen „Anspruch darauf, in seiner ursprünglichen Idee wieder erlebt zu werden, weil eine Präsentation als Fragment mit einem eigenen ästhetischen Effekt den Plan des Baumeisters den Gestaltungsabsichten eines Nachfahren unterordnen [würde]“. Auch der Berliner Landeskonservator Helmut Engel forderte damals, das Wiederaufbaukonzept für das Neue Museum „nicht allein aus gängigen Lehrmeinungen der Denkmalpflege“ zu entwickeln.
Die Gesellschaft Historisches Berlin e. V. kritisierte neben dem Neubau des Eingangsgebäudes die Art des Wiederaufbaus. In ihrer im März 2006 eingereichten Petition mit über 14.000 Unterschriften an den Deutschen Bundestag wandte sich die Gesellschaft gegen die Errichtung des nach einem Entwurf von David Chipperfield 2001 zunächst geplanten gläsernen Eingangsgebäudes. Begründet wurde das mit der Befürchtung, dass der Neubau des Eingangsgebäudes zwei Drittel der Westfassade des Neuen Museums verdecken könnte. Als Argument wurde auch der möglicherweise drohende Verlust des Weltkulturerbe-Status der Museumsinsel als Folge der Gestaltung des Neubaus angeführt. Die Gesellschaft forderte die originalgetreue Wiederherstellung der Fassaden und der großen Treppenhalle.
Ab dem 5. März 2007 sammelte die Berliner Initiative Volksbegehren – Rettet die Museumsinsel Unterschriften für ein Volksbegehren. Der Berliner Senat wurde darin aufgefordert, die Unversehrtheit des Weltkulturerbes Berliner Museumsinsel strikt zu wahren und sicherzustellen, dass jede bauliche Weiterentwicklung in Form eines Neubaus auf der Museumsinsel unterbleibt. Der Berliner Senat sollte festlegen, dass sich die Innen- und Außengestaltung des Neuen Museums so weit wie möglich an den Originalplänen Stülers orientiere. Insbesondere begegnete die Initiative dem Ansatz des Berliner Denkmalschutzes und der Bauträger mit Unverständnis, die Konservierung von Kriegs- und Verwitterungsschäden womöglich höher zu bewerten als die Wiederherstellung des Originalzustandes. Insbesondere wurde der Stiftung Preußischer Kulturbesitz, die unter anderem im Besitz der Kartons des Kaulbachschen Gemäldezyklus für das Große Treppenhaus ist, mangelnde Verantwortung im Umgang mit einem einzigartigen Museumsgebäude aus der klassizistischen Epoche vorgeworfen, da sie sich nicht für die originalgetreue Wiederherstellung entschieden hat.

### Ebenen 0–3

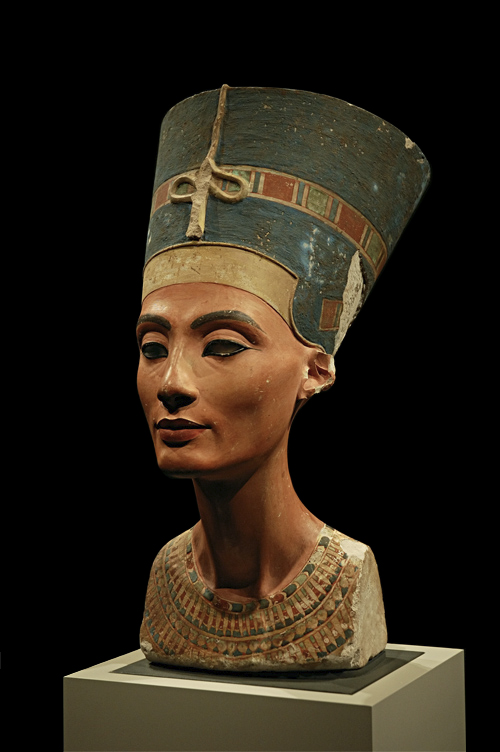
Nofretete

Die drei oberirdischen Etagen des Museums sind über das monumentale offene Treppenhaus zugänglich.
In der unteren Etage in Form eines Gewölbes befinden sich Sammlungen aus pharaonischer und griechischer Zeit bis hin zur Jenseitswelt. Von dieser unteren Etage führt eine Treppe weiter hinunter in eine nachempfundene Grabkammer.
In der Etage 1 (Eingangsebene) werden Funde aus Schliemanns Troja, aus Zypern und Ägypten ausgestellt.

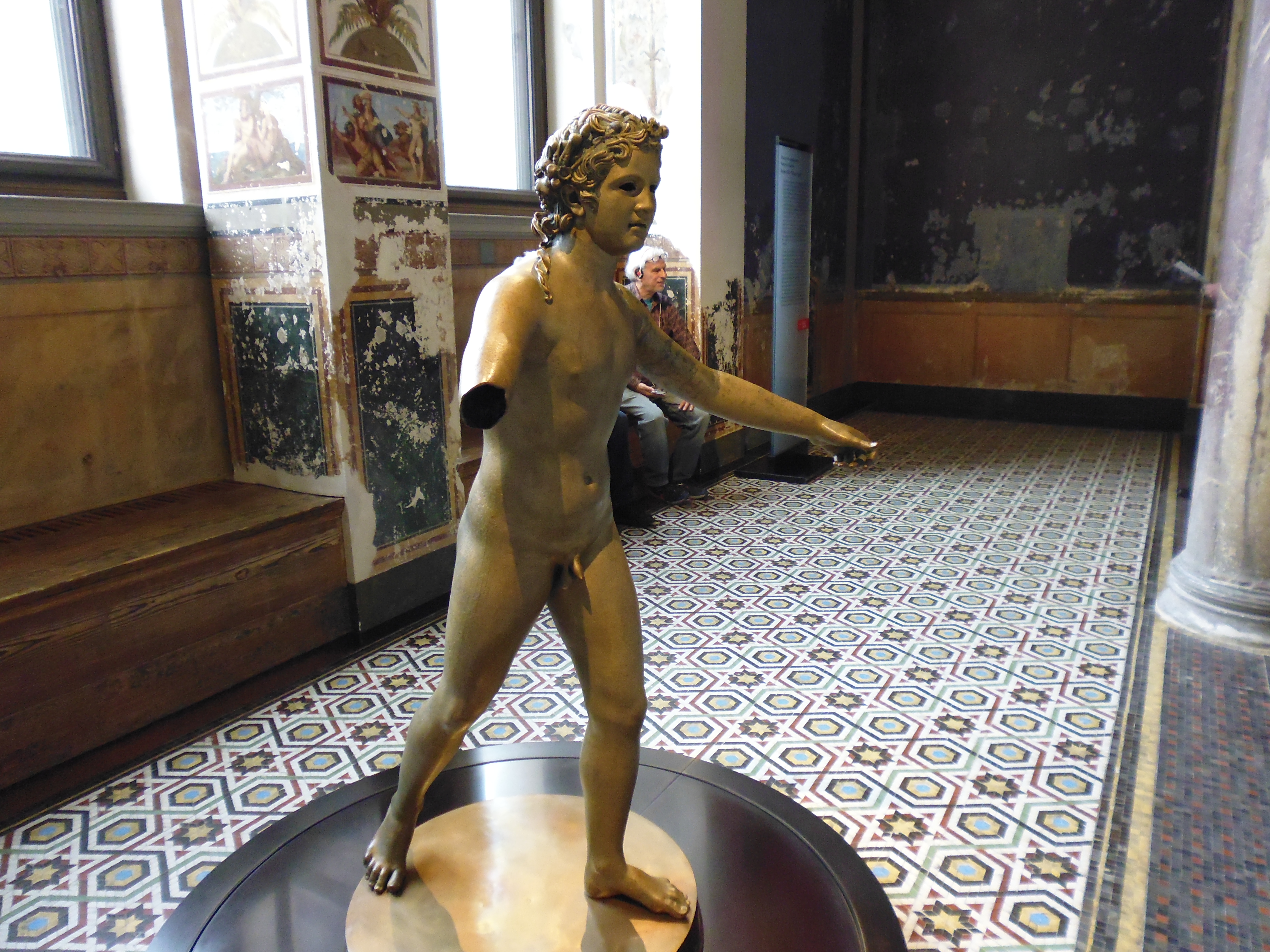
Xantener Knabe

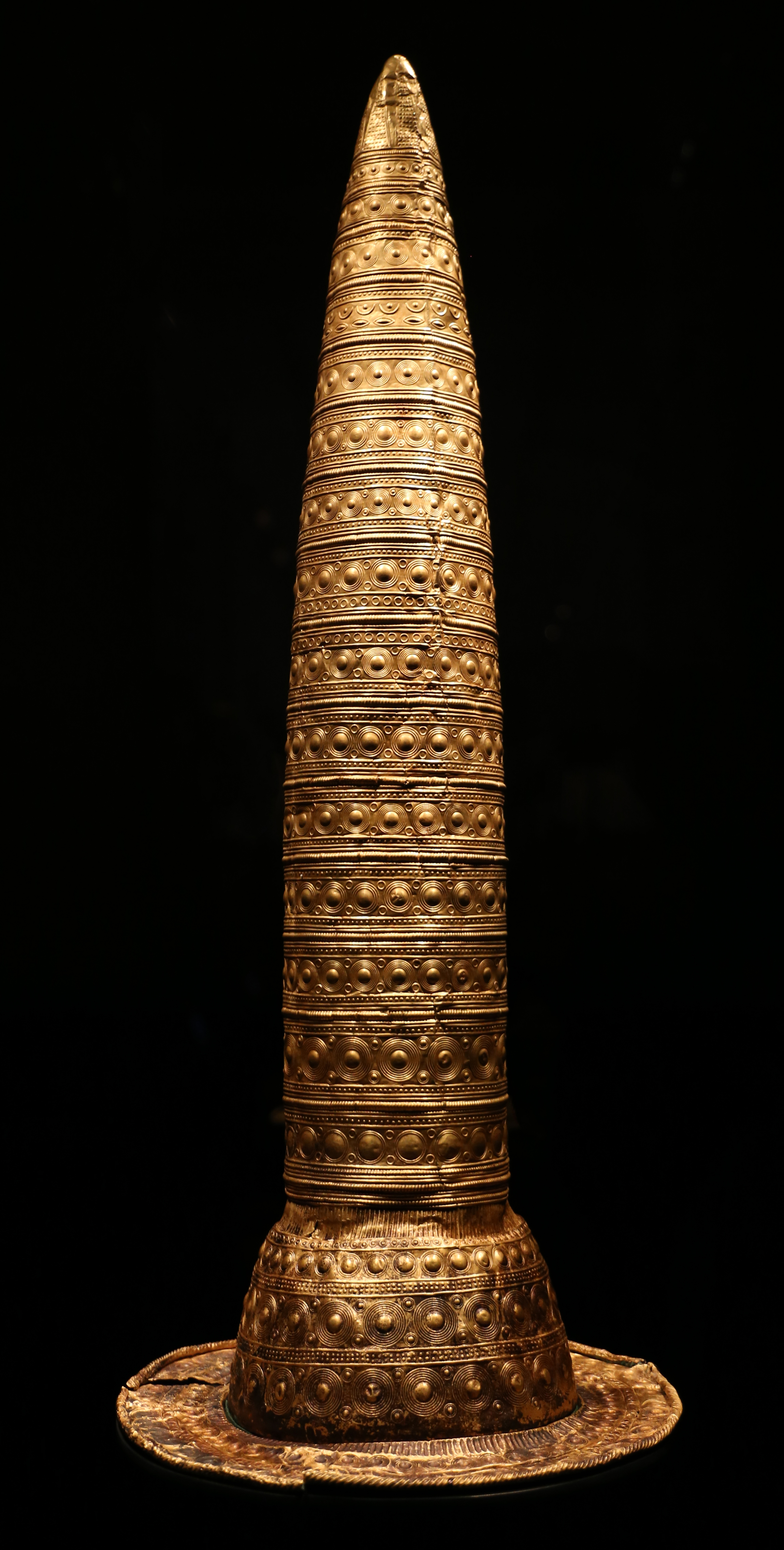
Berliner Goldhut

In der Ebene 2 sind als besondere Ausstellungsstücke im Raum 201 der Xantener Knabe, eine durch die Jahrhunderte weitgehend erhaltene Bronzefigur, und die Büste der Nofretete um 1340 v. Chr. im Nordkuppelsaal 210 ausgestellt. Zwischen dem Nordkuppelsaal mit der Nofretete und dem Südkuppelsaal 203 mit einer überlebensgroßen Statue des römischen Sonnengottes Helios besteht eine Sichtachse. Die Völkerwanderung und die Ausdehnung der römischen Provinzen werden ebenfalls bildlich erläutert.
In der Ebene 3 werden systematisch und sehr umfassend die Alt- und Mittelsteinzeit, Eiszeit, Jungsteinzeit, Bronzezeit und Eisenzeit mit Fundstücken dargeboten. Ein besonderes Ausstellungsstück ist der Berliner Goldhut in Raum 305 aus der Bronzezeit, aus den Jahren 1000–800 v. Chr., aus Süddeutschland mit bandförmig aufgereihten Gestirnsymbolen.
Im Jahr 2010, dem ersten Jahr nach der Wiedereröffnung, war das Neue Museum mit 1,1 Millionen Besuchern das bestbesuchte Museum Berlins. In den Folgejahren besuchten 903.000 (2011) bzw. 701.000 Menschen (2012) das Museum.

### Rezeption nach der Wiedereröffnung

#### Pro

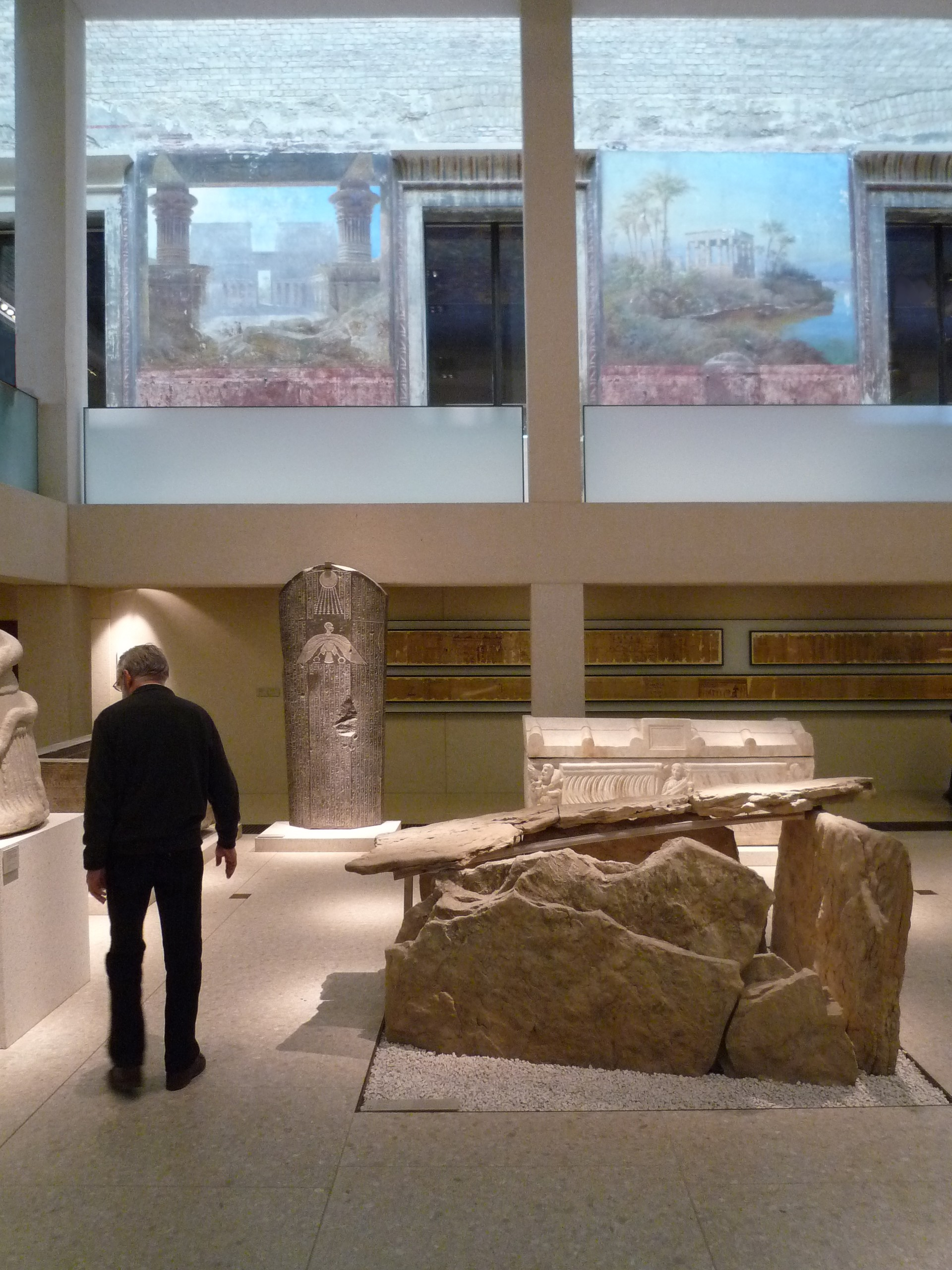
Im Ägyptischen Hof, 2011

In seiner „Brüchige Sensation“ überschriebenen Schilderung von Eindrücken zu den wiederhergestellten Innenräumen des Neuen Museums nimmt Heinrich Wefing die von Bomben schwer getroffene Ruine der vergangenen Jahrzehnte als Kontrastvorlage: „Durch brandgeschwärzte Säulenhallen wehte der Wind, grandiose Gewölbe bröselten vor sich hin. Ein bezwingender Torso, ganz Schmerz und Schönheit.“ Chipperfields Restaurierungssansatz, die Bruchstücke der Originalsubstanz Raum für Raum zu erhalten und zu ergänzen, gründe in einem „Respekt vor dem Historischen, der jede Totalrekonstruktion von selbst verbietet.“ Daraus entstehe trotz einer reduzierten Materialpalette mit dunkler Eiche, Bronze und feinem Beton mit Marmorbeimischungen allerdings keine Harmonie:

„Dieses Haus ist eine dreidimensionale Collage, ein Wirbelsturm von Eindrücken, Raumstimmungen, emotionalen und architektonischen Verwerfungen. […] Die eigentliche Sensation des Neuen Museums aber ist die Erkenntnis, dass dieses Nebeneinander der Gegensätze, das Fehlen eines großen homogenen Ganzen dem Sehvergnügen keinen Abbruch tut. Im Gegenteil, der Besucher wandert staunend durch das Haus, mal beglückt, mal kopfschüttelnd, nie sicher, was hinter der nächsten Tür wartet, und fühlt sich sinnlich ergriffen wie selten in einem Museum.“

Im vollständig mit Exponaten bestückten, wiedereröffneten Gebäude – „Ob Kult, Kunst oder Alltag, ob Ur- oder Neuzeit – dieses Museum wagt wie kaum ein anderes den Überblick.“ – behaupten sich nach Auffassung Hanno Rauterbergs die meisten Exponate gut gegenüber der architektonischen Vielfalt: „Klug gestaltete Vitrinen binden die Aufmerksamkeit, eindrücklich gruppierte Skulpturen ziehen alle Blicke auf sich.“ Auch zeige sich „viel Zusammenspiel, viele rasante Blickschneisen, etwa von der Nofretete quer durch die Jahrhunderte hinüber zu Helios, von einer Sonnenherrschaft zur nächsten.“ Das wiedereröffnete Neue Museum ist für Rautenberg Ausdruck eines ganz anderen Geschichtsbewusstseins, als es bei der Einweihung im 19. Jahrhundert vorherrschte:

„Einst kündete dieses Geschichtsbild vom ewigen Fortschritt, er durchzog das gesamte Haus, und jeder, der es betrat, sollte mitgezogen werden, aus der Steinzeit immer weiter hinauf, durch Antike und Renaissance bis hinein in die glorreiche Gegenwart. Angeregt von Hegels Philosophie, erschien hier die Menschheitsgeschichte als geradlinige Entwicklung, als unaufhaltsamer Aufstieg – und selbstverständlich war Preußen die Krönung allen Strebens. Das Museum, ein Ort staatlicher Selbstinszenierung.“

Während im ursprünglichen Zustand Sarkophage oder Vasen sich nahtlos eingefügt hätten in die wandgemalten „begehbaren Geschichtspanoramen“, seien heute alle Kulissen, alle Geschichtsillusionen durchlöchert, und so stehe das Neue Museum der Gegenwart im Zeichen der Demut:

„Es ist eine sehr verlockende Form, in der sich nicht nur die Hermeneutik von Archäologen und Historikern reflektiert, sondern interessanterweise auch etwas vom Wesen der ausgestellten Kunstwerke. Viele verdanken sich ja dem Wunsch, das Ende, den Tod zu überwinden. Gerade die überbordende Kunst der Ägypter wäre ohne das Streben nach ewigem Diesseits nicht entstanden. Im Museum, einer modernen Form der Grabkammer, scheint sich dieser Traum zu erfüllen, wenn auch abermals in einem paradoxen Sinne. Die Ruinenhaftigkeit des Bauwerks zeugt einerseits von der Vergänglichkeit alles Irdischen; anderseits wird hier alles Vergängliche unvergänglich. So tröstet das Museum über die Endlichkeit hinweg – gerade indem es seine Wunden herzeigt, verheißt es das Überzeitliche.“

#### Contra

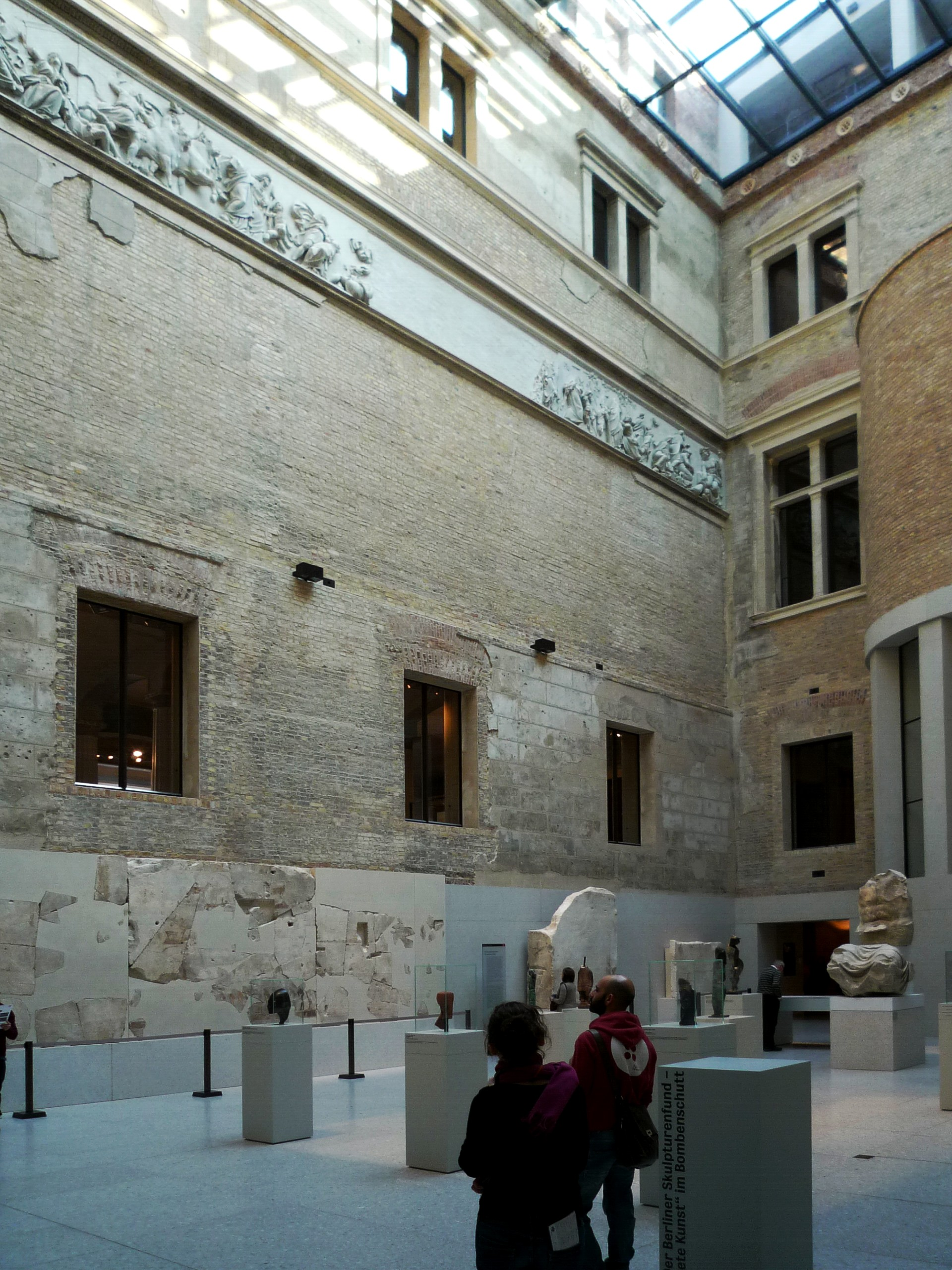
Griechischer Hof, 2011

Dankwart Guratzsch kritisierte zur Wiedereröffnung des Neuen Museums in der Welt, dass die „überwältigenden Raumschöpfungen des Architekten Friedrich August Stüler aus der Mitte des 19. Jahrhunderts“ durch eine „Restaurierungs-Philosophie der Brüche, der Flecken- und Ruinenhaftigkeit“ kontrastiert würden, die mit einer „Didaktik des erhobenen Zeigefingers“ darauf hinweisen möchte, dass das Gebäude nur ein „zusammengeklebter Trümmerrest des Originals von 1855“ sei.

„So mischt sich in die Freude über die Neugeburt eines Schatzhauses für einzigartige Ausstellungsstücke die Enttäuschung, dass hier mit gewaltigem intellektuellem Aufwand und für die unglaubliche Summe von 233 Millionen Euro eine künstliche Ruine geschaffen worden ist, während die Majestät des einstigen Kunstwerks geopfert wurde. Fast mehr noch als der Architekt muss die dogmatische Denkmalpflege das Urteil des Publikums darüber fürchten. Sie wollte nach der Niederlage, die sie mit ihrem Einspruch gegen den Wiederaufbau der Frauenkirche in Dresden erleiden musste, ein Exempel für ‚korrekten‘ Denkmalschutz statuieren - und steht nun vor einem Desaster. Der eitle Anspruch, die ‚Erfahrung von Geschichte‘ zu vermitteln, hat sich erledigt. Den passenden Kommentar dazu mag man aus einer Notiz Schinkels herauslesen. Immer dann, wenn die ‚Unregelmäßigkeit eine Anordnung gemissbraucht‘ habe, so stellte er in seinem unvollendeten Architektonischen Lehrbuch fest, habe sie nichts zustande gebracht, als ‚die Aussicht in eine Wüste und in ein Chaos zu verwirren‘.“

Auch die Gesellschaft Historisches Berlin kritisierte das Ergebnis der Wiederherstellung von David Chipperfield in einer Stellungnahme: „Mit Entsetzen sehen wir das Ergebnis der Baumaßnahmen: ein gedemütigtes Gebäude, Reste-Verwertung als Bauprogramm. Dieses Haus war ein epochales Gesamtkunstwerk des preußisch-romantischen Klassizismus und der technischen Revolutionen dieser Zeit. Ikone der modernsten Museums-Konzeption war es zugleich das Gründungs-Museum der Museumsinsel selbst, ‚eine Freistätte für Kunst und Wissenschaft‘ plante König Friedrich Wilhelm IV. als Bauherr, nun ein Grabmal für die vertriebenen Geister, Musen und Ideale.“

„Der schwer kriegsverletzte Patient wurde absichtlich nicht geheilt: Rekonvaleszenz, Rekonstruktion war verboten - von der Denkmalpflege Berlins und den verbündeten Institutionen und Fachleuten. Tatsächlich hat sich die Archäologie, die Altertumswissenschaft, die Gegenwart als Abenteuerspielplatz ausgesucht. Sie hat sich eine wohldemolierte Ersatz-Antike als edle Trümmerkulisse für die wirklich musealen antiken Bruchstücke eingerichtet. Was uns heute als ‚authentisch‘, echt, angepriesen wird, ist in Wahrheit entworfene ‚Echtheit‘, also inszeniert, unecht. So wurden die Wunden des Patienten groß herausgestellt und aufwendig konserviert. Fehlende Körperteile wurden durch falsche Prothesen ‚modern‘ ersetzt. So steht er nun da in Sack und Asche, ein ausgemergelter chronisch Kranker, jetzt ein ‚klassischer‘ Dauer-Pflegefall! Vermutlich wegen vieler Proteste der GHB wurde in letzter Minute dieser Gebäude-Leichnam außen farblich noch etwas aufgehübscht, so dass wir eine dezent geschminkte Mumie eines Museumsgebäudes bewundern dürfen.“

Man stehe vor einem „kulturellen Scherbenhaufen grotesken Ausmaßes“: das Gebäude sei „verfälscht in seine Ruine als Denkmal“, ein „Betrug an allen Freunden der Baukunst und Geschichte“. Die „noch vorhandene ‚authentische‘, meist ruinöse und beschädigte Originalarchitektur“ sei „manipuliert und dadurch gefälscht“ worden. Fehlende Bauteile seien „durch absichtlich falsche Ersatzteile ergänzt“ sowie „Geist, Harmonie und Symmetrie des Gebäudes zerstört“ worden. Das Ergebnis der Wiederherstellung sei eine „Verfälschung der Architektur des Hauses insgesamt“.

### Ausstellungen
- In jüngster Zeit zeigt(e) das Neue Museum die Ausstellungen
  - Geplündert – Geschunden – Gerettet [?]. Die Gräber der Qubbet el-Hawa-Nord (15. September 2023 bis 10. März 2024)
  - Corinthium Aes. Das Geheimnis des schwarzen Kupfers (6. April 2023 bis 27. August 2023)
  - Klangbilder – Musik im Alten Ägypten (21. Mai 2021 bis 3. Juli 2022)
  - Sardinien – Insel der Megalithen (1. Juli 2021 bis 3. Oktober 2021)
  - Die Krone von Kertsch – Schätze aus Europas Frühzeit (19. Oktober 2017 bis 22. September 2027)[20]
  - Altes Ägypten (17. Oktober 2009 bis auf Weiteres, Dauerausstellung)
  - Vor- und Frühgeschichte (17. Oktober 2009 bis auf Weiteres, Dauerausstellung)
  - Zurück! Steinzeit. Bronzezeit. Eisenzeit (29. Juni 2014 bis auf Weiteres, Dauerausstellung)
  - Schätze aus dem Rhein. Der Barbarenschatz von Neupotz (20. Dezember 2016 bis auf Weiteres, Dauerausstellung)[21]
- Als Beitrag zum Deutschlandjahr in Russland und zum Russlandjahr in Deutschland wurden vom 6. Oktober 2012 bis 13. Januar 2013 in der dritten Ebene Exponate aus 1000 Jahren Kunst, Geschichte und Kultur von Russen und Deutschen gezeigt. Die Ausstellung zeigte die tiefen und vielfältigen Verbindungen zwischen beiden Ländern in der Geschichte.[22]
- Aus Anlass des 100-jährigen Jubiläums der Auffindung der Büste der Nofretete fand vom 7. Dezember 2012 bis zum 4. August 2013 die Ausstellung Im Licht von Amarna. 100 Jahre Fund der Nofretete zur Amarna-Zeit statt.[23]
- China und Ägypten – Wiegen der Welt (6. Juli 2017 bis 3. Dezember 2017) in Zusammenarbeit mit dem Shanghai-Museum, Shanghai, Volksrepublik China.[24]

### Auszeichnungen
- 2010 wurde das Museum mit dem Nostra Award der Europäischen Kommission und des Verbandes für Kulturerbe Europa Nostra für außergewöhnliche Leistungen auf dem Gebiet der Restaurierung ausgezeichnet.[25] Ebenfalls 2010 erhielt der Umbau den Architekturpreis Große Nike (Hauptpreis) sowie eine Nike in der Kategorie „Detailvollkommenheit“ des Bundes Deutscher Architekten (BDA).[26]
- Die Europäische Union zeichnete das Museum am 20. Juni 2011 mit dem Mies-van-der-Rohe-Preis für die gelungene Kombination von „zeitgenössischer Architektur, Restaurierung und Kunst“ aus.[27][28]
- Architekt David Chipperfield erhielt am 13. Oktober 2011 für den Wiederaufbau des Museums den Deutschen Architekturpreis.[29]
- Am 4. Juli 2014 wurde das Museum als 15. Bauwerk in die Reihe der Historischen Wahrzeichen der Ingenieurbaukunst in Deutschland aufgenommen.

## Geschichte

### Planung

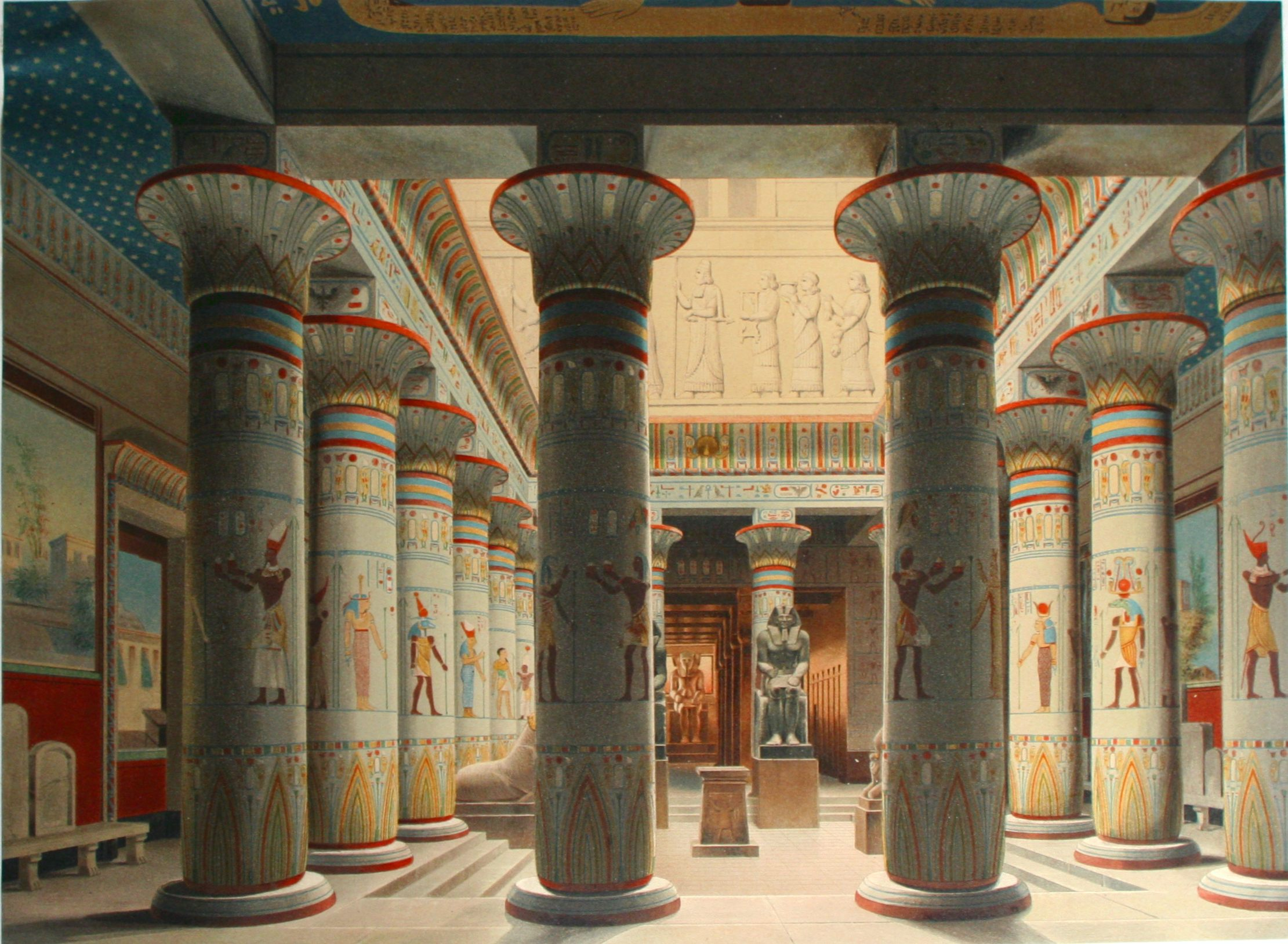
Der Ägyptische Hof. Aus: Friedrich August Stüler: Das Neue Museum in Berlin. Riedel, 1862. Die Säulen wurden 1987 zur Restaurierung entfernt.

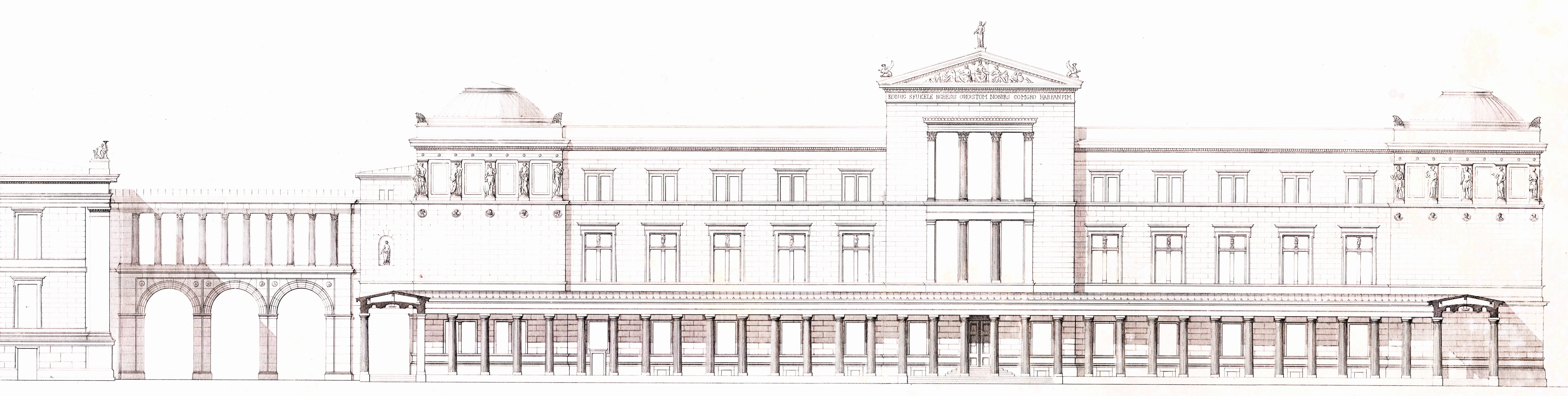
Ostfassade des Neuen Museums mit Verbindungsgalerie zum Alten Museum und den Kolonnaden, aus Friedrich August Stüler, Das Neue Museum in Berlin, Riedel 1862

Das zweite Museum auf der Museumsinsel wurde als Erweiterungsbau für die im Alten Museum nicht unterzubringenden Sammlungen erforderlich. Dies waren die Sammlung der Gipsabgüsse, das Ägyptische Museum, die Ur- und Frühgeschichtliche Sammlung (Museum der vaterländischen Altertümer), die Ethnografische Sammlung und das Kupferstichkabinett. Es ist damit die „Urzelle“ des Museums für Vor- und Frühgeschichte, des Ägyptischen Museums, des Ethnologischen Museums und des Kupferstichkabinetts. In seiner Konzeption als Universalmuseum für einen abgeschlossenen Sammlungsbestand und in der Entwicklung seiner Sammlungsbestände durch Erweiterungen und den Auszug einzelner Sammlungen wie zum Beispiel der Ethnografischen Sammlung in eigene Museen dokumentiert es in seiner Geschichte beispielhaft die Hinwendung vom Universal- zum Spezialmuseum als allgemeine Entwicklung in der Geschichte der Museen im Verlauf des 19. Jahrhunderts.
Das Neue Museum zählt darüber hinaus als Teil der Gesamtanlage der Museumsinsel wie auch als Einzelbauwerk des späten Klassizismus zu einem der bedeutendsten Museumsbauten des 19. Jahrhunderts. Außerdem gehört es zu den bedeutenden Denkmälern der Konstruktions- und Technikgeschichte. Mit seinem industrialisierten Bauverfahren und seinen vielfältigen Eisenkonstruktionen ist es der erste Monumentalbau Preußens mit konsequenter Anwendung neuer, durch die Industrialisierung ermöglichter Bautechniken. Als weitere Innovation kam während der Bauarbeiten erstmals in Berlin eine Dampfmaschine zum Einsatz, die unter anderem das Rammen der zahlreichen Pfähle in den Baugrund erleichterte. Der weiche, sandige und schwammige Boden des Spree- beziehungsweise Berliner Urstromtals erfordert eine tiefe Verankerung der Bauten im zentralen Berliner Bereich. Mit dem Bau des Museums wurde daher ein Stück Technikgeschichte geschrieben.

### Bauarbeiten

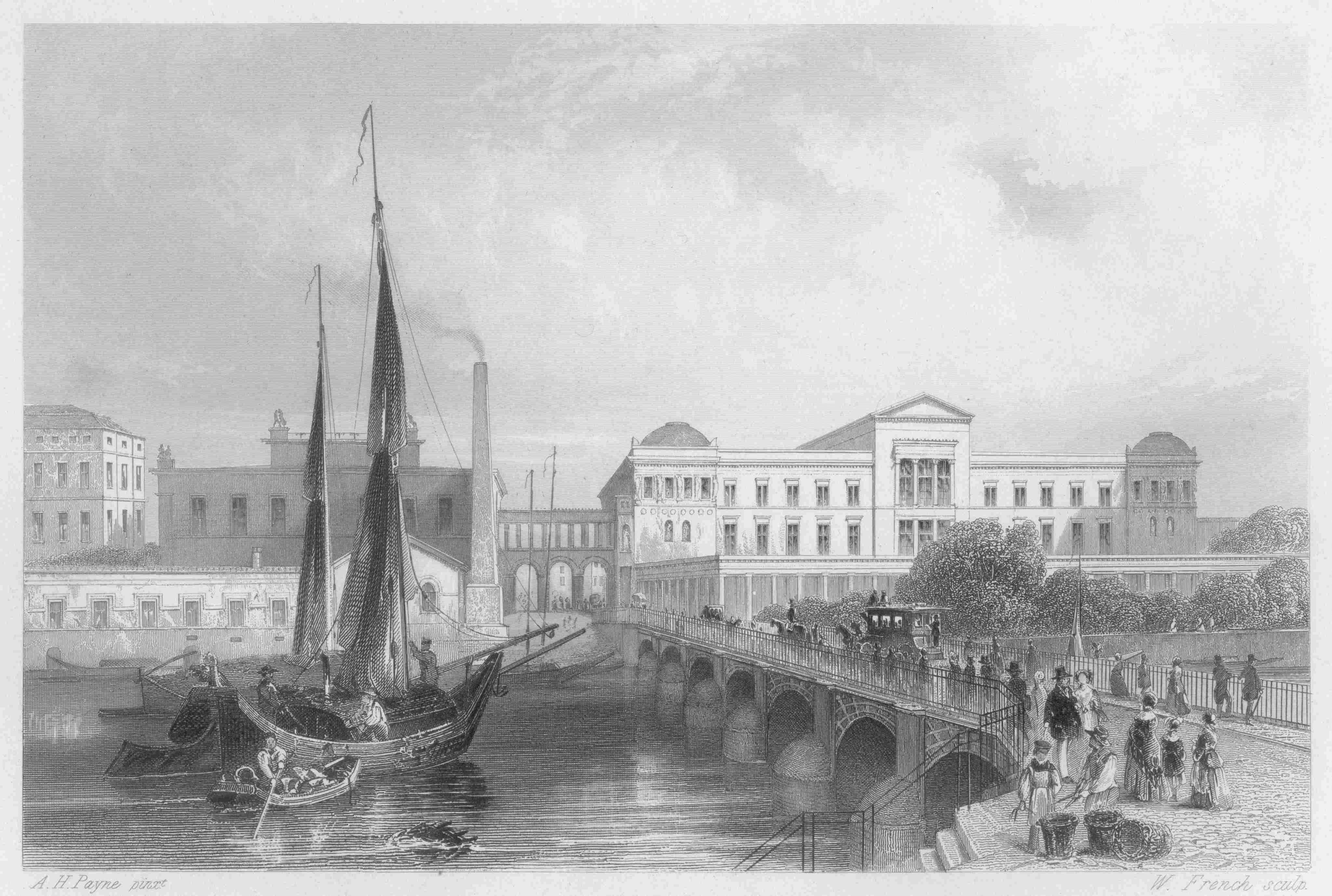
Neues Museum um 1850, Ansicht von der Friedrichsbrücke

Die Arbeiten zum Bau des Neuen Museums begannen am 19. Juni 1841 unter der Leitung einer von Friedrich Wilhelm IV. eingesetzten Kommission, der unter anderem der Generaldirektor der Königlichen Museen Ignaz von Olfers und Friedrich August Stüler angehörten. Zuvor hatte der König Stüler bereits mit Kabinettsorder vom 8. März 1841 mit der Planung beauftragt. Der schlechte Baugrund machte sich schnell bemerkbar, als die Arbeiter nur wenig unter der Oberfläche auf Infusorienerde, Ablagerungen von Kieselgur, stießen. Daher wurde unter dem ganzen Gebäude ein Pfahlrost erforderlich, dessen 2344 hölzerne Gründungspfähle zwischen 6,90 und 18,20 Meter lang waren. Zum Rammen der Pfähle kam eine Dampfmaschine mit 5 PS Leistung zum Einsatz, deren Leistung bei Bedarf auf 10 PS gesteigert werden konnte. Sie trieb die Pumpen zur Entwässerung der Baustelle, die Aufzüge und die Mörtelmischmaschinen an. Das Notizblatt des Architektenvereins zu Berlin berichtete jeweils von der Baustelle und den neuartigen technischen Vorrichtungen.
Am 6. April 1843 erfolgte die feierliche Grundsteinlegung auf den bereits bis zur Kellersohle aufgeführten Fundamenten. Die Mauern waren seit Ende desselben Jahres bis zum Dach aufgemauert, sodass 1844 die Bauarbeiter die Gesimse versetzen und die Dächer vollenden konnten. Im Jahr 1845 wurden die Eisenkonstruktionen eingezogen, die Gewölbe der Decken ausgemauert und die Verbindungsgalerie zum Alten Museum fertiggestellt. Eine Hilfseisenbahn transportierte die Baumaterialien vom Kupfergraben zum dampfmaschinenbetriebenen Aufzug. Auch auf den einzelnen Stockwerken des Museums erfolgte der Transport auf Schienen. 1846 war der Außenbau, abgesehen von den Skulpturen in den Giebelfeldern, abgeschlossen und die Arbeiter begannen mit dem Verputzen der Innenräume, dem Setzen der Treppenstufen und dem Ausführen der Fußböden.

### Innenausbau
Diese Bauarbeiten waren 1847 so weit gediehen, dass mit dem aufwendigen Innenausbau begonnen werden konnte. Die Märzrevolution 1848 führte zu Verzögerungen bei den Bauarbeiten, die aber zu keiner Zeit vollständig unterbrochen wurden. Sobald die jeweiligen Räume vollendet waren, begann die Aufstellung der Sammlungen, die nacheinander von 1850 bis 1859 eröffnet wurden. Arbeiten an Teilen der Innenausstattung, vor allem an den Wandfresken im Treppenhaus, zogen sich jedoch noch bis 1866 hin.
Im Berliner Adressbuch des Jahres 1875 wird folgender Bericht über das Neue Museum gegeben:

„Das Neue Museum, welches durch einen Bogengang und eine über demselben befindliche Halle mit dem Alten Museum in Verbindung steht, ist nach dem ursprünglichen Entwurf König Friedrich Wilhelm IV. und dem darnach ausgeführten Plane des Geh. Oberbaurath Stüler und unter dessen Leitung 1843–1855 erbaut.“

### Von der Eröffnung bis zum Zweiten Weltkrieg
Bei der Eröffnung befanden sich die Ägyptische, Vaterländische und Ethnografische Sammlung im Erdgeschoss. Das erste Obergeschoss nahm die Sammlungen der Gipsabgüsse von Skulpturen der griechischen und römischen Antike, der byzantinischen Kunst, der Romanik, Gotik, Renaissance und des Klassizismus auf. Das zweite Obergeschoss teilten sich das Kupferstichkabinett und die sogenannte „Kunstkammer“, eine Sammlung von Architekturmodellen, Möbeln, Ton- und Glasgefäßen, kirchlichen Gegenständen und kleineren Kunstwerken des Mittelalters und der Neuzeit.
Das 1873 gegründete Völkerkundemuseum bezog 1886 ein eigenes, im Zweiten Weltkrieg zerstörtes Gebäude an der Königgrätzer Straße, der heutigen Stresemannstraße. Damit verbunden war der Auszug der Ethnografischen Sammlung, der Sammlung der Vaterländischen Altertümer und von Teilen der Kunstkammer. Das neugegründete Kunstgewerbemuseum übernahm 1875 die verbliebenen fast 7000 Objekte der „Kunstkammer“ und bezog 1881 ebenfalls ein eigenes Gebäude, den heutigen Martin-Gropius-Bau. Die freigewordenen Räume im Erdgeschoss belegte die Ägyptische Sammlung, die Räume im zweiten Obergeschoss übernahm das Kupferstichkabinett.

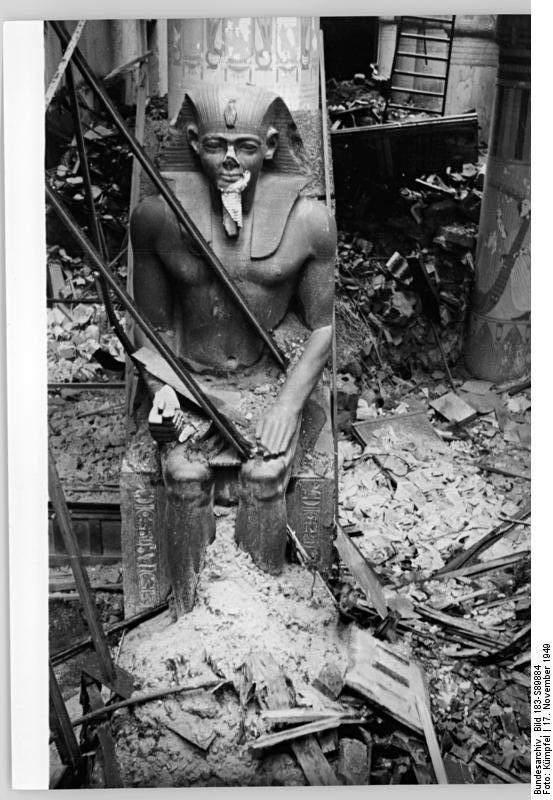
Kriegsschäden im Ägyptischen Hof, 1949

In den Jahren 1883 bis 1887 wurde das Neue Museum um ein zusätzliches, nach außen hin nicht sichtbares Mezzaningeschoss erhöht. Die Sammlung der Gipsabgüsse, zum Zeitpunkt der Erbauung Mittelpunkt der Sammlungen, wuchs im Verlauf des 19. Jahrhunderts zu einer der umfangreichsten und umfassendsten Abgusssammlungen. Aufgrund veränderter Wertschätzung wurde sie, mit Ausnahme der Kolossalstatuen, zwischen 1916 und 1920 der Berliner Universität übergeben, wo sie im Zweiten Weltkrieg größtenteils zerstört wurde. In den Sälen des ersten Obergeschosses wurde die Vasensammlung des Antikenmuseums sowie die Papyrussammlung des Ägyptischen Museums neu aufgestellt.
Umbauten im Erdgeschoss in den Jahren 1919 bis 1923 führten erstmals zu größeren Eingriffen in die Bausubstanz. Im Griechischen Hof wurden die Apsis abgebrochen, der Hof mit einem Glasdach überdeckt, ein neuer Boden auf Höhe des normalen Niveaus des Erdgeschosses eingezogen und damit mehrere Säle und Kabinette zur Aufnahme der Amarna-Sammlung geschaffen. Auch in den angrenzenden Räumen des Erdgeschosses verdeckten abgehängte Decken und Platten die ursprüngliche Dekoration und erzeugten so moderne, neutrale Ausstellungsräume. 1929 wurde der Übergang zum Pergamonmuseum errichtet.
1939 wurden die Sammlungen geschlossen, eine Vielzahl der Artefakte ausgelagert und gesichert. Kurz darauf begannen die Zerstörungen im Zweiten Weltkrieg. Bei alliierten Luftangriffen am 22./23. November 1943 brannte das zentrale Treppenhaus mit den Wandfresken zur Geschichte der Menschheit aus. Im Februar 1945 zerstörten Bomben den Nordwestflügel sowie den Übergang zum Alten Museum und beschädigten den Südwestflügel sowie den Südostrisalit. In der Schlacht um Berlin zwischen den verbliebenen Wehrmachts- und SS-Einheiten und den sowjetischen Streitkräften Ende April 1945 kam es zu weiteren Zerstörungen.

### Nachkriegszeit

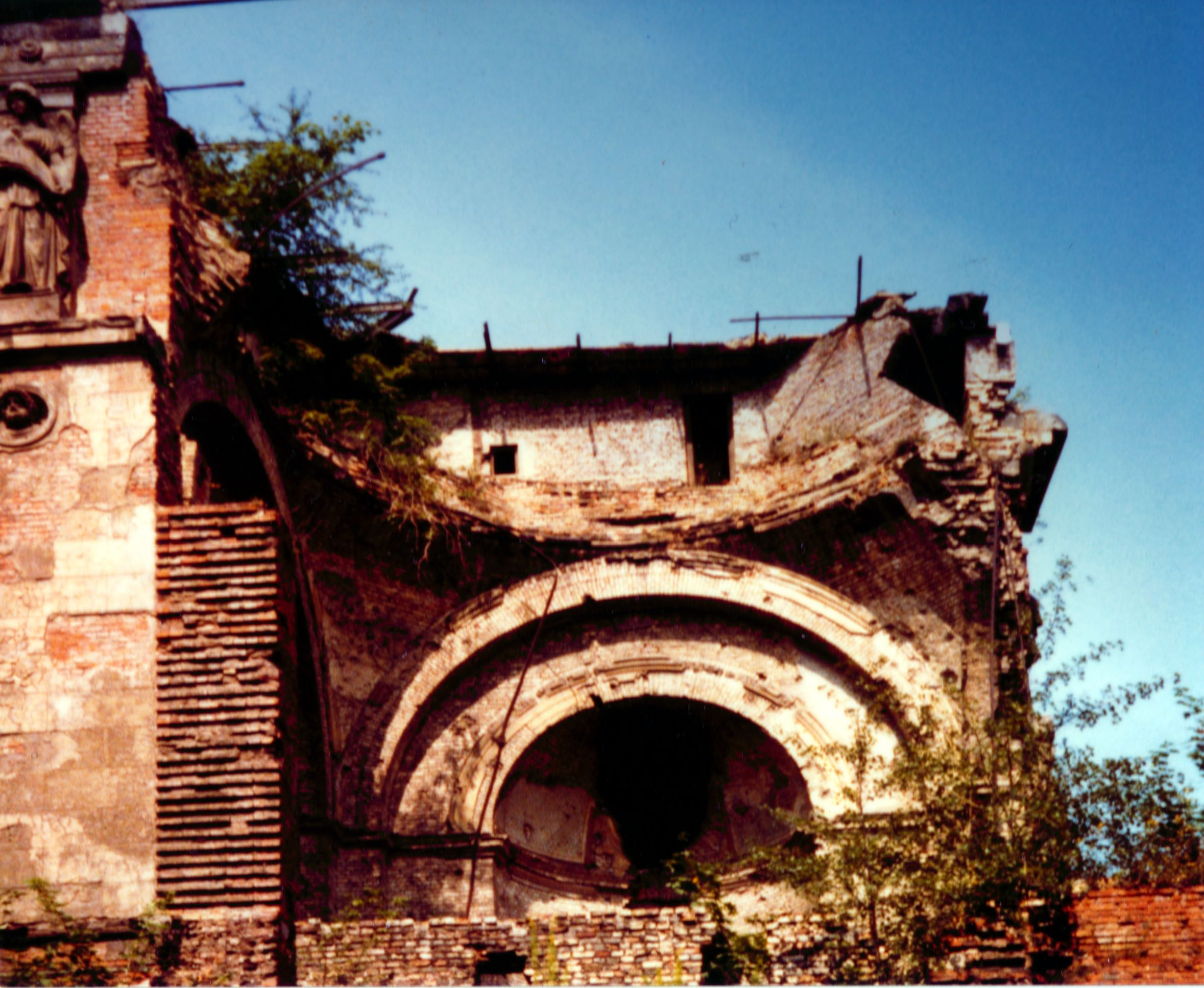
Ruine des Neuen Museums, 1984
Blick in den Südkuppelsaal

In der Nachkriegszeit wurde das Neue Museum eher vernachlässigt. Andere Museen der Museumsinsel nutzten die weniger beschädigten Räume als Magazin. Erst 1986 begannen Arbeiten zum Wiederaufbau, die vorerst mit weiteren (vermeidbaren und unvermeidbaren) Abbrüchen und damit Verlust an historischer Bausubstanz verbunden waren. Dabei wurden zum Beispiel die letzten Reste des Ägyptischen Hofes beseitigt und die Verbindungsgalerie zum Alten Museum vollständig abgetragen. Für die vorgesehene Rekonstruktion wurden zahlreiche Bauteile und Fragmente entnommen und eingelagert. Zusammen mit der Sicherung des Baues 1986 begannen die Planungen zum Wiederaufbau des Neuen Museums. Die zahlreich entnommenen Bauteile – Säulen, Kapitelle, Gesimse, Böden, Wandbilder – sollten als Kopiervorlagen bei der geplanten weitgehenden Rekonstruktion des Gebäudes dienen. Auch die große Treppenhalle mit Kaulbachs Zyklus zur Geschichte der Menschheit sollte anhand der in der Nationalgalerie verwahrten Originalkartons originalgetreu wiederhergestellt werden.
Im September 1989 erfolgte die Grundsteinlegung zur originalgetreuen Rekonstruktion. Die Wende 1989/1990 machte die Planungen aus DDR-Zeiten hinfällig. Das Vorhaben wurde nach der Wiedervereinigung beendet.

## Architektur und Konzeption des Museums (19. Jahrhundert)

### Äußeres

#### Überblick
Das Neue Museum ist ein beinahe rechteckiger Baukörper von 105 Metern Länge und 40 Metern Breite, ausgerichtet von Süden nach Norden parallel zum Kupfergraben und senkrecht zum Alten Museum, mit dem es durch eine im Zweiten Weltkrieg zerstörte 6,90 Meter breite und 24,50 Meter lange Verbindungsgalerie mit drei Rundbögen über die Bodestraße verbunden war. Der höchste Gebäudeteil ist der 31 Meter hohe Mittelbau mit Treppenhaus. Mit der später erstellten, in der Planung Stülers aber bereits vorgesehenen Nationalgalerie ist es durch Kolonnaden mit dorischen Säulen verknüpft.
Die dreigeschossigen Gebäudeflügel gruppieren sich um zwei Innenhöfe, den Griechischen und den Ägyptischen Hof. Ursprünglich war nur der nördliche Ägyptische Hof glasbedeckt, der südliche Griechische Hof wurde erst bei Umbaumaßnahmen zwischen 1919 und 1923 mit einem Glasdach versehen. Die zentrale Treppenhalle ist nach außen als Mittelrisalit mit flachen Giebeln ausgebildet und überragt die Seitenflügel nur leicht. Seine Tempelfronten stehen für den geistigen Anspruch des Gebäudes als Museum. Die östliche Hauptfront gegen die Alte Nationalgalerie mit dem Eingang wird von zwei fensterlosen Eckbauten eingefasst, deren Kuppeln in der Form denjenigen auf den Kolonnaden entsprechen und das Gegengewicht zu dem Mittelrisalit bilden.
Hinter der schlichten, eher konventionellen Fassade im klassizistischen Stil verbergen sich vielfältige und in den 1840er Jahren äußerst innovative Eisenkonstruktionen. Sie ermöglichten trotz des schwierigen Baugrundes bei ungefähr gleicher Höhe ein Geschoss mehr als bei Schinkels Altem Museum und eine außerordentliche Vielfalt von Deckenformen. Dieses eiserne Skelett verbirgt sich innen hinter einer reichen Architekturkulisse mit eigentlichen „Inszenierungen“ im ägyptischen, griechischen oder römischen Stil. Die Bedeutung des Neuen Museums liegt also weniger in der äußeren Architektur, sondern in der reichen Innenarchitektur und in seinen Eisenkonstruktionen, die Zeugnis ablegen von den mit der Industrialisierung verbundenen Veränderungen und neuen Möglichkeiten in der Baukunst.

#### Fassaden

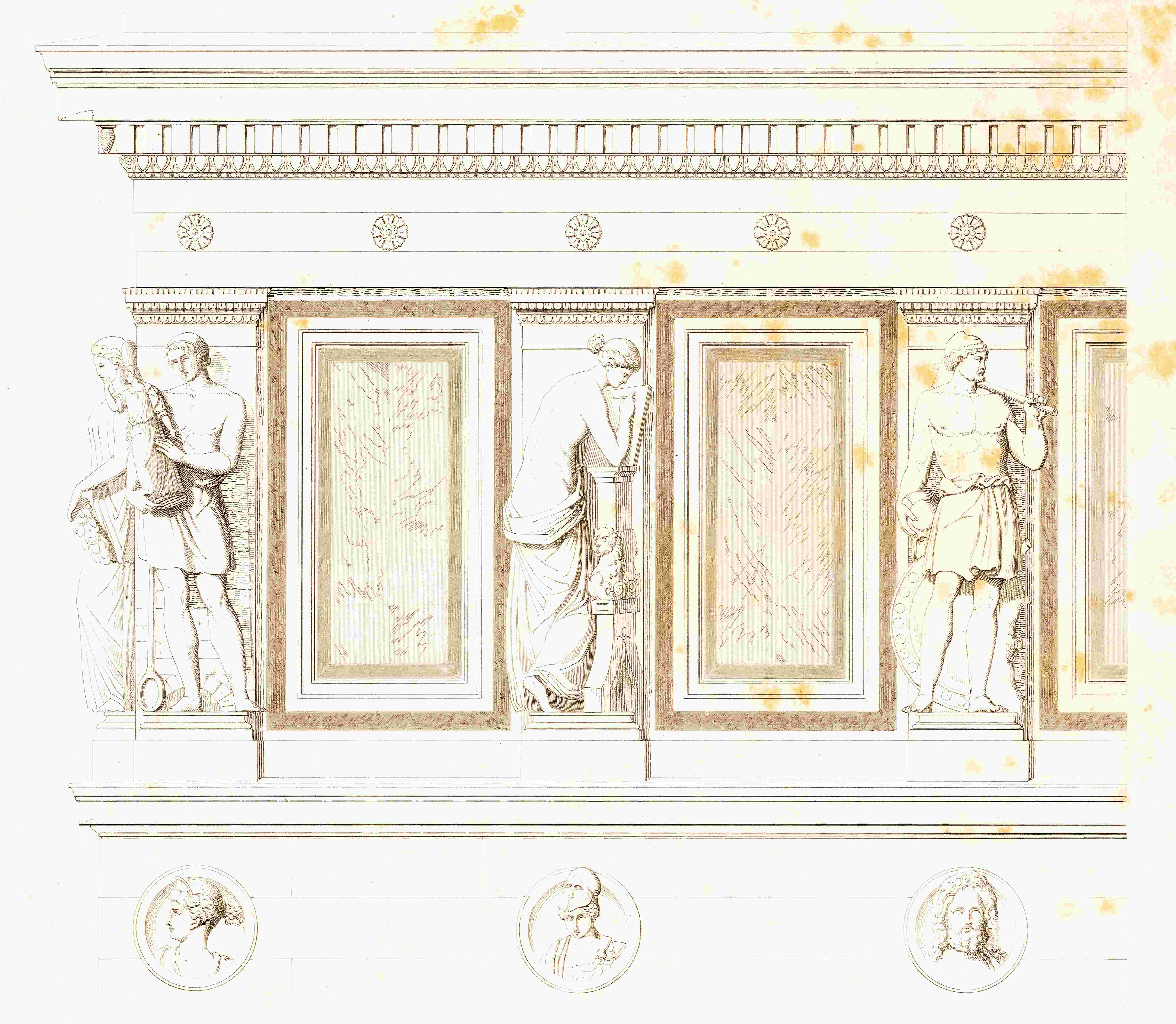
Details Südrisalit, aus Friedrich August Stüler, Das Neue Museum in Berlin, Riedel 1862

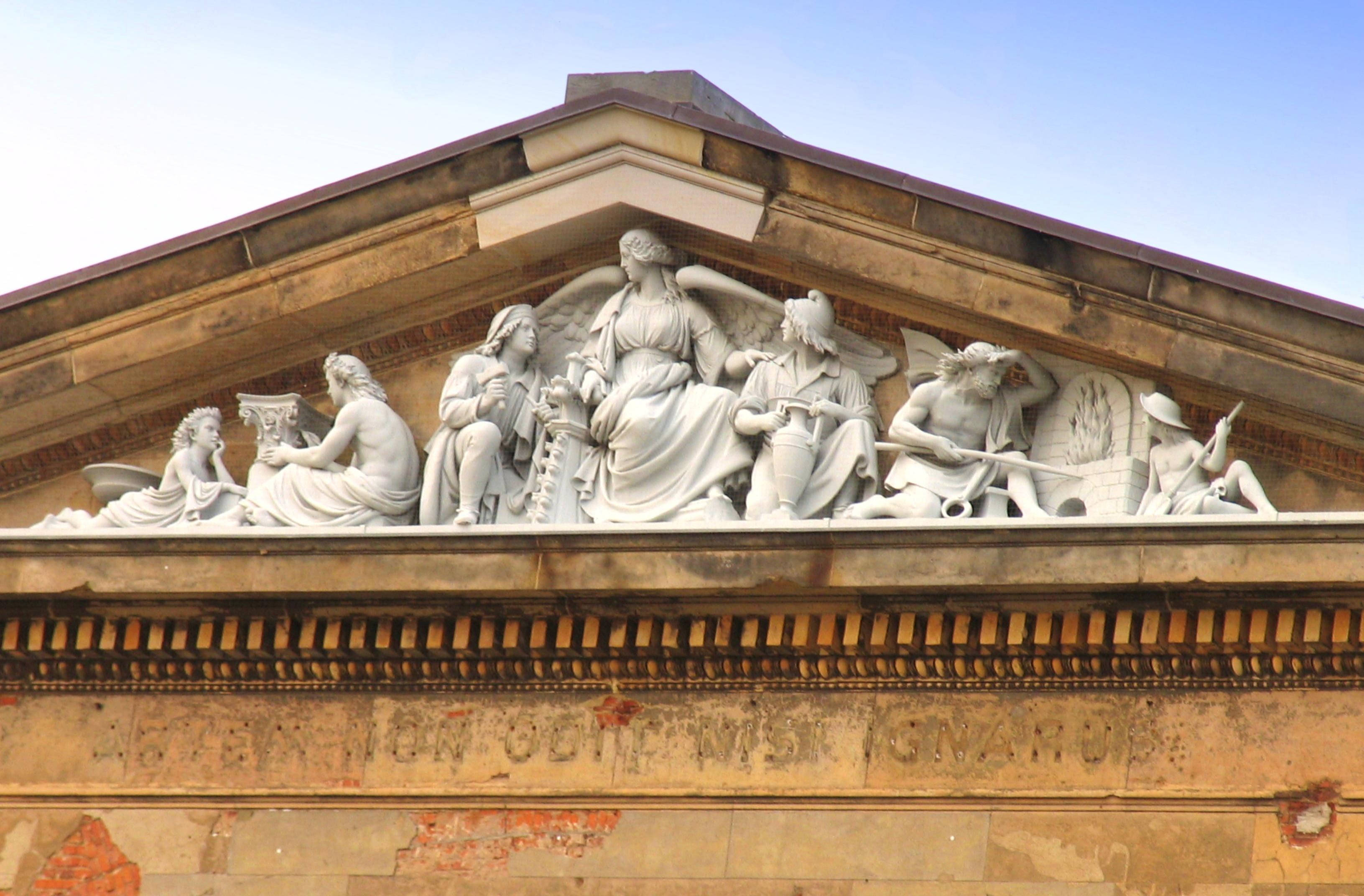
Zinkgussrelief Die Kunst unterweist Industrie und Kunstgewerbe im Westgiebel von August Kiß (Abbildung: Mai 2005)

Stüler hat das Äußere des Neuen Museums im Hinblick auf die Verbindung mit dem Alten Museum wie auch auf das geplante Kulturforum sehr zurückhaltend und schlicht gestaltet. So schreibt er in den Erläuterungen seiner Publikationen von 24 Lithografien zum Neuen Museum 1862:

„Durch seine Lage und den Zusammenhang mit der grösseren Bauanlage entbehrte das neue Museum der Motive für eine ähnlich grossartige und charakterisierende Anordnung, wie sie die Säulenhalle des älteren Museums zeigt: daher konnte nur in den Detailformen und in der Anordnung von Sculpturen die Bestimmung des Gebäudes näher angedeutet werden.“

Der sparsame bauplastische Schmuck beschränkt sich so im Wesentlichen auf den Mittelrisalit an der Fassade gegen den Kupfergraben und gegen die Nationalgalerie, die Fensterkreuze und den Süd- und Nordrisalit.
Das Neue Museum ist ein verputzter Ziegelbau, dessen Fassaden durch eine Ritzquaderung gegliedert werden. Die Ausführung in verschiedenfarbigem Putz war eine zur damaligen Zeit ungewöhnliche Art der Gestaltung und sollte wohl die Illusion einer Natursteinfassade verstärken. Die östliche Hauptfront ist symmetrisch gegliedert durch einen giebelbekrönten Mittelrisalit und zwei kuppelbekrönte, fensterlose Eckrisalite. Je fünf Fensterachsen in den Wänden zwischen den Risaliten zeigen in jedem Geschoss Fenster anderer Größe und Form entsprechend der Raumhöhe und der Bedeutung der dahinterliegenden Innenräume. Die in gleicher Höhe durchlaufenden Gesimse verknüpfen zwischen dem ersten und zweiten Obergeschoss mit dem Alten Museum und verstärken den ruhigen Charakter der Fassade.
Die Tempelfront des Mittelrisalits zeigt die Bestimmung des Gebäudes als Museum und nennt in der in vergoldeten Kupferbuchstaben ausgeführten Giebelinschrift MUSEUM A PATRE BEATISSIMO CONDITUM AMPLIAVIT FILIUS MDCCCLV (Der Sohn vergrößerte das durch den hochseligen Vater gegründete Museum 1855) alle wesentlichen Elemente: MUSEUM – der Zweck des Gebäudes als Museum, AMPLIAVIT – die Erweiterung (des Alten Museums) und MDCCCLV – das offizielle Eröffnungsjahr 1855. Der Erbauer Friedrich Wilhelm IV. wie auch sein Vater Friedrich Wilhelm III. werden (im Unterschied zur zweiten Widmungsinschrift in Hieroglyphen im Ägyptischen Hof) nicht namentlich benannt. Das 1854 vom Bildhauer Friedrich Drake ausgeführte Stuckrelief Die Geschichte unterweist die Baukunst, Bildhauerei, Malerei, und Grafik illustriert den erzieherischen Charakter des Museums. Den Giebel krönt eine Borussia von Gustav Blaeser und weist das Gebäude wohl als Museum des Staates Preußen aus. Die Eckakroterien, zwei Greifen aus Bronze, sind ein Werk des Berliner Bildhauers Friedrich Wilhelm Wolff. Als Begleiter Apollons verweisen sie auf ihn in seiner Rolle als Gott der Künste. Die monumentale, dreiachsige Fenstergruppe dominiert durch ihre Einfassung mit Säulen und Pilastern in dorischer im ersten und korinthischer Ordnung im zweiten Obergeschoss den Mittelrisalit. In der Mittelachse befindet sich im Erdgeschoss der Haupteingang, flankiert von zwei Fenstern.
Die beiden Eckrisalite sind mit Kugelnischenköpfen und Allegorien der Künste und Wissenschaften geschmückt, welche durch die Sammlungen des Museums repräsentiert werden. Sie wurden von den Bildhauern August Wredow, Carl Heinrich Gramzow, Wilhelm Stürmer, Karl Heinrich Möller und Heinrich Berges in Sandstein ausgeführt. Die marmorierten Felder zwischen den Figuren, gut sichtbar in der nebenstehenden Zeichnung des Südrisalits, setzen einen farbigen Akzent an der Außenfassade. Die steinernen Fensterkreuze der Fenster des ersten Obergeschosses in den Wänden zwischen den Risaliten zeigen Kinderfiguren aus Zinkguss als Allegorien der Gegenstände der Sammlungen.
Die Gestaltung der Westfassade gegen den Kupfergraben als zweite Schauseite orientiert sich an der Ostfassade. Anstelle der beiden Eckrisalite treten je drei weitere Fensterachsen und anstelle der Kuppeln betonen zwei Zinkgussfiguren die Ecken. Die Gestaltung des Mittelrisalits mit den monumentalen Fenstern ist gleich wie an der Vorderfront, dem Haupteingang im Erdgeschoss entspricht ein zusätzliches Fenster. Unter der unbekannten Giebelfigur unterweist die Allegorie der Kunst Industrie und Kunstgewerbe, ein Zinkgussrelief des Bildhauers August Kiß von 1862. Die Bauinschrift ARTEM NON ODIT NISI IGNARUS (Nur der Unwissende verachtet die Kunst) wiederum in vergoldeten Kupferbuchstaben wurde von Friedrich Wilhelm IV. selbst gewählt. Der etwas merkwürdige Spruch, der zwar auch zum Erwerb von Wissen aufruft, gibt in seiner Negation Raum zu Spekulationen. Ist er bloß ein Zitat, Ausdruck einer gewissen Resignation oder eine versteckte Anspielung auf den hochseligen Vater der Inschrift der Hauptfassade?

### Inneres

#### Leitlinien der Gestaltung

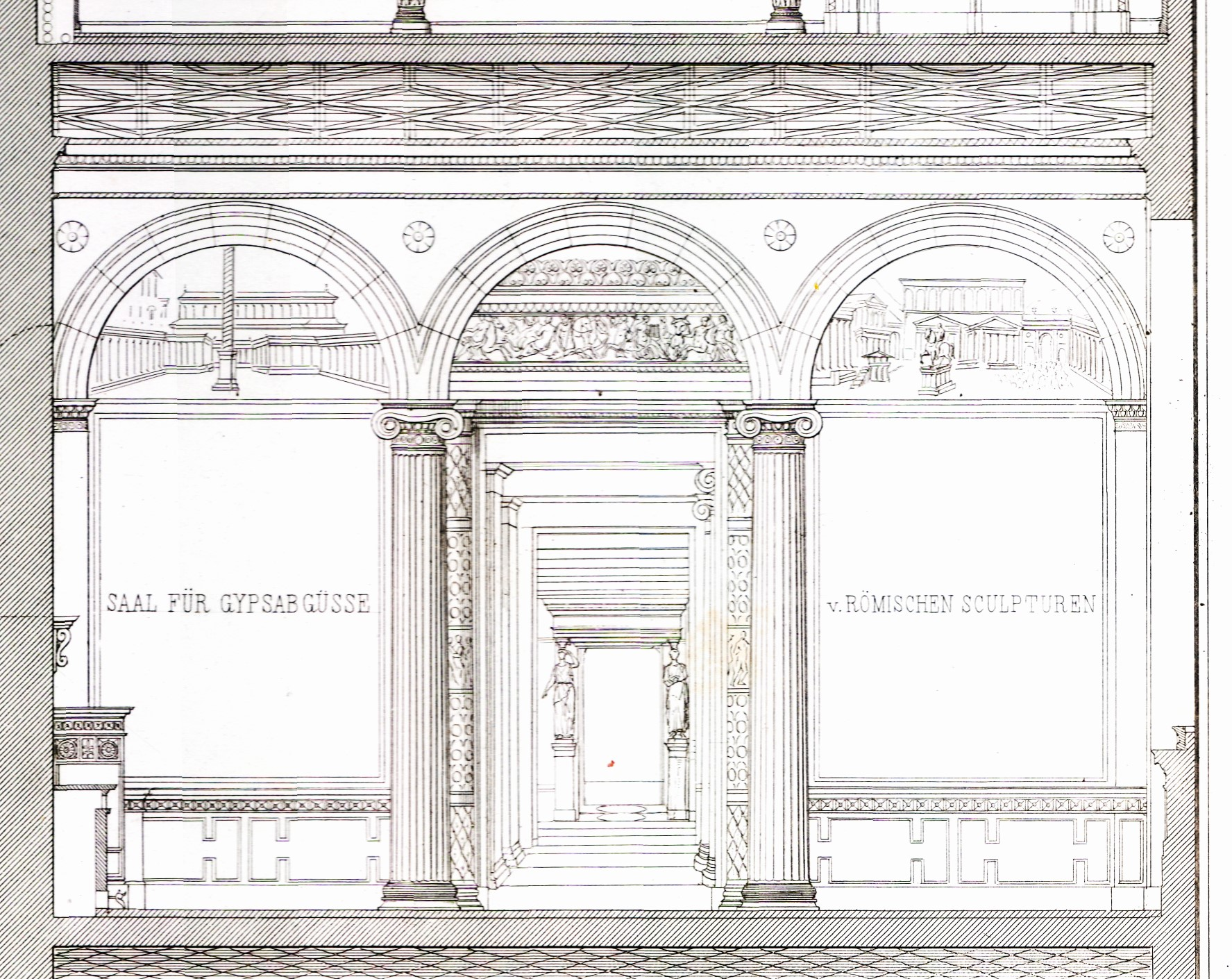
Wandgestaltung am Beispiel des Römischen Saals, von unten nach oben: Sockelzone – ruhige, einfarbige Mittelzone als Hintergrund für die Skulpturen – Oberzone mit Wandgemälden

Der sparsame äußere Schmuck steht im Gegensatz zur außerordentlich reichen und bedeutenden Innenausstattung. Stüler beschreibt die Leitlinien für die dekorative Gestaltung mit „… erschien es als angemessen, die Räume mit größtmöglicher Harmonie mit den aufzustellenden Gegenständen zu halten“. Der Zweck von Museen sei es „ausser dem Genusse schöner Kunstwerke auch eine möglichst klare und ausgedehnte Uebersicht der Kunstübungen verschiedener Völker und Zeiten zu gewähren“ und da „[…] die Künste aber nie für sich abgesondert, sondern stets im Zusammenhang mit den Schwesterkünsten richtig zu würdigen sind, so glaubte der Architekt die Verpflichtung zu haben, in der Haltung und Decoration der Localien die Sammlungen so viel als möglich zu ergänzen, zumal in allen guten Kunstepochen die Architektur Träger der Sculptur und der Malerei war.“ Eine Konkurrenz der Dekoration und der Exponate sollte aber vermieden werden, „so sind z. E. die Sculptursäle nur mit Malereien, die andere Gegenstände als die Bildwerke behandeln, geschmückt und ihr letztere ein ruhiger, isolirender Hintergrund angeordnet“. Nach diesen Prinzipien erzeugten Kopien architektonischer Details, Wandbilder und reiche ornamentale Bemalung mit Bezügen zu den jeweiligen Sammlungen ein zu den Exponaten passendes Ambiente. Die zeitgenössische Publikation Berlin und seine Kunstschätze bezeichnet das Neue Museum aufgrund der reichen Symbolik und den vielfältigsten Beziehungen und Verbindungen denn auch als Labyrinth der Symbolik und als steinernes Kompendium der Kultur- und Kunstgeschichte.
Die Wände in den Sammlungsräumen waren dreigeteilt, auf dem gemalten Sockel in Höhe der Podeste und Vitrinen folgte ein mittlerer Wandbereich in kräftigen, die Ausstellungsstücke kontrastierenden Farben. In den meisten Ausstellungsräumen ein pompejanisches Rot, aber auch Grün und Purpur. Die obere Wandzone schmückten Wandbilder, deren Größe durch architektonische Gliederungselemente bestimmt war. Sie zeigten mythologische Themen wie die Nordischen Götter im Vaterländischen Saal, die ägyptischen Götter im Mythologischen Saal oder Helden der antiken Sagen im Niobidensaal. Im Ägyptischen Hof, im Griechischen und im Römischen Saal bezogen sich Landschaftsmalereien und Rekonstruktionen historischer Architekturen auf die Sammlungen. Ein weiterer Typus war die Darstellung historischer Ereignisse wie etwa im Südkuppelsaal.
Mit der künstlerischen Ausgestaltung der Decken und Wände war eine Vielzahl von Dekorationsmalern beauftragt worden, darunter einer der engsten Mitarbeiter Stülers (Minkels, S. 67, Anm. 343) Georg Sievers, dem Schwiegersohn des bekannten Berliner Hoftischlers Karl Wanschaff.

#### Kritik der Gestaltung
Im Kompendium zur Mark Brandenburg und zu Berlin aus dem Jahr 1881 betont Ernst Friedel in drei Zeilen die Größe, Sauberkeit, mannichfaltige Ausstattung des Innern, den Geschmack und die Dekorationsgabe Stülers, um seine folgende ausführliche Kritik wie folgt einzuleiten: „Damit ist aber das Verdienst dieses Gebäudes zusammengefaßt, während es im übrigen zu vielfachen Ausstellungen herausfordert.“ Neben kleineren Punkten wie Bemängelung des Putzbaus und aus seiner Sicht zum Teil missglückten Kompositionen der Kolossalbilder stellt Friedel die mangelnde Berücksichtigung der bald notwendigen Erweiterungen in das Zentrum seiner Kritik.
Die enge Verbindung der Exponate mit den Ausstellungsräumen erwies sich in der weiteren Entwicklung tatsächlich als eher hinderlich beim Auszug oder bei der Verschiebung einzelner Sammlungen. Erstmals war dies in den 1870er Jahren mit dem Auszug der Kunstkammer und der ethnografischen Sammlung als Folge der Eröffnung des Völkerkundemuseums der Fall. Dies war auch der Hauptkritikpunkt der Architekten, wie ihn zum Beispiel 1893 das Handbuch der Architektur äußert: „Stüler war bestrebt, die architektonische Ausbildung der Räume ihrer Bestimmung anzupassen. Die Gestaltung derselben hat sich jedoch hier und dort als Hindernis für die Verschiebung der einzelnen Sammlungen, die in Folge ihrer Vermehrung nothwendig wurde, herausgestellt.“
Die Kritik der Wissenschaftler richtete sich gegen das romantisierende und exotisierende Interieur, wie auch gegen Darstellungen, die inzwischen wissenschaftlich überholt waren. Trotzdem wurden die Innenräume auch bei Umgestaltungen sehr behutsam behandelt mit Ausnahme der größeren Umbauten zur Präsentation der Amarnafunde in den 1920er Jahren. Den Armanahof nahm denn der irische Schriftsteller Samuel Beckett in seiner Kritik am Drunter und Drüber im Museum auch ausdrücklich aus. Beckett notierte am 7. Januar 1937 in einem Tagebucheintrag: „Higgledypiggledy presentation except in Amarnahof“.

#### Eisenkonstruktion und Leichtbauweise – Einzug der Industrialisierung in die Baukunst

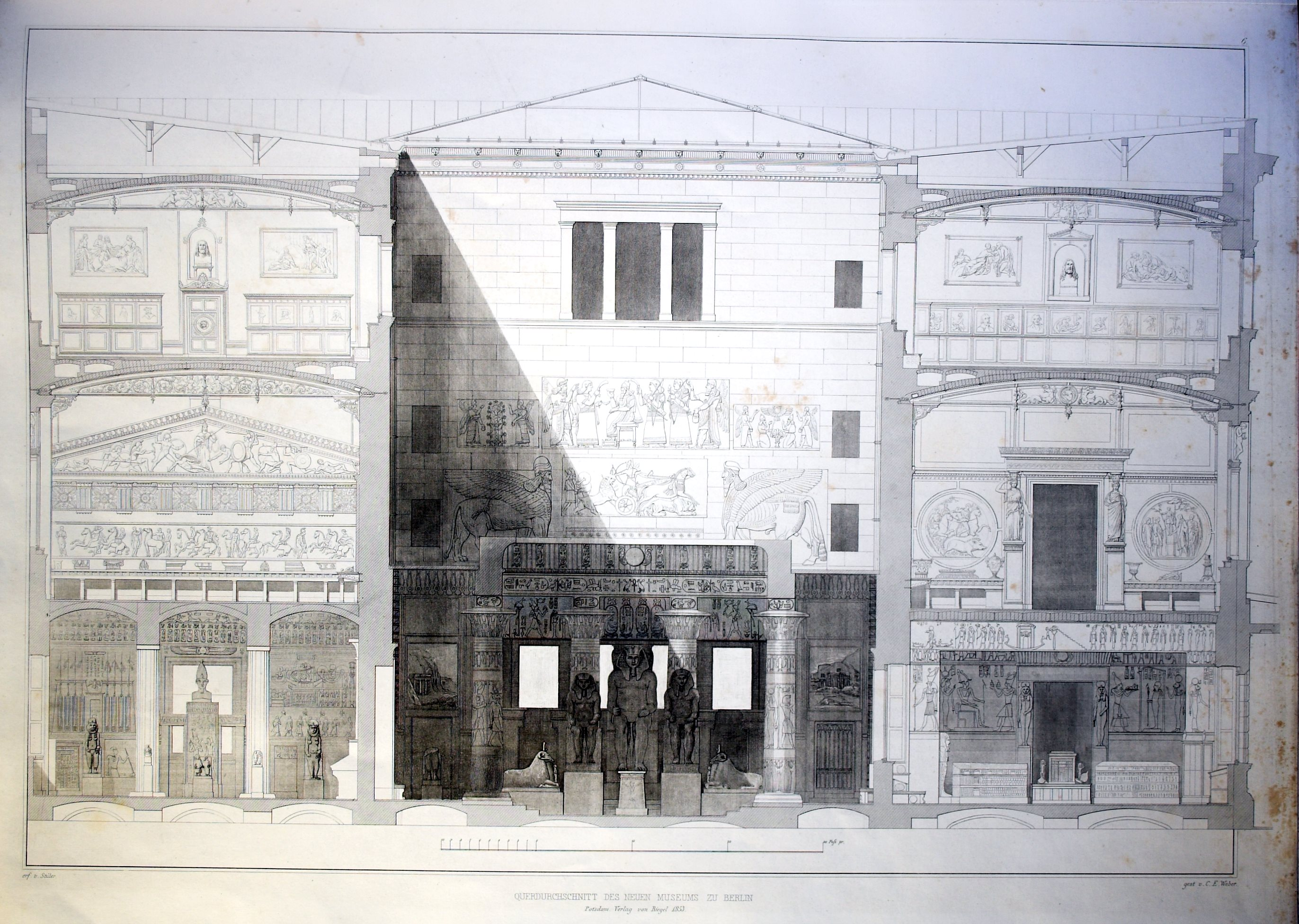
Schnitt durch den Nordflügel – Eisenkonstruktionen als sichtbare Bogensehnenträger im ersten und zweiten Geschoss, eingemauerte Bogensehnenträger in der Decke des Mythologischen Saales im Nordostflügel (rechts), Glasdach und abgehängte Glasdecke über dem Ägyptischen Hof

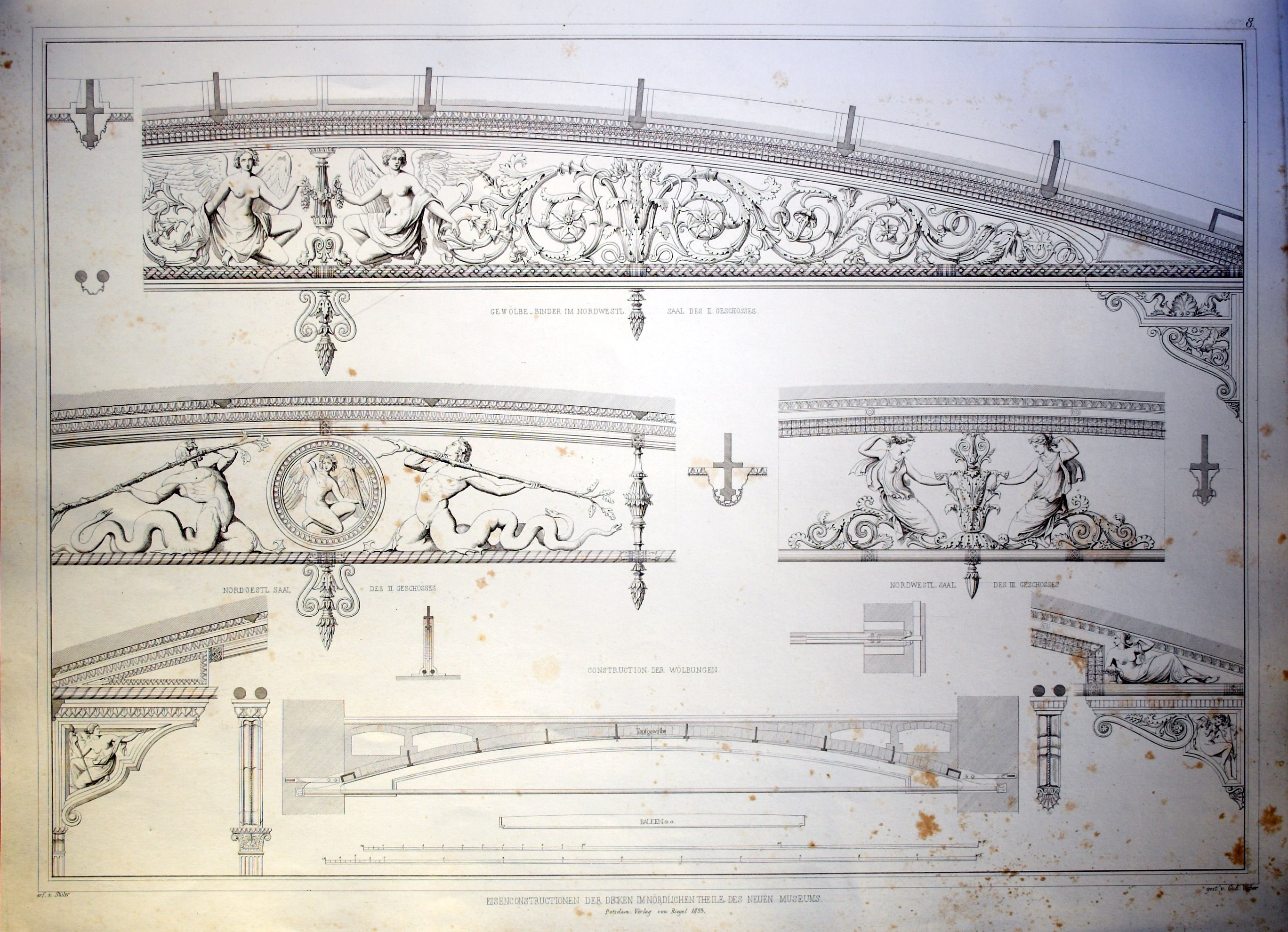
Konstruktion der Gewölbe und verschiedene Verkleidungen der Bogensehnenträger im Nordflügel

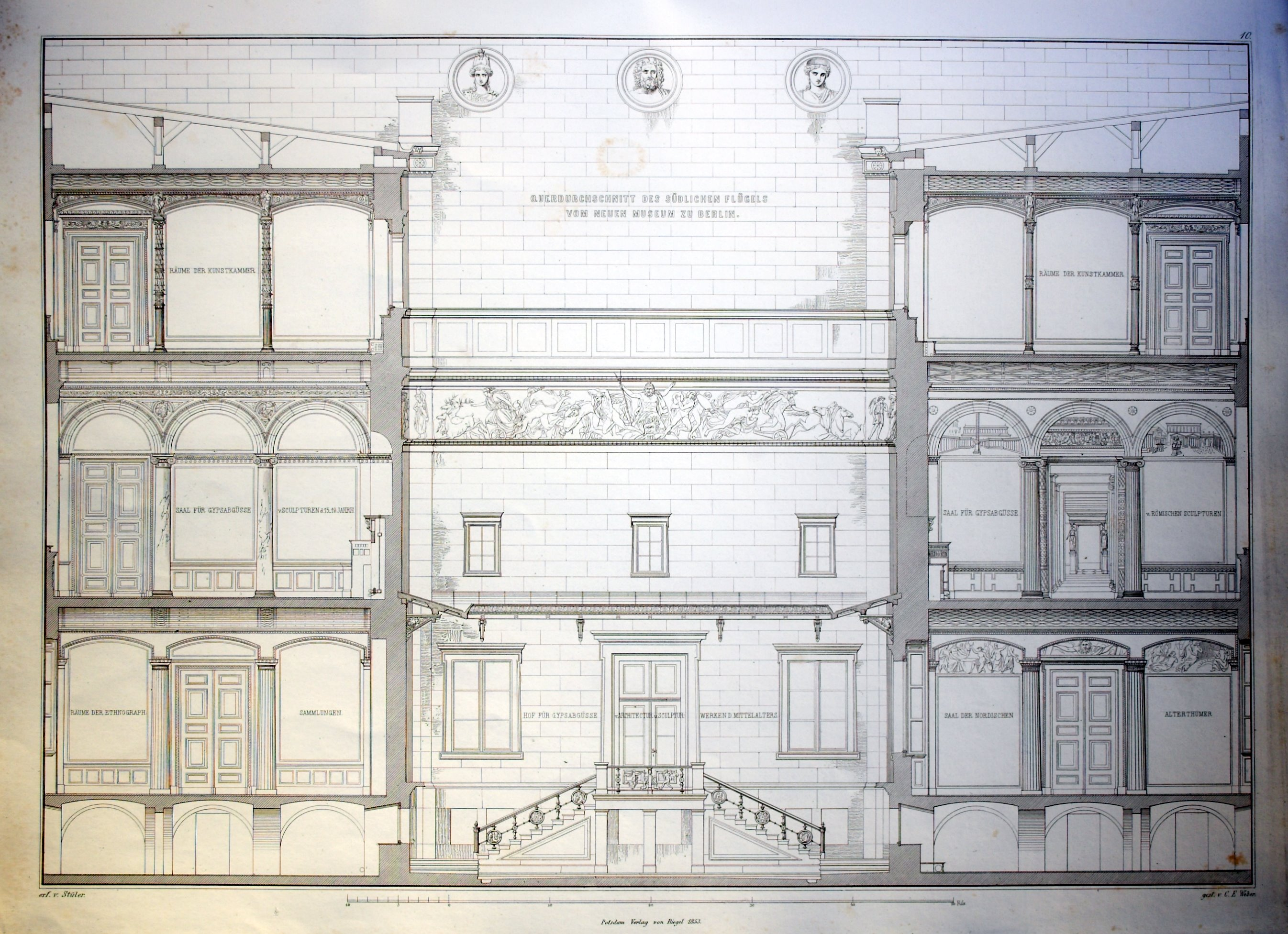
Schnitt durch den Südflügel mit dem Griechischen Hof – Eisenkonstruktionen in den Kunstkammersälen im dritten Geschoss als entmaterialisierte Variante der Bogenstellungen in den unteren Geschossen

Zwischen dem Baubeginn von Schinkels Altem Museum und dem Baubeginn des Neuen Museums liegen nur 17 Jahre. Während sich Schinkel in der herkömmlichen Massiv- und Holzbauweise bewegt und sein Bau damit technologisch noch dem 18. Jahrhundert zuzurechnen ist, bedient sich Stüler beim Neuen Museum mit Eisenkonstruktionen, Leichtziegeln und Gewölben aus Topfziegeln neuer Technologien, die durch die Industrialisierung ermöglicht im weiteren Verlauf des 19. Jahrhunderts intensiver eingesetzt wurden. Auf dieser Ebene bekommen die Bezeichnungen Altes Museum – Neues Museum eine weitere Bedeutung als Ausdruck alter Pfade und neuer Wege.

##### Konstruktion
Stülers Museum wird innen von einem eigentlichen Eisenskelett, einem vielfältigen und raffinierten System von eisernen Stützen, Trägern und Balken durchzogen. Der nebenstehende Schnitt durch den Nordostflügel zeigt einige Beispiele. Sichtbare, mit Messingblech und Zinkguss verkleidete Bogensehnenträger tragen im Niobidensaal, im Griechischen Saal und in den Sälen des Kupferstichkabinettes die flachgewölbten Decken. Die darunterstehende Abbildung zeigt neben den verschiedenartigen Verkleidungen die standardisierte, in allen Sälen gleiche Kernform der Bogensehnenträger. Diese bestehen aus einem gusseisernen Bogen aus zwei Stücken und einem Paar schmiedeeiserner Sehnen, die sorgfältig aus sieben zusammengebündelten Rundeisenstäben „aus dem besten Eisen von Staffordshire“ zu einem einzigen Rundstab zusammengeschmiedet und auf 2 1⁄3 Zoll für die geringere Belastung des dritten Geschosses und auf 3 Zoll für das zweite Geschoss ausgewalzt wurden. Große Spannschrauben am Auflager der Bogensehnenträger erlauben eine feine Justierung der Spannung der Sehnen. Diese kluge Kombination des leicht formbaren Gusseisens mit zugfesterem Schmiedeeisen war eine technische Innovation. In die angegossenen Flanschen wurden gusseiserne Balken gesteckt, die die Länge der Säle überspannten und mit leichten Topfziegeln aus der Tonwarenfabrik von Ernst March ausgemauert wurden. Im Mythologischen Saal im Erdgeschoss verbergen sich hinter einer verputzten Ummauerung die gleichen Bogensehnenträger, die eine massive Bauweise vortäuschen – in den Worten Stülers „… [denen] durch Ausmauerung und Bewurf das Ansehen von Steinbalken verliehen werden“. Alle Eisenbauteile lieferte die Fabrik von August Borsig an der Chausseestraße. Die Fabrikanstalten von Simeon Pierre Devaranne und Moritz Geiß lieferten die Zinkgussteile und vermutlich auch die Messingverkleidungen.
Eine im Zweiten Weltkrieg zerstörte Eisenkonstruktion war das doppelte Glasdach über dem Ägyptischen Hof, dessen Konstruktion den Besuchern aber durch eine abgehängte Milchglasdecke verborgen blieb. Ohne Stützen überdeckte es eine Fläche von ungefähr 380 m². Der glasüberdeckte Innenhof, der erste seiner Art in Berlin, wurde später bei weiteren Museumsbauten aufgenommen wie etwa dem ehemaligen Kunstgewerbemuseum von Martin Gropius, findet sich aber auch in der Warenhausarchitektur. Die schlanken eisernen Säulen, Bogen und Balken in den Räumen der Kunstkammer im dritten Obergeschoss des Südflügels sind ein weiterer Typ von Eisenkonstruktion im Neuen Museum. Sie können beinahe als entmaterialisierte Variante der Bogenstellungen der Untergeschosse betrachtet werden. Wie die Bogensehnenträger im Nordflügel verkleideten Dekorationen aus Messingblech und Zinkguss die Kernform aus Eisen. Faszinierend in der Form ist die ebenfalls zerstörte, mit Maschendraht bespannte Eisenkonstruktion, die sich hinter dem „gotischen“ Gewölbe des Sternensaales versteckt. Hier waren für Stüler statische Gründe für die Wahl der Lösung entscheidend, da die dünnen Wände des dritten Geschosses dem Druck eines echten gotischen Gewölbes nicht standgehalten hätten. Im Vestibül ruht die Kassettierung der Decke auf Eisenbalken, „an welchen unterhalb verzierte Bronzeleisten befestigt sind, um die Metall-Construction auch in der Decoration erscheinen zu lassen“.
Stülers Umgang mit den Eisenkonstruktionen ist voller Facetten. Zum Teil werden sie bewusst nicht als solche gezeigt, eingemauert und verdeckt wie im Mythologischen Saal, im Sternensaal oder wie beim Glasdach des Ägyptischen Hofes. Teilweise werden sie – obwohl verborgen – in der Dekoration sichtbar gemacht wie im Vestibül und zum Teil verkleidet wie in den Sälen des Nordflügels oder in den Kunstkammersälen. Die Dekorationen zeigen in ihren Formen durchaus die Funktion des Eisenkerns, allerdings auch hier nicht die Eisenkonstruktion, sondern ein Bild der Eisenkonstruktion, oft in der Formensprache der Antike wie beispielsweise die als „Seile“ verkleideten Sehnen und statisch sinnlosen Konsolen der Bogensehnenträger in den Räumen des Nordflügels. Die Zerstörungen des Zweiten Weltkriegs haben in einigen Räumen Teile der ursprünglich verborgenen Eisenkonstruktionen freigelegt und sichtbar gemacht und öffnen so ein Fenster zur technisch innovativen Seite des Gebäudes.

##### Zwang zur Eisenkonstruktion
Neben Vorteilen wie der Reduktion der Bauzeit und der Kosten durch industrielle Fertigung oder der erhöhten Feuersicherheit durch den Wegfall der Holzdecken gab es Faktoren, die Stüler regelrecht zur Verwendung von Eisenkonstruktionen anstelle eines konventionellen Massivbaus zwangen. Diese waren hauptsächlich der schlechte Baugrund, der ein möglichst geringes Gewicht des Museums und damit dünne und leichte Wände und Decken mit keinem oder geringem Horizontalschub erforderte. Als weitere Erschwernis kam die Vorgabe hinzu, bei etwa gleicher Höhe ein Geschoss mehr als im Alten Museum unterzubringen. Der Architekt wählte die Materialien sehr bewusst, was sich am Dach des großen Treppenhauses zeigt, das in Holz und nicht in Eisen ausgeführt wurde. Seine Überlegungen:

„Bei einem Gebäude, welches seiner Bestimmung nach vorzugsweise auf Feuersicherheit Ansprüche zu machen hat, kann es auffallen, dass das Dachgerüst in Holz ausgeführt ist. Die Gründe dafür waren folgende: Eiserne Dächer, bei denen das Blech der Dachbedeckung ohne Vermittelung einer hölzernen Verschalung aufgelegt ist, gewähren eine zu dünne, dem Temperaturwechsel zu sehr ausgesetzte Decke. Zumal in geheizten Gebäuden beschlagen daher die unteren Flächen des Metalles im Winter so ausserordentlich stark, dass der Tropfenfall sehr lästig und schädlich wird. Dies vermindert sich in dem Maße, als Holz zur äußeren Decke verwendet wird. Da aber bei der Entbehrlichkeit eines durchreichenden Gebälkes der zum Dachgerüst nothwendige Holzverbrauch nur gering und die Wölbconstruction so stark ist, dass sie beim Abbrennen des Daches nicht beschädigt werden kann, so hoben sich die Bedenken gegen die Anwendung des in anderer Beziehung Vortheile gewährenden Holzes.“

Im Verhältnis zum Eisenbau nimmt Stüler eine Mittelstellung ein zwischen den Antipoden Gottfried Semper, der den Bau mit Eisen wegen des damit verbundenen Verlustes an Masse ablehnte, und dem Eisen-Enthusiasten Henri Labrouste, der in der ungefähr zeitgleich entstandenen Bibliothek Sainte-Geneviève und später 1858/1868 in den Lesesälen im Altbau der Bibliothèque nationale in Paris die Eisenkonstruktionen unverhüllt zeigt.
Die Faktoren Baumaterial, industrielle Fertigung, Entwurf und Bauablauf beeinflussten sich gegenseitig. Die serielle industrielle Fertigung erforderte eine Standardisierung der zu fertigenden Tragglieder, sollten sie schnell und kostengünstig fabriziert werden. Die standardisierten Bauteile setzten im Entwurf Räume gleicher Dimensionen voraus, die aber nicht eintönig wirken sollten. Die Fertigung verlagerte sich vom Bauplatz in die Fabrik, was eine Beschleunigung des Bauablaufes ermöglichte, aber auch höhere Anforderungen an den Transport und die Logistik stellte. Borsig geriet zeitweise in Lieferschwierigkeiten aufgrund des rasanten Bauablaufs, wie aus der in den Bauakten erhaltenen Korrespondenz hervorgeht. Vor der Serienfertigung wurde ein Prototyp getestet, indem „mittelst einer sehr starken hydraulischen Presse, einer der Anker mit einer Kraft von 64.000 Pfund auf den Quadratzoll seines Querschnittes geflissentlich zerrissen wurde“. Neu war auch die Qualitätssicherung, indem alle von August Borsig gelieferten Zuganker vor Verlassen der Fabrik getestet wurden. Damit findet sich bereits in den 1840er Jahren in Berlin ein Beispiel der Anwendung industrieller Fertigung bei einem Gebäude, was üblicherweise erst mit Joseph Paxtons Crystal Palace für die Londoner Weltausstellung 1851 verbunden wird.

### Rundgang durch das Museum
Die folgenden Abschnitte beschreiben die Räume des Neuen Museums „zum Zeitpunkt seiner Eröffnung im Jahr 1855“ in Form eines Rundgangs. Die Zitate und Bilder stammen mehrheitlich aus Stülers Das neue Museum in Berlin: 24 Tafeln. und aus Berlin und seine Kunstschätze. Manche Säle und Einrichtungen wurden seither verändert oder sind im Zweiten Weltkrieg beschädigt oder zerstört worden. Totalverluste sind der Nordwestflügel mit dem Historischen Saal, dem Griechischen Saal, dem Blauen Saal, dem Apollosaal und dem Grünen Saal zusammen mit dem Ägyptischen Hof sowie der Südkuppelsaal mit dem Übergang zum Alten Museum. Ebenfalls ein Totalverlust ist die Innenausstattung des Treppenhauses, insbesondere die Fresken zur Geschichte der Menschheit. Der Erhaltungszustand der übrigen Räume variiert zwischen weitgehend erhaltenen Räumen wie dem Niobidensaal bis zu auf ihren Rohbauzustand reduzierten Räumen wie dem Modernen Saal.

#### Vestibül und Treppenhaus

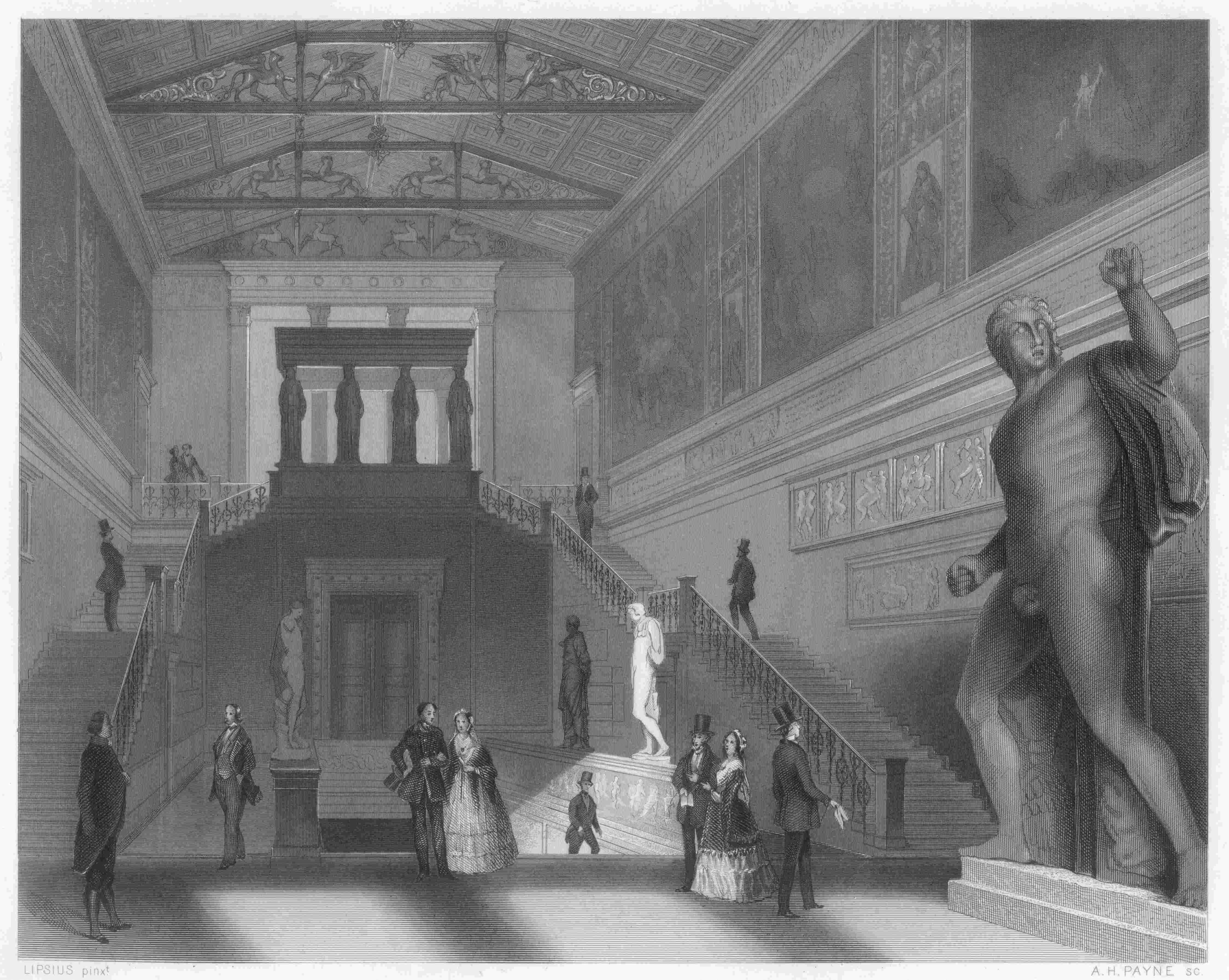
Treppenhaus im Neuen Museum um 1850

Durch den Haupteingang in der Mitte der Ostfassade gelangten die Besucher ins Hauptvestibül, dessen kassettierte Decke von vier dorischen Säulen aus Pavonazetto-Marmor aus Carrara getragen wurde. Der helle Marmor mit dem kräftigen, dunkelvioletten Geäder setzte sich gut vom rotbraunen Sockel und den polierten, gelblichen Wänden aus dem Marmorimitat Marmorino ab. Die Deckenkonstruktion war eine Konstruktion aus Eisenbalken, „an welchen unterhalb verzierte Bronzeleisten befestigt sind, um die Metall-Construction auch in der Decoration erscheinen zu lassen“ – diese Eisenkonstruktion wollte Stüler offenbar zumindest indirekt zeigen. Links führte eine Tür aus poliertem Palisanderholz zur Sammlung der nordischen Altertümer, rechts in die Ägyptische Sammlung.
|  |
|  |
|  |
|  |
|  |
|  |

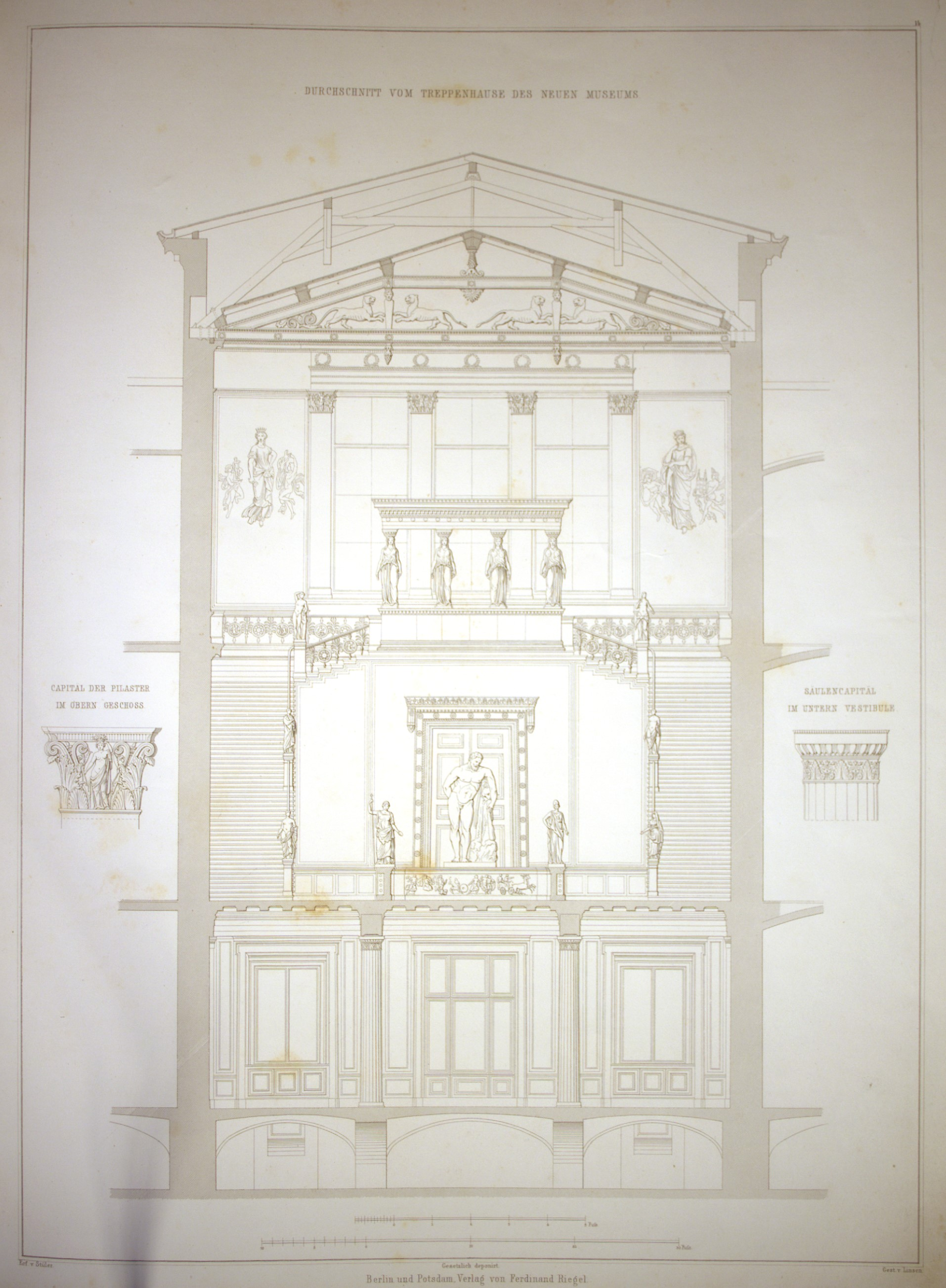
Schnitt Treppenhaus, Ostwand mit Korenhalle und Türumrahmung des Erechtheions; aus: Friedrich August Stüler: Das Neue Museum in Berlin. Riedel, 1862

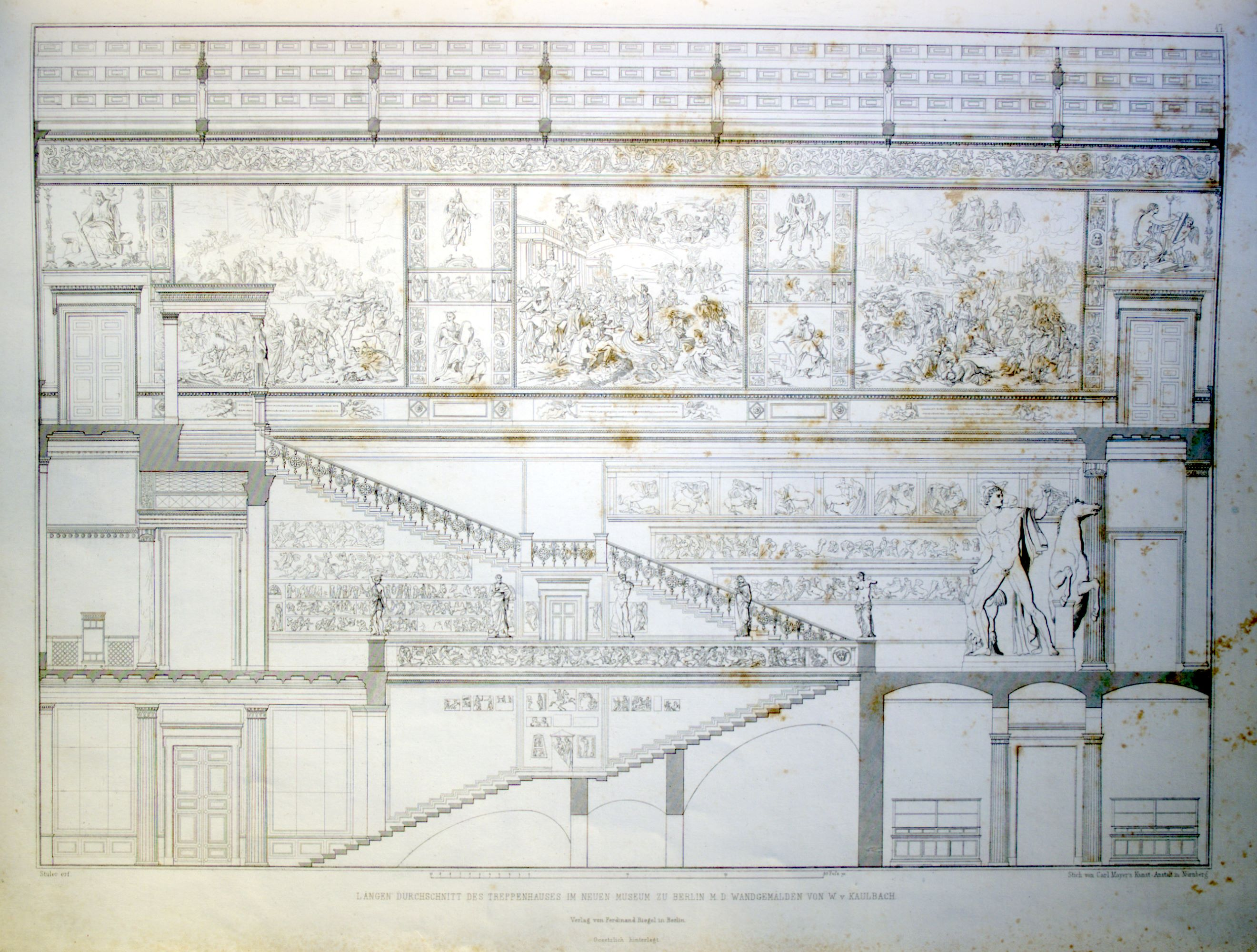
Längsschnitt Treppenhaus, Südwand mit Wandgliederungssystem; aus: Friedrich August Stüler: Das Neue Museum in Berlin. Riedel, 1862

Eine breite einläufige Treppe aus grauem schlesischem Groß-Kunzendorfer-Marmor mit gleicher Gestaltung der Seitenwände wie im Vestibül führte in das erste Obergeschoss durch die große Treppenhalle, die bereits beim Eintreten ins Hauptvestibül sichtbar war. Mit 38 Meter Länge, 15,70 Meter Breite und 20,20 Meter Höhe reichte sie durch die ganze Tiefe des Gebäudes und durch die zwei Geschosse und war damit der größte Raum. Die Größe, die ausgedehnten Wandflächen an den Längswänden und die gute Beleuchtung durch die Fenster an den beiden Schmalseiten bestimmten ihn zur Aufstellung großer Skulpturen und Reliefs. In der Gestaltung des Treppenhauses orientierte sich Stüler an einem bekannten Entwurf seines Lehrers Karl Friedrich Schinkel für einen Königspalast auf der Akropolis für König Otto I. von 1834: „Die Decke wurde nach dem schönen Entwurf Schinkel’s für den grossen Saal des Königs-Palastes auf der Akropolis zu Athen ausgeführt, indem der Architect es sich nicht versagen konnte, seinem innigst verehrten Meister, dessen schönste Entwürfe leider nicht ins Leben traten, hierdurch ein Andenken zu stiften.“
Auf dem Absatz standen zwei monumentale 5,50 Meter hohe Abgüsse der Rossebändiger Kastor und Pollux von der Piazza di Monte Cavallo vor dem Quirinalspalast in Rom. Von diesem Absatz führten zwei Treppenläufe, unterbrochen durch Zwischenpodeste, an den beiden Längswänden in das zweite Obergeschoss. Die beiden Treppenläufe vereinigten sich nach einem Viertelpodest vor dem Austritt unter einer Kopie der Korenhalle des Erechtheions in Athen. Auch die Türumrahmung unterhalb der Korenhalle war ein Architekturzitat des Erechtheions. Mit der plastischen Gestaltung des Treppengeländers hatte Stüler den Bildhauer Gustav Blaeser beauftragt, der auch an der Fassade mitgewirkt hatte. An der gegenüberliegenden Querwand stützten vier ionische Säulen eine Quergalerie, welche die gegenüberliegenden Türen des zweiten Obergeschosses verband.
Das erste und zweite Obergeschoss wurden durch einen Wandarchitrav getrennt, der den Sockel für die Wandgemälde des Obergeschosses bildete. In Stülers ursprünglichem Entwurf waren die Wände durch korinthische Pilaster einfach gegliedert. Friedrich Wilhelm IV. bestimmte persönlich die Wände des zweiten Obergeschosses für großflächige Freskenmalereien in der Absicht, „[…] auch der neuern monumentalen Kunst ein Feld der Entfaltung einzuräumen, wodurch sie sich als ebenbürtig mit der antiken erweise, und beförderten bei dem Künstler die Freude an dem übernommenen Auftrag, die hauptsächlichsten Epochen der Weltgeschichte in 6 grossen Bildern darzustellen.“ Der Künstler war der damals bekannte Münchner Hofmaler Wilhelm von Kaulbach, der für die Fresken eigens aus München abgeworben wurde. Friedrich Wilhelm IV. nahm regen Einfluss auf die Gestaltung der Wandgemälde, beratend wirkten unter anderem der Generaldirektor der Königlichen Museen, Ignaz von Olfers, Friedrich Wilhelm Joseph von Schelling aber auch Alexander von Humboldt und andere Geistesgrößen der Zeit. In Analogie zu den sechs Schöpfungstagen sollten sechs Wendepunkte der Weltgeschichte dargestellt werden. Der Zyklus ist beeinflusst von der Hegelschen Geschichtsphilosophie der Höherentwicklung des Menschen, der Aufwärtsentwicklung durch permanente Selektion, der Emanzipation von äußeren religiösen Mächten. Zwischen dem König und dem Künstler entstand ein zähes Ringen um die darzustellenden Themen, das teilweise Jahre dauerte. Kaulbachs Zyklus mit den Fresken Der Babylonische Turm, Homer und die Griechen oder die Blüte Griechenlands, Die Zerstörung von Jerusalem, Die Hunnenschlacht, Die Kreuzfahrer vor Jerusalem und Das Zeitalter der Reformation durchzog das gesamte Obergeschoss des monumentalen Treppenhauses und war damit gegen 75 Meter lang. Die Breite der einzelnen Fresken war etwa 7,50 Meter, die Höhe 6,70 Meter. Die Bilder wurden von Kaulbach von 1847 bis 1866 in Stereochromie ausgeführt. Mit dieser Technik lassen sich die Bilder wie mit Öl malen und werden nachträglich erst mit Wasserglas mit dem Mauerwerk fest verbunden, wobei sich ein Freskeneffekt einstellt. Die Malereien im Neuen Museum waren die erste Anwendung im großen Maßstab der kurz zuvor erfundenen Technik. Beim Bau wurden bereits Vorkehrungen getroffen für schnelles Austrocknen der Wandflächen und damit ein schnelles Anbringen der Fresken, indem durch Hochstellen jeder zweiten Ziegellage im Innern der Wand und durch unregelmäßige Öffnungen eigentliche Luftkanäle im Mauerwerk geschaffen wurden.
Zur Trennung der Hauptbilder ließ Stüler die Bilder über den Türen und zwischen den Fresken auf Goldgrund malen. Die Bilder über den Türen zeigten eine Allegorie der Sage, mit einem Runenstab im Boden nach der Vergangenheit wühlend, während die Raben Hugin und Munin ihr Haupt umkreisen, Klio als Muse der Geschichte, die Geschichte der Völker auf eine Tafel eintragend, die Allegorie der Kunst und die Allegorie der Wissenschaft. Die Zwischenbilder auf Goldgrund zwischen den Fresken stellten die großen Gesetzgeber als Sitzfiguren dar, über denen schwebende Figuren die Länder ihres Wirkens charakterisierten. Die Paare sind Solon mit der von Eroten umschwebten Venus als Verkörperung Griechenlands, Moses mit den Gesetzestafeln, den Fuß auf das zertrümmerte Goldene Kalb setzend, und Isis als Verkörperung Ägyptens, Karl der Große und die Verkörperung Italiens und Friedrich II. und Germania als Verkörperung Deutschlands. Das restliche Wandgliederungssystem war in Grisaillemalerei im zurückhaltenden Grüngrau gehalten, den oberen Abschluss bildete ein Fries von Putten und Kindern mit Parodien ägyptischer, griechischer und römischer Geschichtsereignisse. Die Schmalseiten links und rechts der Fenster schmückten Allegorien der Baukunst, der Bildhauerkunst, der Malerei und der grafischen Kunst. Die Farbe der nicht von Malereien bedeckten Wände war ein tiefes pompejanisches Rot mit mildem Glanz.
Die flachgeneigte Kassettendecke war mit Arabeskenmalerei auf tiefrotem Grund bemalt und wurde durch ein offenes Pfettendach mit sechs mächtigen Bindern getragen. Das eigentliche Dach war von innen nicht sichtbar und lag ungefähr 2,50 Meter höher. Die Binder waren mit vergoldeten Panthern, Damhirschen, Hippogryphen, Löwen, Stieren und Greifen sowie Ornamenten aus Zinkguss verziert, die Stüler direkt aus dem Entwurf Schinkels für den Königspalast übernommen hatte.

#### Erdgeschoss
Im Erdgeschoss waren die Ägyptische Sammlung, die Sammlung der Vaterländischen Altertümer und die Ethnografische Sammlung untergebracht. Der architektonische Charakter wurde den „einfachen Schematen der aufzustellenden Gegenstände möglichst angepasst“. So tragen entwicklungsgeschichtlich ältere Konstruktionen wie auf Wandstützen oder Pfeilern aufliegende Balken, ägyptische und dorische Säulen die Decken, während im ersten Obergeschoss vorwiegend ionische Säulen und im Obergeschoss korinthische Säulen verwendet wurden. Dieser Hierarchie der Säulenformen entsprach eine der Materialien: die Säulen des Erdgeschosses wurden aus Sandstein gehauen und mit Stucco verkleidet, die Säulen des vornehmen ersten Obergeschosses waren aus italienischem, französischem und böhmischem Marmor und die Säulen des zweiten Obergeschosses aus mit vergoldetem Zinkguss umkleidetem Gusseisen. Kostbarer und belastbarer Naturstein bedeckte den Boden des Vestibüls, in den meisten Ausstellungsräumen war der Boden aus farbigem Terrazzo.

##### Ägyptische Abteilung (Ägyptisches Museum und Papyrussammlung)
|  |
|  |
|  |
|  |
|  |
|  |
|  |
|  |

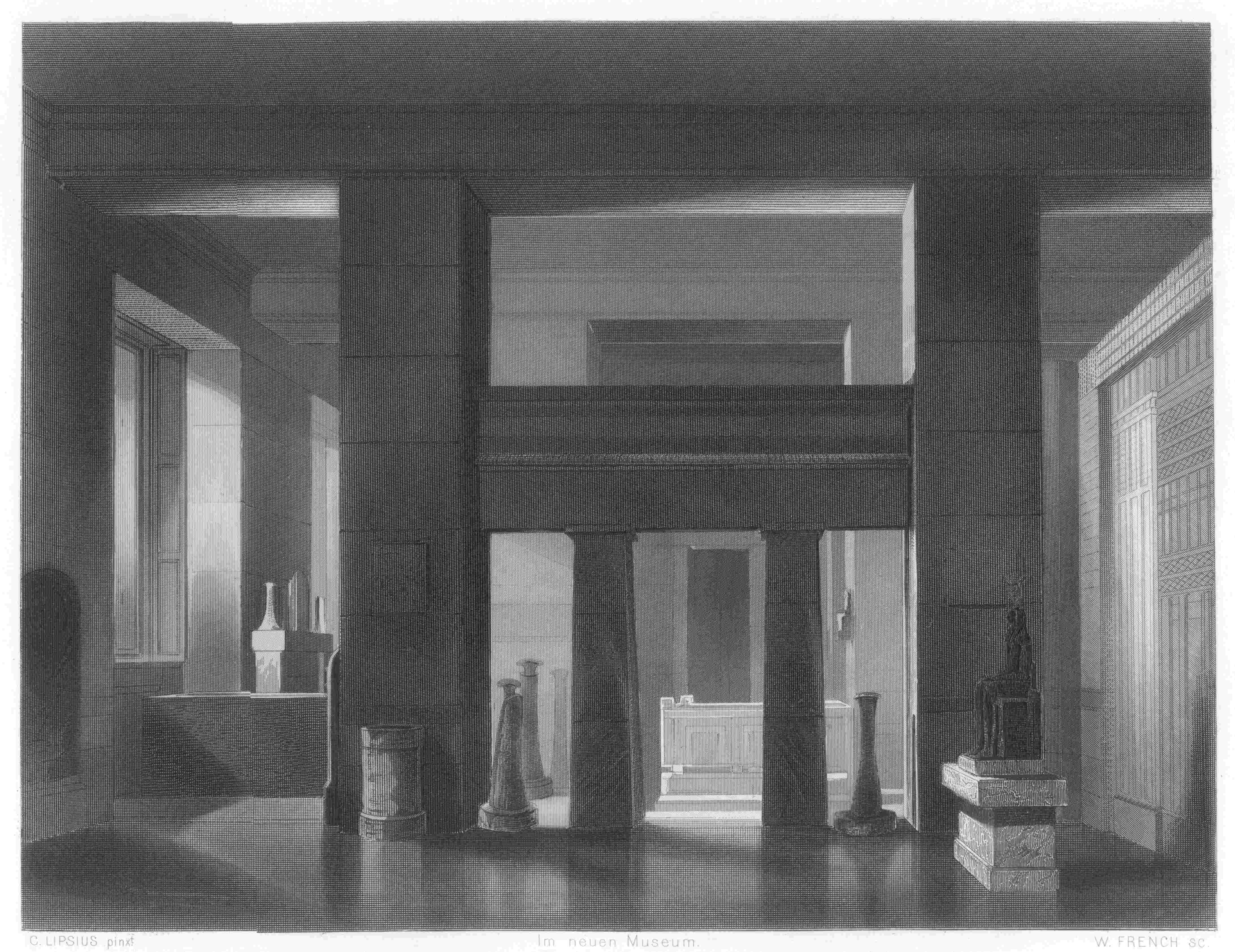
Sicht aus dem Gräbersaal in den Mythologischen Saal um 1850

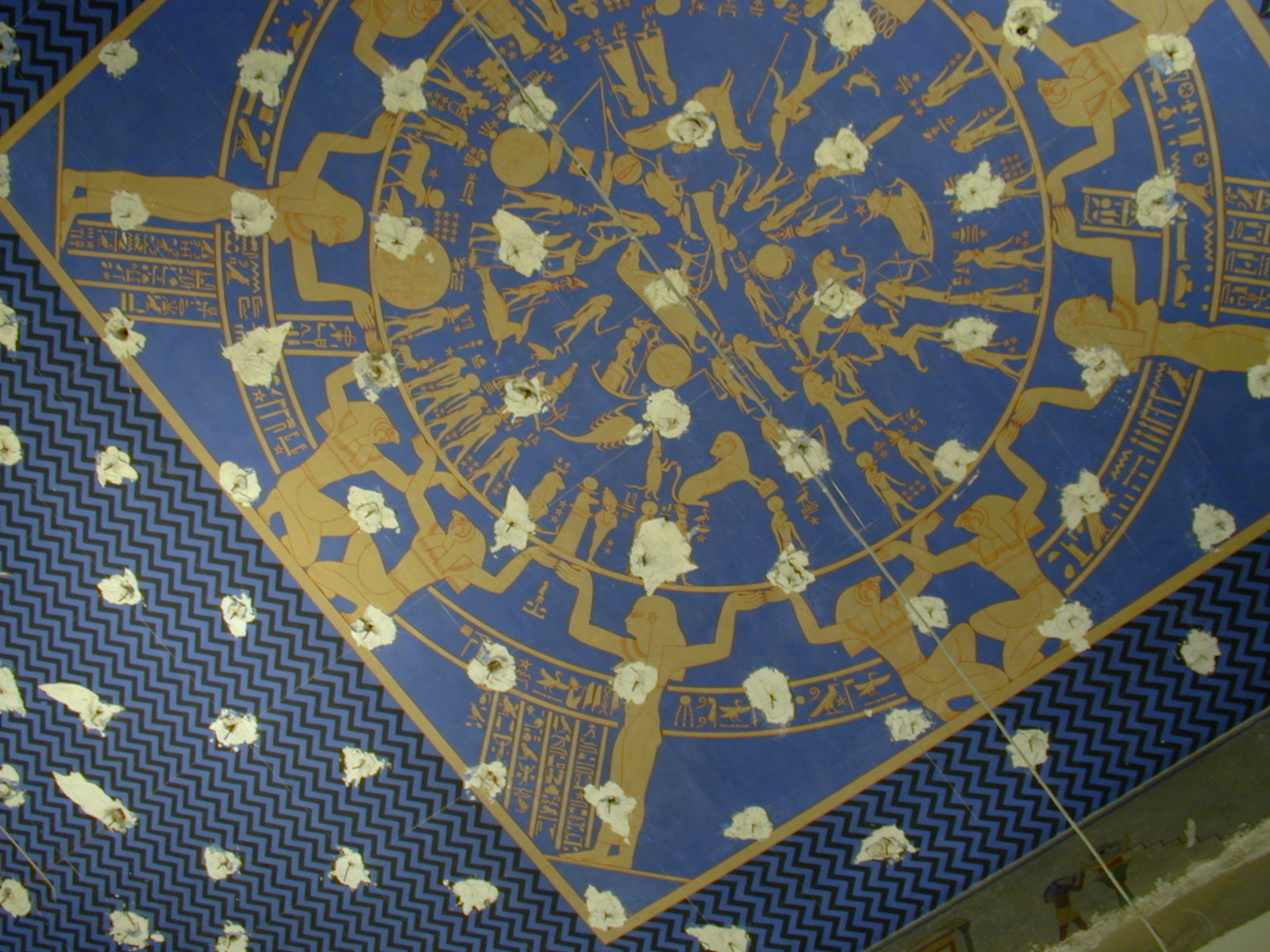
Deckenmalerei im Mythologischen Saal: Zodiakus aus Dendera mit Beschädigungen durch den Umbau um 1920

Die Ägyptische Abteilung umfasste im Erdgeschoss mit fünf Räumen den gesamten Nordflügel rund um den Ägyptischen Hof. Für die Gestaltung des Ägyptischen Hofes und der Säle der Ägyptischen Abteilung wurde Richard Lepsius, der führende Ägyptologe seiner Zeit, beigezogen. Lepsius hatte zwischen 1842 und 1845 die von Friedrich Wilhelm IV. ausgesandte Expedition nach Ägypten geleitet, deren reiche Sammlung in den neu erstellten Räumen untergebracht und ausgestellt werden sollte. Stülers Anspruch war groß: „Schon während der Sammlung der von der ägyptischen Expedition zurückgebrachten Denkmäler war hauptsächlich der Gesichtspunkt im Auge behalten worden, ein historisches Museum zu bilden, welches im Gegensatze zu den bisherigen, zufällig und je nach der Gelegenheit angehäuften Sammlungen von Alterthümern, alle wesentlichen Seiten und Kunst-Epochen des ägyptischen Alterthums möglichst gleichmässig durch characteristische Proben vor Augen führen sollte. Derselbe Zweck waltete auch bei der Einrichtung und Ausschmückung der zur Aufstellung bestimmten Räumlichkeiten vor.“ Die ausgeführten Malereien und Dekorationen dokumentierten den damals aktuellen Stand der Ägyptologie und hatten nichts mehr gemein mit der romantischen Ägyptenmode in der Folge von Napoleons Ägyptenexpedition.
Durch einen kleinen Vorraum gelangte man vom Hauptvestibül in das Herz der Ägyptischen Abteilung, dem von einem doppelten Glasdach bedeckten Ägyptischen Hof. In seiner Architektur war er eine auf ein Drittel verkleinerte Kopie des Säulenhofes des Ramesseums in Theben-West. Das Peristyl von 16 Säulen mit Lotuskapitellen, die eine Galerie trugen, umschloss den rechteckigen Raum. Auf dem Gesims über den Säulen war für den Kundigen folgende Widmungsinschrift in Hieroglyphen angebracht:

„Der königliche Sonnenaar, der Rächer Preußens, der König, der Sohn der Sonne, Friedrich Wilhelm IV., Philopator [griechisch für „der Vaterliebende“], Euergetes [griechisch für „Wohltäter“], Eucharistos [griechisch für „der Wohlgefällige“], von Thot und der Safech geliebt, der siegreiche Herr des Rheins und der Weichsel, der erkoren ist von der Germania, hat aufrichten lassen in diesem Gebäude Kolosse, Statuen, Bilder und Bildwerke, Steine, Säulen und Särge, und vieles anderes Gute, was herbeigeführt ist aus Ägypten und dem Mohrenlande.“

Die Rückwände des Peristyls waren mit Ansichten von Landschaften und rekonstruierten Monumenten Ägyptens geschmückt. Im Uhrzeigersinn vom Eingang des Hofes gesehen waren dies Die Pyramiden von Memphis oder Gizeh, Hathortempel und das Typhonium zu Dendera von Carl Graeb, Das Ramesseum in Theben, Die Memnonstatuen zu Theben von Wilhelm Schirmer, Hypostyl oder Säulensaal zu Karnak, Der Tempel zu Karnak von Eduard Pape, Der Tempel zu Gerf Hussein von Wilhelm Schirmer, Die Felsengräber von Beni Hasan von Carl Graeb, Die Steinbrüche von Silfilis von Eduard Biermann, Die Obelisken in dem kleinen Tempelhof zu Karnak von Eduard Biermann, Vorhof des Tempels zu Edfu von Eduard Biermann, Die Insel Philae von Eduard Biermann, Der Felsentempel von Abu Simbel von Max Schmidt, Der Berg Barkal von Max Schmidt und Die Pyramiden von Meroe von Max Schmidt.
Die Galerie und ihre Rückwände dienten der Aufstellung von Abgüssen aus Ägypten, Abgüssen assyrischer Kunstwerke aus Khorsabad und Nimrud und persischer aus Persepolis und Pasargadae. Zugänglich war die Galerie über das große Treppenhaus im ersten Stock durch eine Tür unter der Treppe, die ins zweite Obergeschoss führte.
Im an den Hof anschließenden Hypostyl trugen acht mit Hieroglyphen bemalte Säulen die blaue, mit gelben Sternen verzierte Decke. Die Tür rechts führte in den Historischen Saal, dessen Wände geschmückt waren mit eine[r] Auswahl der bemerkenswerthesten historischen Darstellungen in möglichst treuen, farbigen Copieen der ägyptischen Originale. Darunter waren Darstellungen aus dem Privatleben der Pharaonen, Schlacht- und Jagdszenen und religiöse Zeremonien als Kopien von Malereien aus den Tempeln von Medinet Habu und Karnak, aus Gräbern und von Papyri. Über den Wandmalereien bildeten die Kartuschen aller Pharaonen einen Fries. Zwölf Säulen trugen die Decke mit einer Dekoration aus sich fortlaufend wiederholenden Geiern als Kopie der Deckenmalereien aus dem Grab des Psammetich. In Glaskästen und offenen Schränken wurden einbalsamierte Tiere, kleine und größere Götterstatuen aus Erz und Stein, Schmuck, Kleidung und Gegenstände des täglichen Lebens gezeigt. Die Tür links führte in den Gräbersaal, so benannt nach drei integrierten originalen Grabkammern. Im anschließenden säulenlosen Mythologischen Saal ruhte die Decke unterstützt von acht Wandpfeilern, eingemauerten Eisenbalken und -bindern auf den Längsmauern. Die untere Hälfte der Wände bedeckte eine gemalte, gelbliche Holztäfelung, darüber zeigten ein etwa gleich breites Band die Hauptgötter der ägyptischen Mythologie als Kopien ägyptischer Malereien. Ein schmaleres, etwa ein Drittel so hohes Band mit Darstellungen zum Totenkult, so zum Beispiel mit dem Totengericht des Osiris, zog sich in der obersten Wandzone auch über die Tragbalken mit den eingemauerten Eisenbindern. Die Decke zeigte auf tiefblauem Grund in Goldfarbe astronomische Darstellungen, zum Beispiel die Monatsgötter oder den Zodiakus aus dem Tempel von Dendera. Zahlreiche Mumien und Sarkophage waren neben Grabbeigaben in diesem letzten Saal der Ägyptischen Abteilung ausgestellt.

##### Nordische Abteilung

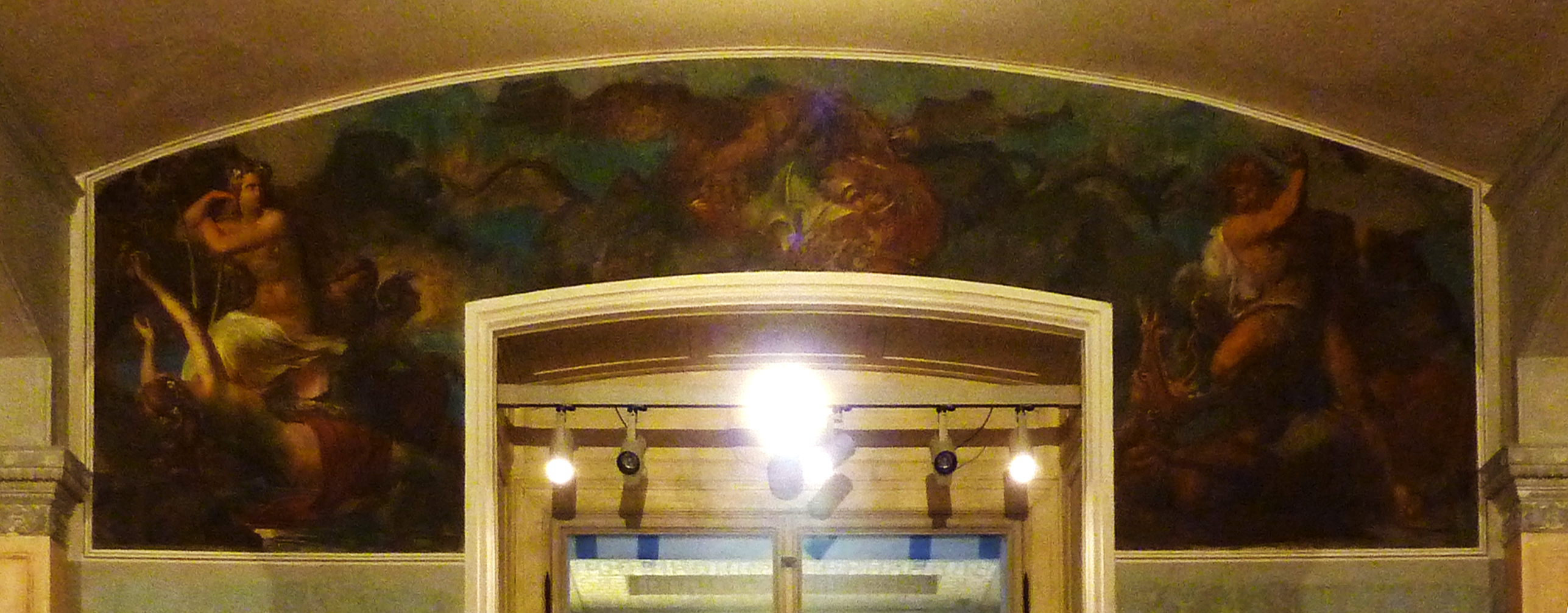
Riesen im Kampf mit Drachen, Nixen im Spiel mit Bestien, 1852

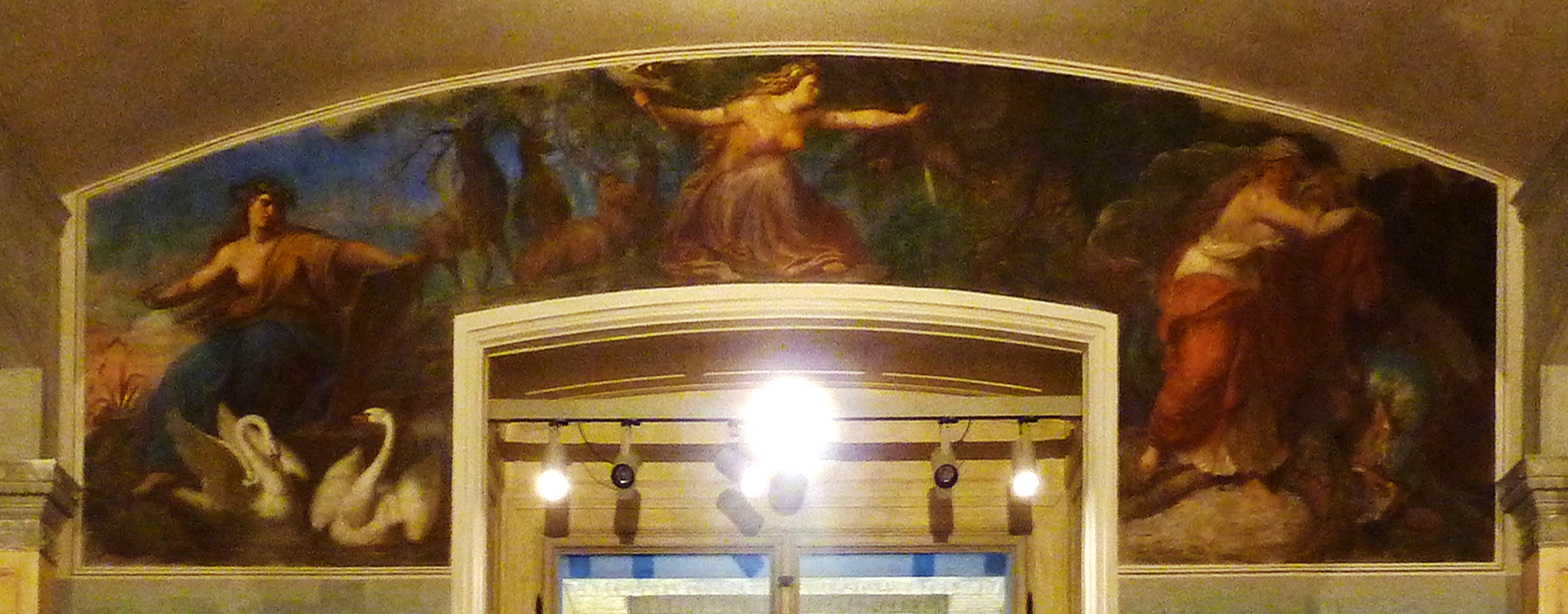
Die Nornen unter der Weltesche Yggdrasil, 1852

Aus dem Hauptvestibül gelangte man durch die Tür mit der Überschrift Nordische Alterthümer in den Vaterländischen Saal, manchmal auch als Saal der nordischen Altertümer bezeichnet. Diese Sammlung urgeschichtlicher und bronzezeitlicher Funde ist die Urzelle des heutigen Museums für Vor- und Frühgeschichte. Die Decke ruhte mit Gurtbögen auf sechs Sandsteinsäulen, deren dorische Kanneluren und Kapitelle aus weißem Marmorino geformt waren. Die Funde waren in Schränken aus Eichenholz zwischen den Säulen ausgestellt. Die Grundfarbe der Wände war ein Violettgrau. Die Malereien entstammten dem nordischen Sagenkreis der Edda, ausgeführt von den Malern Gustav Richter, Robert Müller und Gustav Heidenreich. Auf der Längswand gegen die Innenseite des Museums erschienen links auf dem ersten Gemälde Odin, der König der Lichtgötter, auf seinem Thron in der Götterburg Asgard mit den beiden Raben Hugin und Munin und die Erdenmutter Hertha auf ihrem Wagen, dazwischen die Göttin der Nacht Nótt, mit ihrem Sohn Dag zu Ross den Himmel umkreisend. Das nächste Fresko stellte Baldur und seinen Tod durch die List Lokis dar. Es folgte eine Darstellung des Frühlingsgottes Freyr und seiner Schwester Freya und als letztes Gemälde Tyr, der Gott der Schlacht, und die Fahrt nach Walhalla. Auf der Längswand gegen die Außenseite war auf dem ersten Bild Thor zu sehen, auf seinem von zwei Steinböcken gezogenen Wagen zum Kampf gegen die Bergtrolle aufbrechend, ihm gegenüber Elfen im Mondschein, ihrer Königin Titania Blumen und Kränze darreichend. Auf dem nächsten Fresko folgte eine Darstellung der Kämpfe der Riesen gegen die Drachen, gegenüber die Wassernixen in heiterem Spiel mit den Bestien. Das dritte Bild stellte die drei Nornen dar, die erste die Wurzel der Weltenesche Yggdrasil begießend, die zweite den Lebensfaden spinnend und die dritte am Strom der Zeiten sitzend, die Taten der Vergangenheit auf einen Schild zeichnend. Das letzte Gemälde stellte den bösen Gott Loki und seine Tochter Hel, die Herrscherin der Unterwelt, dar. Auf der Wand gegen das Eingangsvestibül stellten drei Gemälde Walhalla, den nordischen Himmel, Gimil, die Au der Seligen und den Pfad in die Unterwelt dar. Im Durchgangsraum zum Südvestibül befanden sich zwei weitere Wandgemälde von Ferdinand Konrad Bellermann, Arkona auf Rügen mit den Hünengräbern und Stubbenkammer mit einem Opferringe.

##### Ethnografische Abteilung

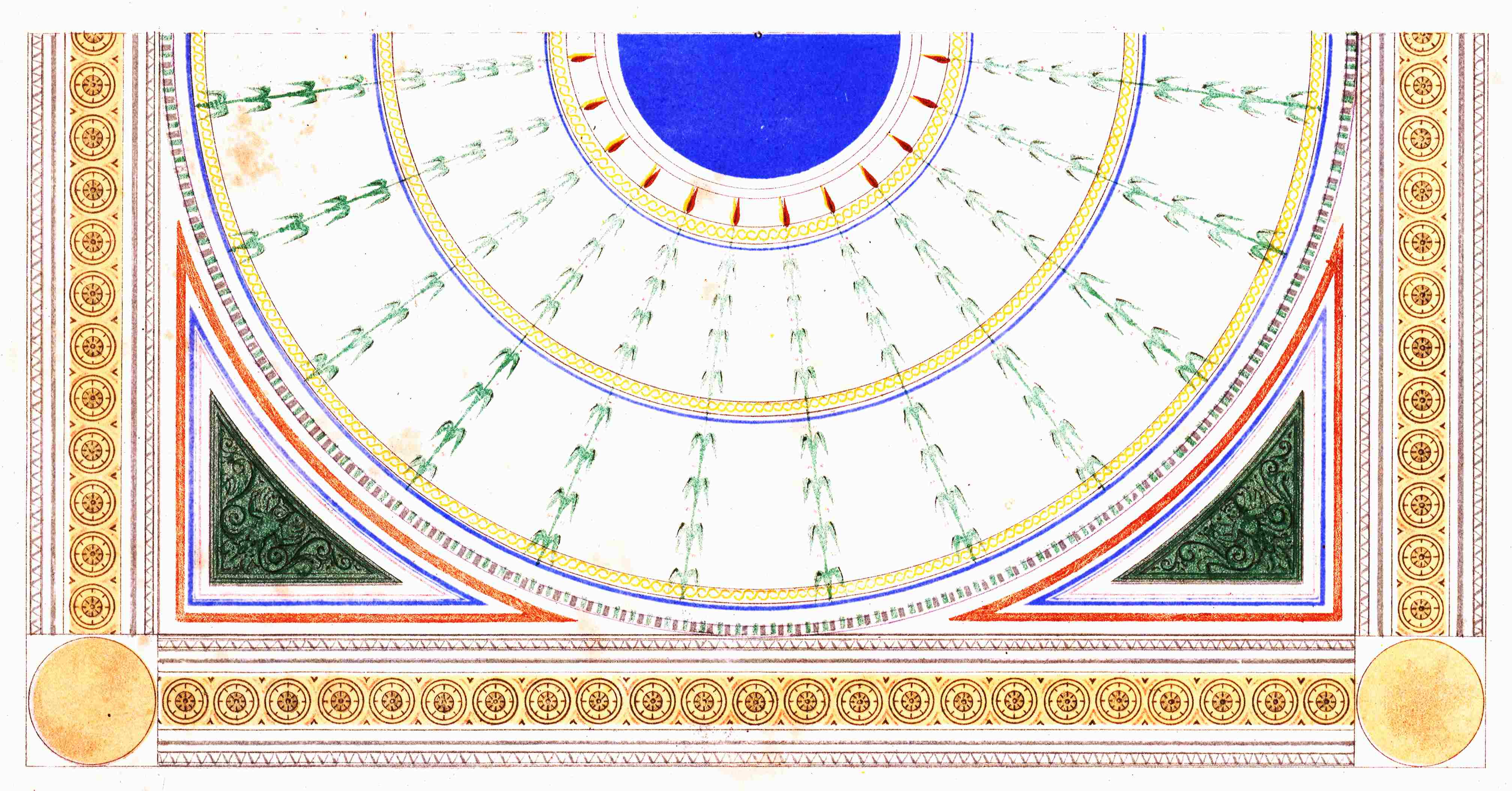
Decke des Flachkuppelsaals

In den anschließenden drei Sälen der Ethnografischen Abteilung, dem Flachkuppelsaal mit den namengebenden flachen Kuppelgewölben aus Tontöpfen und dem nischenartigen Abschluss, dem Nebensaal für kleinere Gegenstände und dem Ethnografischen Saal mit den dorischen Säulen, waren die völkerkundlichen Exponate ausgestellt. Aufgrund der zeitlichen und regionalen Inhomogenität beschränkte Stüler in diesem Räumen die mehrfarbige Dekoration auf die Decken, die Wände waren einfarbig in hellen Wachsfarben gehalten. Der Aufsatz „Das neue Museum zu Berlin“ in der Zeitschrift für Bauwesen 1853 beschreibt die damalige Aufstellung. Die Kunst der nach dem damaligen Verständnis vollkommen barbarischen Völker, wie sie Africa und Oceanien bietet und die schon bedeutsamere[n] Gegenstände, wie sie Polynesien und Indien liefern, waren im Flachkuppelsaal und im Saal für kleinere Gegenstände ausgestellt. Die Sachen aus China, Japan und Mexico, in denen sich theils ein ganz besonderer Kunstfleiß bei der Behandlung des Materials ausspricht, theils auch schon die Andeutung einer geistvolleren Auffassung erscheint, fanden ihren Platz im Hauptsaal der Sammlung, dem Ethnografischen Saal und im anschließenden Saal hinter der Treppe.
Die Säle der Nordischen und der Ethnografischen Abteilung umfassten den südlichen Hof des Museums, Griechischer Hof genannt nach Köpfen der griechischen Götter Zeus, Hera und Athene an der Außenwand des Treppenhauses. In der Höhe zwischen dem zweiten und dritten Stockwerk war der auf drei Seiten den Hof umlaufende 1,50 Meter hohe Relieffries Die Zerstörung von Pompeji von Hermann Schievelbein angebracht. Auf der Höhe des ersten Stockwerkes umgab ein 1,70 Meter ausladendes Schutzdach als Wetterschutz den Hof auf drei Seiten, um die Aufstellung von frühchristlichen und mittelalterlichen Architekturfragmenten zu ermöglichen. Eine kunstvolle Pflasterung und die Aufstellung eines alten Brunnens von Pankraz Labenwolf sollten in Analogie zum Ägyptischen Hof die Atmosphäre eines mittelalterlichen Klosterhofes erzeugen. Der Hof war durch eine doppelläufige Treppe vom zentralen Treppenhaus erreichbar. An der nördlichen Schmalseite ragte eine Apsis in den Hof.

#### Erstes Obergeschoss – Sammlung der Gipsabgüsse
Das ganze erste Obergeschoss war „für die Aufstellung einer möglichst vollständigen Sammlung von Gypsabgüssen nach der Antike und nach den besten Werken des Mittelalters und der nachfolgenden Zeiten bestimmt, so dass in derselben eine Uebersicht der Geschichte der Sculptur in ihren besten Erzeugnissen gegeben wird“, wie Stüler in seiner Publikation zum Neuen Museum schreibt. Die Lage im Obergeschoss ermöglichte einerseits über den Verbindungsgang den Anschluss an die Skulpturengalerie im Alten Museum, die ausschließlich Originale aus Marmor und Erz enthielt. Andererseits verdeutlicht die erhöhte Lage im piano nobile über den nach damaligem Verständnis primitiveren Kunstwerke im Untergeschoss die Bedeutung als eigentlicher Mittelpunkt aller Sammlungen. Für die Präsentation der Abgüsse entwarf Stüler eine Folge von Ausstellungsräumen mit verschiedensten Grundformen und dem Wechsel von Seiten- und Oberbeleuchtung. Die bunten, dekorativen Mosaikfußböden wurden mit Steingutplättchen aus der Fabrik von Ernst March in aufwändiger Arbeit verlegt, kombiniert mit eingefärbtem Gipsestrich oder Naturstein.

##### Griechischer Saal

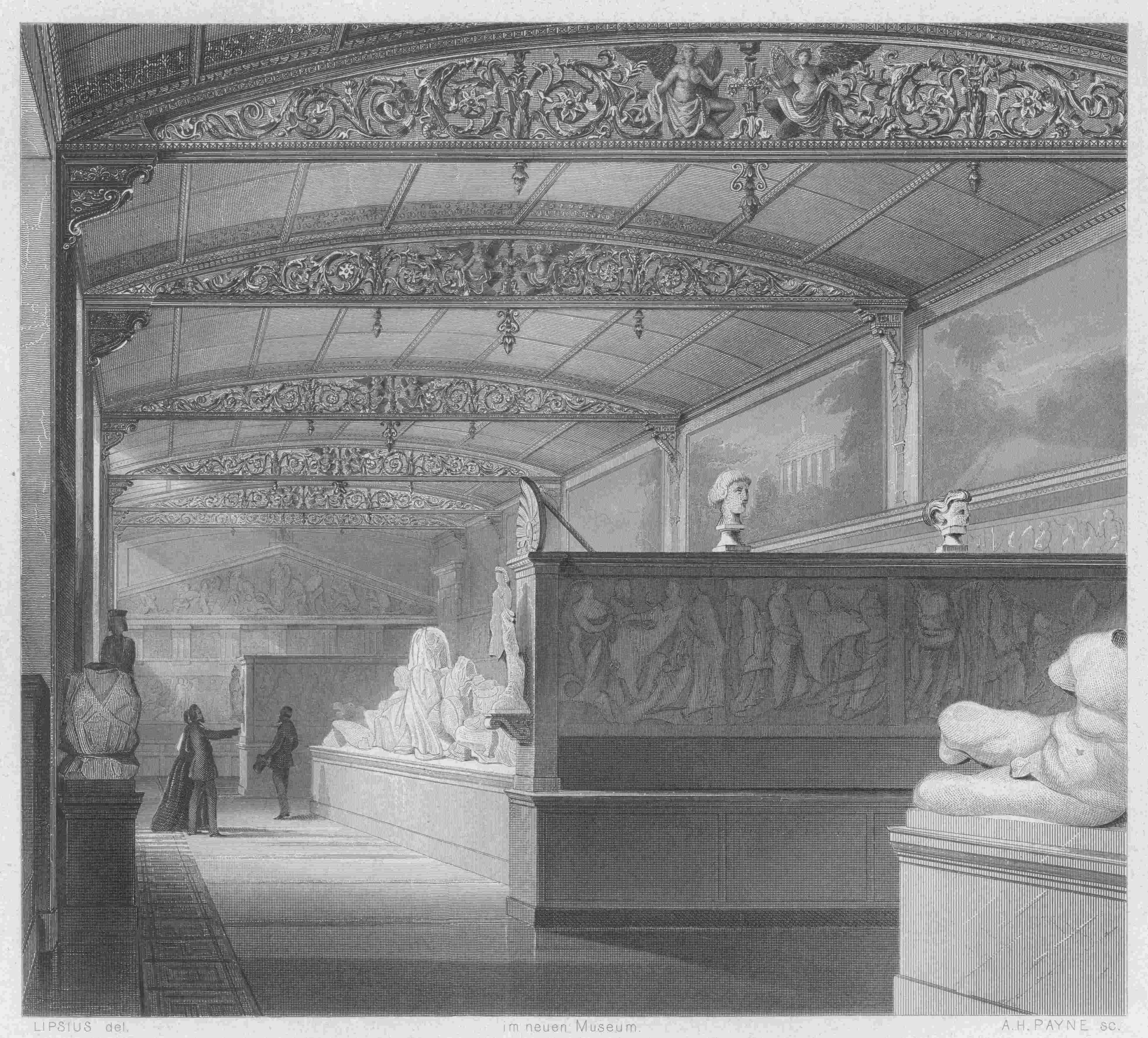
Der Griechische Saal um 1850

Der Griechische Saal erstreckte sich über den gesamten Nordwestflügel des ersten Obergeschosses. Seine Decke, ein gemaltes Velarium in lichtem Gelb, wurde von sieben Bogensehnenträgern aus Eisen getragen, verkleidet durch vergoldete Figuren aus Zinkguss und Messing. Die Wände waren im unteren Bereich in pompejanischem Rot bemalt und poliert, oben zeigten zehn Landschaftsbilder Stülers Rekonstruktionen griechischer Architekturen in Griechenland, Sizilien und Kleinasien (Athen mit der Akropolis von Carl Graeb, Die Akropolis von Eduard Pape, Die Zeusstatue des Phidias im Tempel zu Olympia von Eduard Pape, Das Denkmal des Lysikrates in Athen von Eduard Pape, Der Tempel des Zeus Panhellenios zu Aegina von Wilhelm Schirmer, Der heilige Hain zu Olympia von Carl Graeb, Der Phigalia mit dem Tempel des Apollo Epikurios von Wilhelm Schirmer, Das Theater von Syrakus von Karl Eduard Biermann, Lykische Grabmäler von Max Schmidt und Hain und Altar des Zeus Lykaios in Arkadien von Max Schmidt). Die Landschaftsbilder mit der heilen, rekonstruierten Architektur standen in bewusstem Gegensatz zu den meist verstümmelten Statuen und sollten „[…] wie eine farbige Verklärungsglorie über den Trümmerresten […] schweben, deren Abgüsse dieser Saal beherbergt“. Die Glanzlichter unter den aufgestellten Gipsabgüssen griechischer Bildhauerkunst waren der Giebel des Tempels in Aegina (Original in der Glyptothek in München) und der Parthenonfries (Original im Britischen Museum). Stüler plante ursprünglich die Aufstellung des Parthenonfrieses auf der Galerie des Ägyptischen Hofes. Diese Wandflächen wurden dann aber für die ägyptischen und assyrischen Skulpturen gebraucht. Daher musste der Griechische Saal durch niedrige Querwände geteilt werden. Der bekannte Architekturtheoretiker und Kunsthistoriker Karl Bötticher rekonstruierte den Ostgiebel des Aeginatempels „in den ursprünglichen Farben“. Stüler bezieht sich hier auf den seinerzeitigen Polychromiestreit und zeigt sich gut informiert und interessiert an damals aktuellen Fragen. Wie in den Räumen der Ägyptischen Sammlung zeigt sich so der Wechsel von der romantischen Begeisterung und Verklärung zur wissenschaftlichen Methodik.

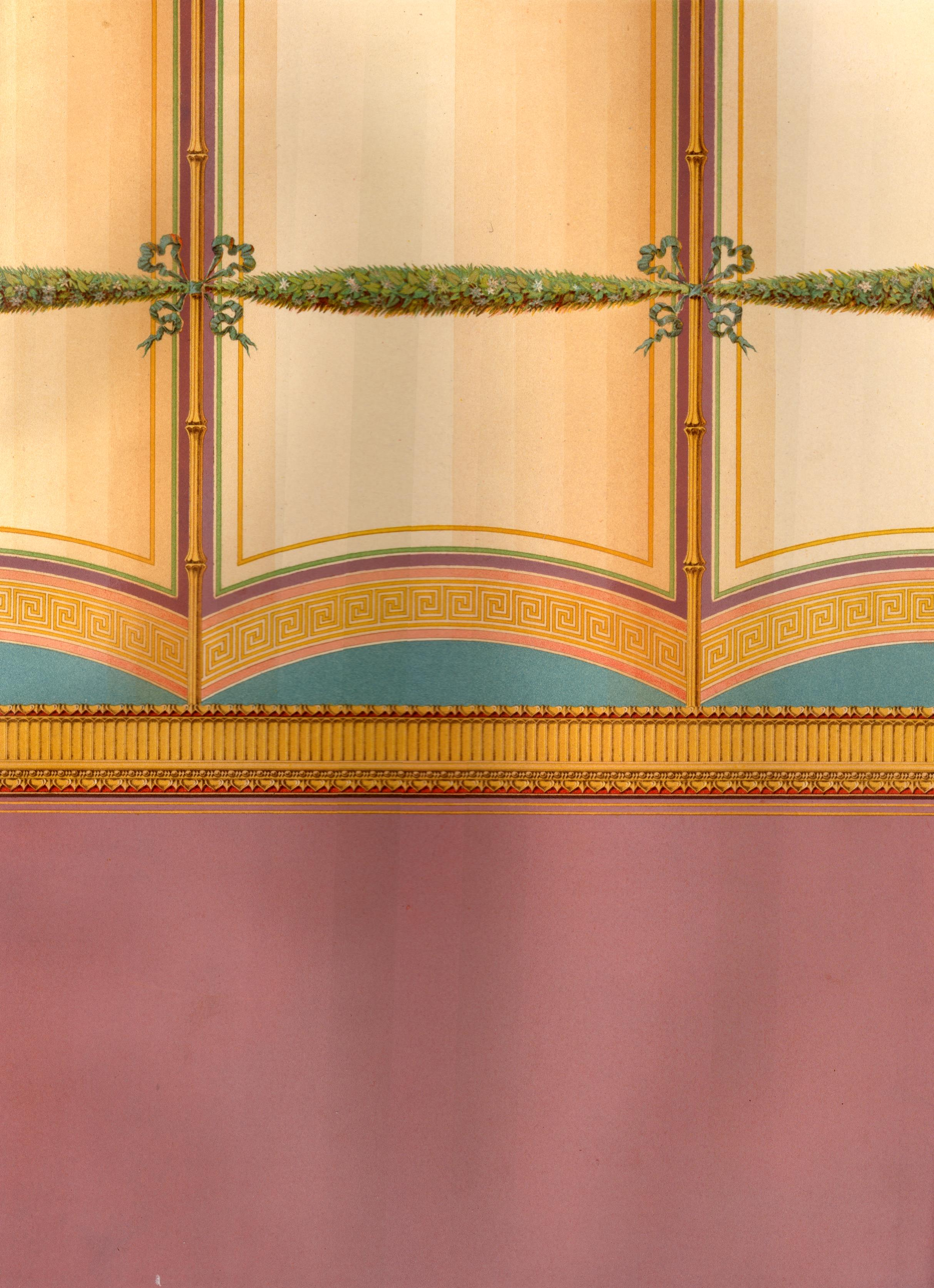
Purpurfarbene Wand und Decke mit pompejanischen Malereien im Laokoonkabinett, 1874

##### Laokoonkabinett und Apollosaal
Durch das ebenfalls mit Hilfe Karl Böttichers gestaltete Laokoonkabinett in dem antiken Purpur ähnlichen Ton, wo ein Abguss der berühmten Laokoon-Gruppe aufgestellt war, gelangt man in den Apollosaal. Der rechteckige Saal erhielt Seiten- und Oberlicht durch einen erkerartigen Vorbau an der Nordwand mit zwei kleinen Nischen links und rechts des Fensters, die wie die größeren Nischen in der Mitte der Längswände der Aufstellung berühmter Statuen wie etwas des Endymion von Stockholm, der Diane von Versailles oder des Apollo vom Belvedere dienten. Der eigentliche Raum mit seiner den Bädern in Pompeji nachgebildeten Tonnendecke wurde dominiert durch einen Abguss des Farnesischen Stieres. Durch eine Tür an der dem Fenster gegenüberliegenden Wand gelangte man über einige Stufen auf den Umgang des Ägyptischen Hofes. Das Farbkonzept mit violetten Wänden und vorherrschend weißer Decke mit leichten pompejanischen Malereien glich dem des Laokoonkabinetts.

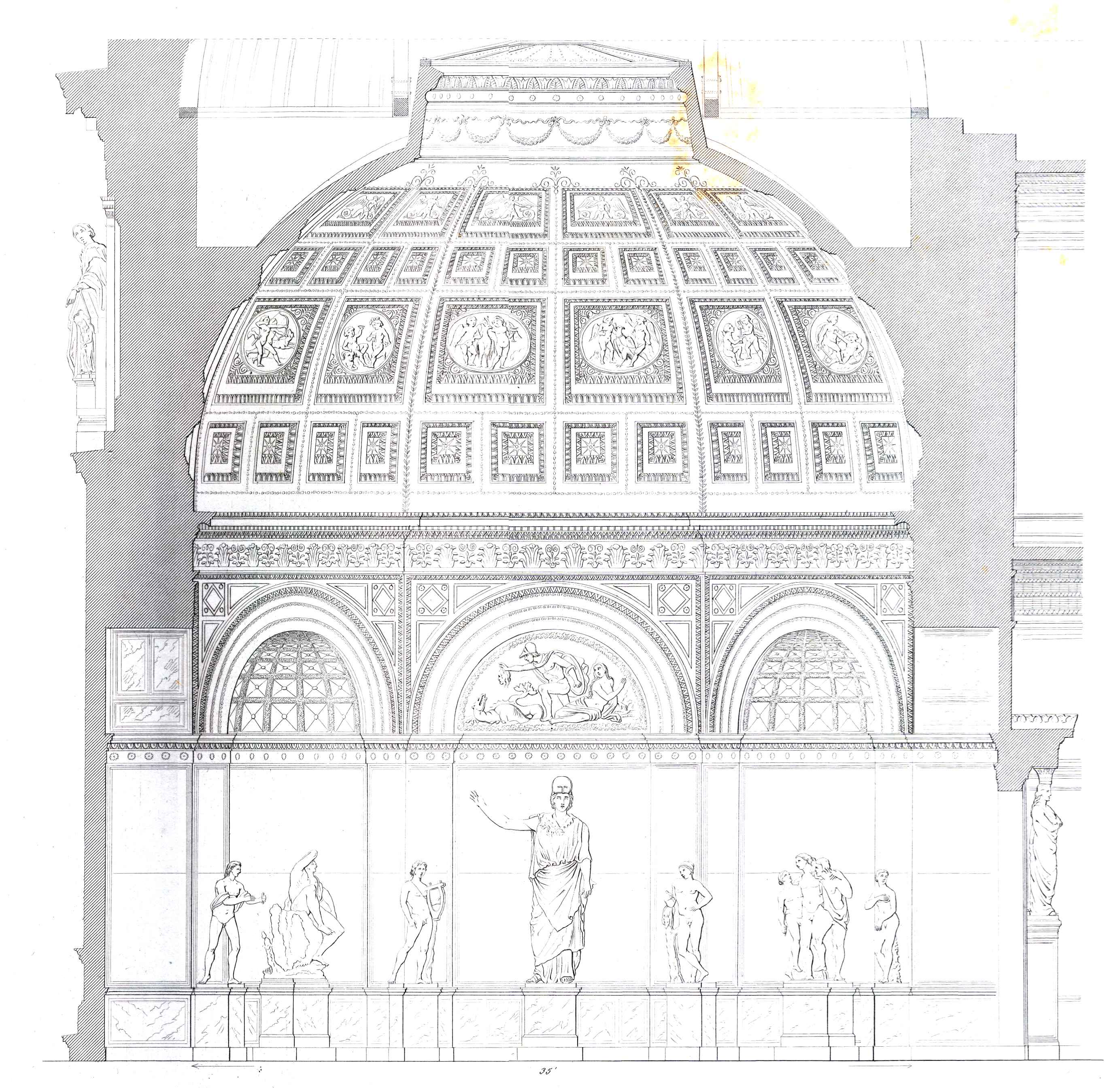
Schnitt durch den Nordkuppelsaal

##### Nordkuppelsaal
Der folgende achteckige Nordkuppelsaal von über zwölf Meter Höhe nahm die Nordwestecke des Gebäudes ein und war nur durch Oberlicht erhellt. Vier runde wechselten mit vier eckigen Nischen. Zwei davon verbanden als Türen mit dem Apollosaal und dem Niobidensaal. In den übrigen waren Statuen aufgestellt. Die Wände waren in grünem Porphyr gehalten. In den halbkreisförmigen Feldern über den viereckigen Nischen und Türen zeigten Heroenbilder die Taten griechischer Helden (Herkules bezwingt die goldbekrönte Hirschkuh von Kerynea, Bellerophon auf Pegasus tötet die Chimära, Perseus befreit Andromeda und Theseus tötet den Minotaurus) nach Entwürfen der Maler Eduard Daege, August Ferdinand Hopfgarten, Eduard Steinbrück und Adolf Schmidt, ausgeführt von Eltester und Heinrich Bögel (ca. 1828–1856). In den Kassetten der Kuppel waren 16 Genien im Spiel mit den Göttern geheiligten Tieren und Attributen der Götter dargestellt, ausgeführt von Eduard Daege, August Ferdinand Hopfgarten, Eduard Steinbrück und Adolf Schmidt. Der Nordkuppelsaal beherbergt heute die Büste der Nofretete.

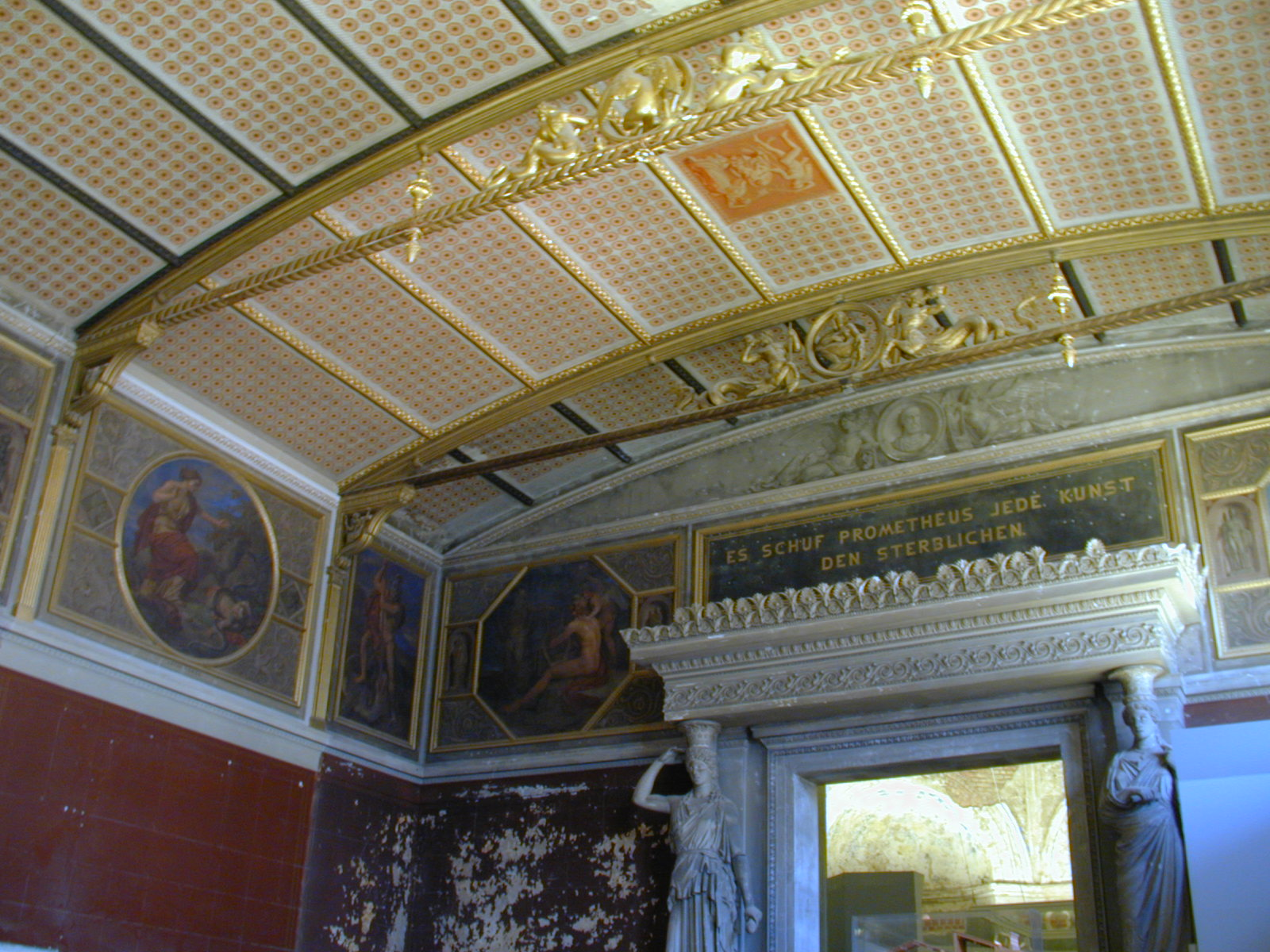
Niobidensaal gegen den Nordkuppelsaal

##### Niobidensaal
Den anschließenden Niobidensaal betreten die Besucher durch ein Portal, eingefasst durch die Abgüsse zweier Karyatiden nach Originalen aus der Villa Albani. Über der Tür steht in goldener Schrift auf schwarzem Grund „ES SCHUF PROMETHEUS JEDE KUNST DEN STERBLICHEN“ – ein Zitat aus dem Gefesselten Prometheus des Aischylos. Das ähnlich gestaltete Portal an der gegenüberliegenden Wand zum Bacchussaal ist überschrieben mit „STAUNLICHES WALTET VIEL UND DOCH NICHTS ERSTAUNLICHRES ALS DER MENSCH“ – ein Zitat aus der Antigone des Sophokles. Den Saal gestaltete Stüler sehr ähnlich wie den Griechischen Saal – Wände in pompejanischem Rot, die Decke in etwas dunkleren gelben Dekorationsmalereien mit gemalten Terrakottareliefs und zehn mit vergoldeten Zinkgussteilen verzierte Bogensehnenträger. In den oberen Wandzonen erzählten 21 Wandgemälde in viereckigen, achteckigen oder runden vergoldeten Rahmen antike Sagen (Orpheus in der Unterwelt, ausgeführt von Wilhelm Peters nach dem Entwurf von Bonaventura Genelli,
Cadmus tötet den Drachen von Karl Becker,
Hypsipyle findet den von einer Schlange getöteten Opheltes/Archemoros von Karl Becker,
Merkur schläfert Argus ein von Karl Becker,
Der aus Theben vertriebene blinde Ödipus wird von seiner Tochter Antigone geführt von August Theodor Kaselowsky,
Pelops und Hippodamia nach dem Sieg im Wagenrennen von August Theodor Kaselowsky,
Tantalos und Sisyphos im Hades von August Theodor Kaselowsky,
Jason und Medea mit dem Goldenen Vlies und dem getöteten Drachen von August Theodor Kaselowsky,
Diana bewahrt Iphigenie vor der Opferung von Adolf Henning,
Achilles empfängt von Thetis eine neue Rüstung bei der Leiche des Patroklos von Adolf Henning,
Rettung des Odysseus durch den Schleier der Leukothea von Adolf Henning,
Äneas flieht mit Anchises und Ascanius aus dem brennenden Troja von Adolf Henning,
Dädalus fertigt die Flügel für Ikarus an ausgeführt von Wilhelm Peters nach dem Entwurf von Bonaventura Genelli,
Prometheus am Felsen ausgeführt von Wilhelm Peters nach dem Entwurf von Bonaventura Genelli,
Der pflügende Romulus von Adolf Henning,
Der Zorn des Ajax von Adolf Henning,
Meleager überreicht Atalante das Haupt des Calydonischen Ebers von August Theodor Kaselowsky,
Peleus entführt Thetis von August Theodor Kaselowsky,
Hyllos, Sohn des Herkules, bringt seiner Mutter das Haupt des Eurystheus von Karl Becker,
Kekrops betet die Statue der Athene an von Karl Becker,
Die Erziehung des Achilles durch Chiron ausgeführt von Wilhelm Peters nach dem Entwurf von Bonaventura Genelli).
Die Einfassungsarabesken in Grisaille führte ebenfalls Wilhelm Peters aus. Der Saal erhielt seinen Namen von der hier aufgestellten Statuengruppe der Niobe, im Übrigen waren hier Abgüsse aus dem Übergang der griechischen zur römischen Kunst ausgestellt.

##### Bacchussaal
Der folgende Bacchussaal lag wieder im Mittelbau des Mittelbaus des Museums unter dem Treppenaustritt und dem Verbindungsgang zwischen den Sälen des dritten Geschosses. So bestand der Saal aus einem höheren Teil mit flacher Decke, in dem die Fenster lagen, und einem niederen Teil, wo drei Tonnengewölbe auf Säulen aus violett-braunem Pyrenäen-Marmor die Treppe trugen. Die Gewölbe waren im pompejanischen Stil mit um ein Bronzegitter rankendem Weinlaub ausgemalt. Die Wände in einem dunklen gesättigtem Violett verliehen dem eher kleinen Raum einen intimen Charakter, dazu passend wurden darin häusliche Gerätschaften und Gebrauchsgegenstände der Antike sowie Abgüsse antiker Kleinkunst präsentiert.

##### Römischer Saal
Im Römischen Saal, so benannt nach den hier ausgestellten Abgüssen römischer Skulpturen, wurde die Decke nicht wie in den vorangegangenen durch eine Eisenkonstruktion, sondern durch drei Bogenstellungen auf Säulen aus braunem böhmischen Kalkstein mit ionischen Kapitellen getragen, die den Raum gleichzeitig in vier Abschnitte aufteilten. In der Längswand gegen den Griechischen Hof war pro Abschnitt eine Nische eingelassen, die zusammen mit dem durch die vorgemauerte Heizungsverkleidung entstehenden Absatz zur Aufstellung kleinerer Exponate genutzt wurden. Die mit Goldleisten unterteilte Decke mit bunten Kassettenfeldern zeigte in der Mitte je drei Städtewappen nach griechisch-römischen Städtemünzen. Der Maler Eduard Pape malte die 17 Prospekte römischer Städte und Landschaften mit Rekonstruktionen römischer Architekturen in der oberen Wandzone (Das Forum Romanum, Das trajanische Forum, Die Römischen Kaiserpaläste mit dem Circus maximus, Die Villa Tiburtina des Trajan, Die Thermen des Caracalla, Der Tempel in Praeneste, Das Forum in Pompeji, Die Tiberinsel in Rom, Die Gräberstrasse in Pompeji, Triumphzug durch den Konstantinsbogen, Die Porta Nigra in Trier, Hof der Casa delle fontana in Pompeji, Stibadium im Tuscum des Plinius, Grabmal der Familie der Plautier bei Tivoli, Inneres des Scipionen-Grabes bei Rom, Columbarium der Livia Augusta in Rom und Der Isis-Tempel in Pompeji). Die dunkelgrünen Wände waren mit leistenartigen Goldlinien verziert, mit ähnlichen Goldlinien war die Kannelierung der Säulen versehen. Die mit Mosaiken verzierten Säulen der Portale trugen im Architrav auf der Seite gegen den Bacchussaal ein Bild Poseidon und sein Gefolge, ausgeführt durch Eduard Pape und Carl Friedrich Seiffert.

##### Südkuppelsaal
Der Südkuppelsaal bekam sein Licht über das Oberlicht in der Kuppel und aus dem Verbindungsgang zum Alten Museum, zu dem eine Treppe mit elf Stufen führte. Durch diese Verbindung hatte der Südkuppelsaal für die Besucher aus dem Alten Museum auch die Funktion eines Vestibüls, was sich in der aufwändigen Gestaltung äußerte. Die Kuppel füllte ein rotes, mit goldenen Sternen verziertes Velarium, in den Pendentifs trugen Medaillons die Kardinaltugenden mit den Allegorien der vier Hauptstädte des christlichen Altertums und des frühen Mittelalters, Rom, Jerusalem, Byzanz und Aachen, auf Goldgrund, gemalt von Eduard Daege. Die Wände waren in einem schlichten, lichten Braun gehalten. In den oberen Zonen zeigten großformatige Historiengemälde den Umbruch von der Antike zum christlichen Mittelalter. In der Konche in Richtung des Römischen Saals verkörperte ein Porträt des Kaisers Augustus die Antike. Im Bogenfeld über dem Portal zum Verbindungsgang zum Alten Museum, also in der Blickrichtung des Besuchers, markierte Die Anerkennung des Christentums durch Konstantin von Hermann Stilke die Wende von der heidnischen Antike zur christlichen Spätantike. Im Deckenbild im Scheitel des Gewölbes thronte die Religion, die heilige Kunst erweckend und belebend, begleitet von zwei weiteren Gemälden mit Förderern des christlichen Glaubens und christlicher Kunst: Theodosius begrüßt in Constantinopel den terwingischen Richterkönig Athanarich und Theoderich empfängt zu Ravenna die Gesandten verschiedener Völker, die seiner Größe huldigen. Immer noch im Themenkreis Byzanz/Spätantike zeigte das dazwischenliegende große Wandgemälde an der Außenwand Die Einweihung der Sophienkirche zu Constantinopel durch Kaiser Justinian im Jahre 549 des Malers Julius Schrader – wiederum mit wissenschaftlichem Anspruch bei der Darstellung der Hagia Sofia, „wofür die neuern Aufnahmen dieses Vorbildes der griechischen Kirchen benutzt wurden“. Der Zyklus schloss an der gegenüberliegenden Wand mit der Versöhnung des Sachsenherzoges Wittekind mit Karl dem Großen, ausgeführt von Gustav Graef nach dem Karton von Wilhelm von Kaulbach, dem Maler der Fresken im großen Treppenhaus. Dieses letzte Gemälde symbolisierte den Beginn des christlichen deutschen Kaisertums, befriedigte aber vermutlich in den Augen der Zeitgenossen wie die Allegorien der christlichen Hauptstädte Legitimationsansprüche der sich bildenden deutschen Nation.

##### Saal für Kunstwerke des Mittelalters

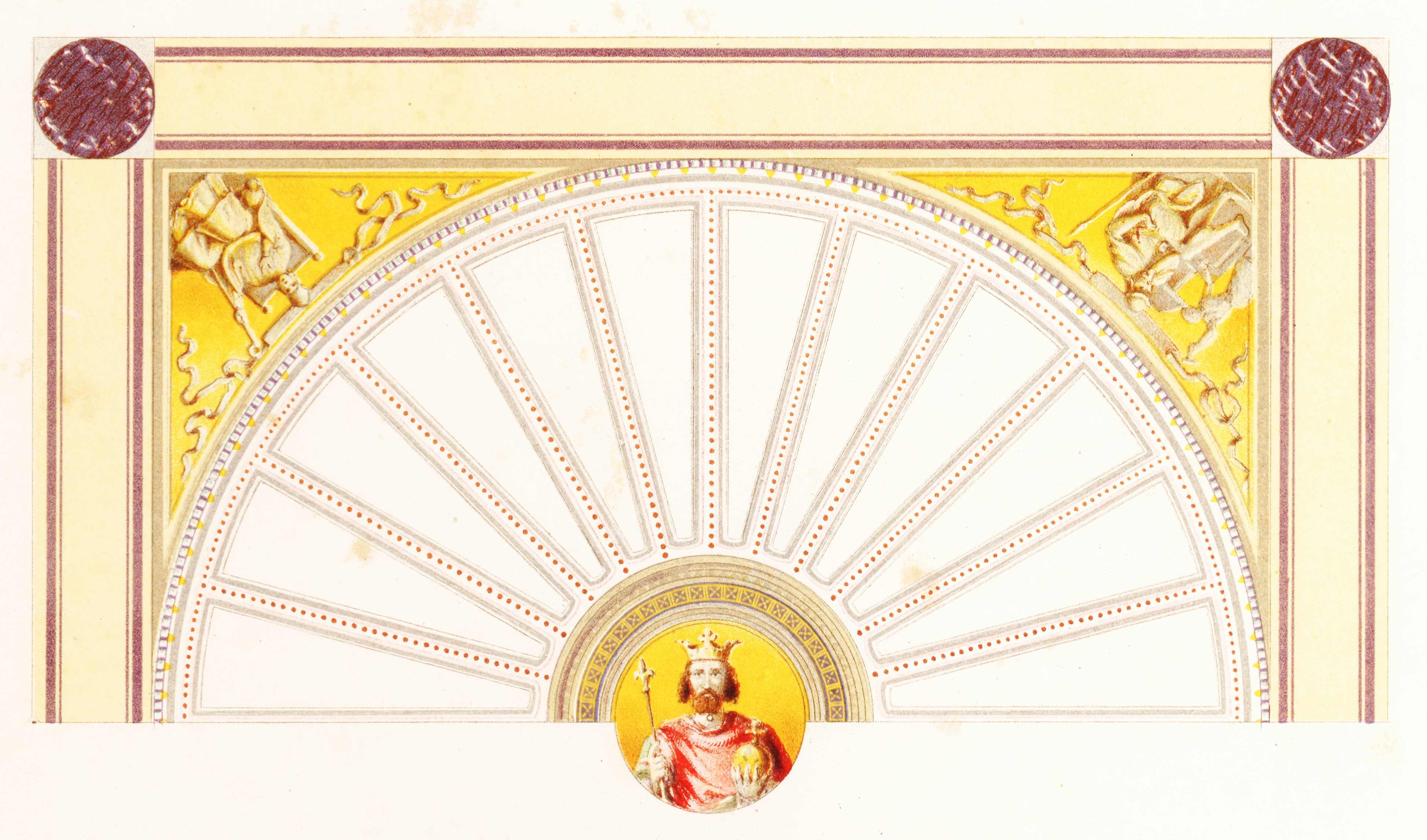
Decke Mittelalterlicher Saal

Den Mittelalterlichen Saal oder Saal für Kunstwerke des Mittelalters gestaltete Stüler nach den Formen einer dreischiffigen Basilika mit Apsis. Vier dunkle Marmorsäulen trugen die Decke und unterteilten sie dadurch in neun flache Kuppeln. Die Maler Eduard Holbein, Schütz und Karl Stürmer führten die Porträts der Kaiser des Heiligen Römischen Reiches von Heinrich I. bis Maximilian I. auf Goldgrund im Zentrum der Kuppeln aus. In den Pendentifs wurden Allegorien deutscher Städte angebracht, stellvertretend für mittelalterliche Bauwerke, die mit der Regentschaft des jeweiligen Kaisers in Verbindung gebracht wurden. „In jeder der neun Kuppeln befindet sich das Bildnis eines der deutschen Kaiser, unter welchem die Ausübung der Künste blühte, umgeben von den Darstellungen derjenigen Personen und der Namen der Städte, welche die Geschichte und die uns überkommenen Denkmale als nach dieser Richtung besonders thätig bezeichnen.“ Heinrich IV. war zum Beispiel von Worms, Speyer, Trier und Corvey umgeben. Die durch Oberlicht erhellte Apsis mit fünf Nischen schloss den Raum gegen den Griechischen Hof ab. In dieser stillen Kapelle nach dem rauschenden Bacchanal des heidnischen Polytheismus waren die Abgüsse mittelalterlicher Kunstwerke aufgestellt, wie auch im anschließenden Bernwardzimmer mit dem Deckengemälde Der heilige Bernward gießt die Bernwardsäule an der Südwestecke des Museums.

##### Moderner Saal
Der Moderne Saal bildete den Abschluss der Gipssammlung und war den Skulpturen der Renaissance bis zum frühen 19. Jahrhundert gewidmet. Sechs Bogenstellungen mit je zwei Säulen aus violett-bräunlichem Marmor mit ionischen Kapitellen trugen die Decke und unterteilten den Raum in sieben kleinere Abteilungen, zusätzlich durch zwischen den Säulen stehende Zwischenwände getrennt. Wie im Griechischen Saal erforderte die Menge der Ausstellungsstücke mehr Hängefläche, gleichzeitig erlaubten sie eine „strengere Sonderung der Kunstwerke nach Schulen und Zeitepochen“. An der Innenwand gegen den Griechischen Hof war pro Abteilung eine Nische mit darüberstehenden Wandmalereien angebracht. Die Haupt- und Zwischenwände waren gelblichbraun getönt, der Sockelbereich violettgrau. Die Malereien im oberen Wandbereich waren in steingrauen Tönen gehalten, einen Farbakzent bildete der blaue Hintergrund der Figuren links und rechts der Nischen. Gurtungen in Arabeskenmalereien zwischen den einander gegenüber stehenden Säulen gliederten die Decke und in den Scheiteln des Mittelganges schilderten sieben achteckige Wandgemälde die Entwicklung der Industrie und der Künste in Allegorien der Landwirtschaft, des Prägewesens, der Bildenden Kunst, der Architektur, der Gold- und Eisenschmiedekunst sowie des Maschinenbaus. Die durchbrochenen Mäntel der Wasserheizungsöfen und die anstoßenden, 90 Zentimeter hohen Wandtische, die die Heizröhren verdeckten, wurden zur Aufstellung größerer und kleinerer Bildwerke genutzt. An der Südwand war ein Abguss der Paradiespforte des Baptisteriums von San Giovanni in Florenz, ein Werk von Lorenzo Ghiberti eingelassen.

#### Zweites Obergeschoss – Kupferstichkabinett und Kunstkammer
Das dritte Geschoss teilten sich das Kupferstichkabinett und die Kunstkammer, neben einigen Nebenräumen für die Museumsdiener und die Direktion. Für gute Lichtverhältnisse sollten die Räume möglichst hoch sein, was durch „die Rücksicht beschränkt wurde, das neue Museum über das bereits bestehende nicht auffallend zu erheben und die ohnehin wenig tiefen Räume nicht durch Gewölbewiderlagen zu beengen“. Stüler löste diese Herausforderung, indem er im dritten Geschoss ausnahmslos Eisenkonstruktionen für die Decken verwendete, die „obschon nach der Linie der Deckenwölbung construirt, doch keinen Schub auf die Umfassungsmauern ausüben, sondern nur dazu dienen durften, die Wölbeconstructionen zu tragen und zugleich die Mauern zu verankern“. Die Beleuchtung verbesserte er, indem die Räume zusätzlich Fenster gegen den Luftraum des Griechischen und Ägyptischen Hofes erhielten, also von zwei Seiten. Die geringere Raumhöhe gegenüber den anderen Geschossen erlaubte keine großangelegten Wandbildzyklen, die dort jeweils in den oberen Wandzonen angelegt wurden. Die Fußböden wurden in Eichenparkett ausgeführt, also einem eher weichen und empfindlichen Material. Dies war gerechtfertigt durch die im Gegensatz zu den teilweise tonnenschweren Exponaten der Sammlungen der unteren Geschosse wesentlich leichteren Ausstellungsstücke und den kleineren Besucherstrom in diesen Spezialsammlungen.

##### Kupferstichkabinett

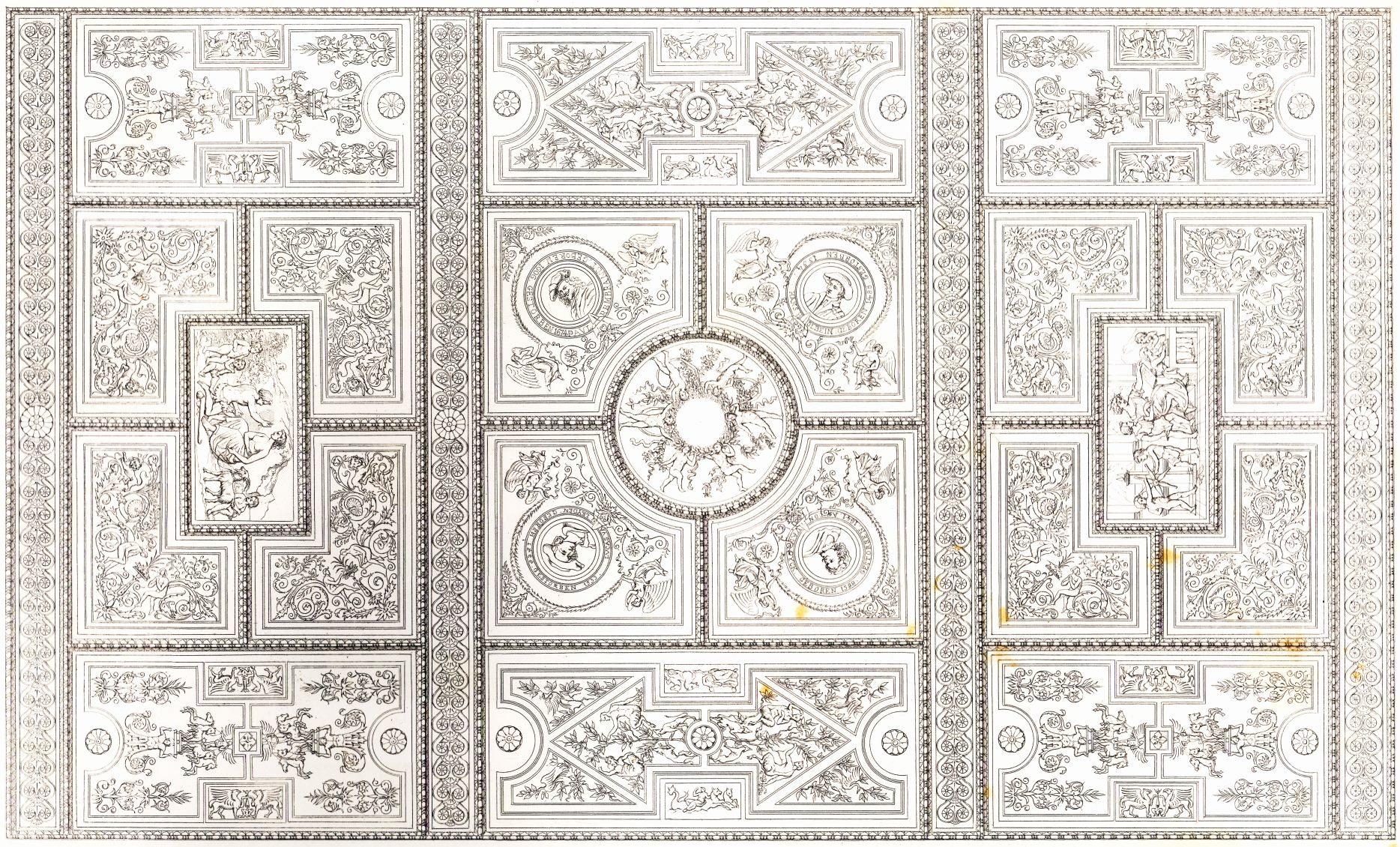
Decke im Grünen Saal, um die Mitte vier Medaillons mit Porträts von Rembrandt, Van Dyck, Lucas van Leyden und Hans Holbein, Gemälde rechts Die Industrie des Kupferdruckes, Gemälde links Die Erfindung der Malerei; Tafel von Friedrich August Stüler, 1862

Im Nordflügel um den Luftraum des Ägyptischen Hofes befanden sich die Räume des Kupferstichkabinetts, das auch eine Sammlung von Handzeichnungen berühmter Meister umfasste.
Im allen Besuchern zugänglichen, langgestreckten Roten Saal, so benannt nach der Farbe der Wände, trugen zehn flachbogige Eisenbinder die einfach bemalte Decke. Die künstlerische Ummantelung der Eisenbinder mit vergoldeten Figuren und Arabesken aus Zinkguss war weniger aufwändig als im darunterliegenden Niobidensaal. Über den Fenstern zeigten Medaillons „Celebritäten des Grabstichels und des Crayons“. In einer Nische in der Nordwand des Saales stand eine Büste von Albrecht Dürer.
Im anschließenden Grünen Saal oder Saal der Handzeichnungen, so benannt nach der lichtgrünen Färbung seiner Wände, wurde die zum Zeitpunkt der Museumseröffnung ungefähr 30.000 Blätter umfassende Sammlung der Handzeichnungen aufbewahrt. Prunkstück der Innenausstattung war die flachgewölbte, durch vier gemalte Gurtbögen „in der Farbe des gebrannten Thones“ und durch vergoldete Zinkgussleisten gegliederte Decke. Um ein kräftig dunkelblaues Feld in der Mitte tanzte eine Gruppe kranztragender Kinder. Vier erhabene Medaillons zeigten die berühmten Kupferstecher und Zeichner Rembrandt van Rijn, Anthonis van Dyck, Lucas van Leyden und Hans Holbein den Jüngeren. Im vorderen und hinteren Feld der Decke schilderten die beiden rechteckigen Gemälde Die Erfindung der Malerei und Die Industrie des Kupferdruckes, die dazwischenliegenden Flächen füllten Szenen mit kleineren Figuren, Allegorien, Ornamente und Arabesken in hellen Farben.
Wiederum acht Bogensehnenträger trugen die einfach bemalte Decke im Blauen Saal, der „[…] durch sein sanftes Hellblau ein überaus zartes, leichtes und luftiges Ansehn gewinnt, das unsere Seele mit heitrem Behagen füllt“. In diesem Saal war die Studiensammlung des Kupferstichkabinetts untergebracht, die „nur auf besonderen Wunsch einer oder mehr vertrauten Personen geöffnet wird“. Die Zahl der zum Zeitpunkt der Eröffnung verwahrten Blätter der Kupferstichsammlung betrug eine halbe Million. Das damalige Ausstellungskonzept in den Worten Stülers:

„In allen diesen Räumen sind die Wände und Glas-Schränke zur Ausstellung des Bedeutendern der Sammlung benutzt, so dass namentlich die Geschichte der Kupferstecher- und Holzschneidekunst selbst dem flüchtigen Besucher in den besten Erzeugnissen vorgeführt wird und zum weitern Verfolg und Genuss, welcher in der sehr reichen Sammlung die vollkommenste Befriedigung findet, auffordern. Bilder, die mehr in das Gebiet der Handzeichnungen gehören, schmücken die Wände, kleinere sind auf beweglichen Schirmwänden angeordnet.“

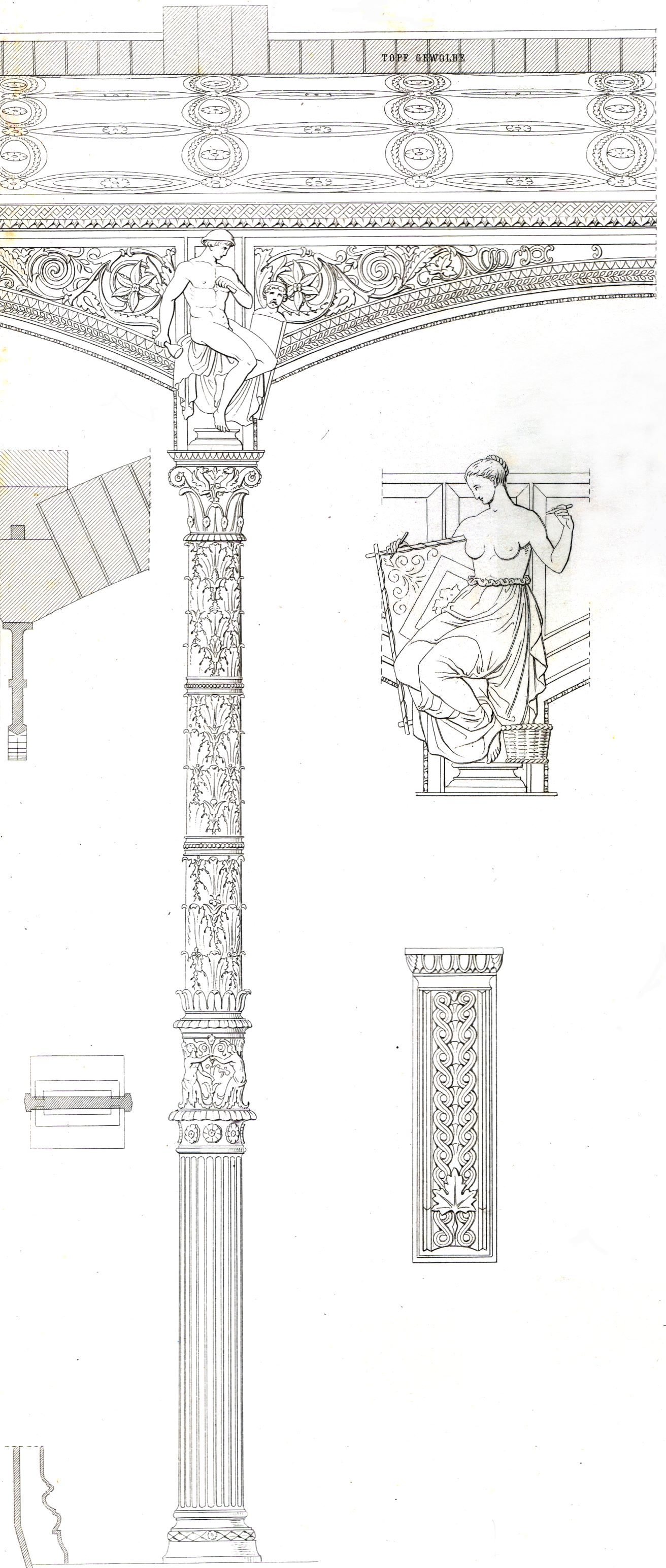
Verkleidete Eisenkonstruktion in den Kunstkammersälen

##### Kunstkammer
Die Räume der Kunstkammer, eine Sammlung „historische[r] Merkwürdigkeiten und Werke der Kunstindustrie des Mittelalters wie der neueren Zeit, herrliche Elfenbeinarbeiten und Schnitzeleien in Holz, Raritäten in Glas, Porzellan usw.“, gruppierten sich um den Luftraum des Griechischen Hofes im Südflügel.
Die massiven Säulen und Bogenstellungen aus Marmor der unteren Geschosse waren hier durch leichte, platzsparende Eisenkonstruktionen ersetzt. Die filigranen Verzierungen waren nicht aus Eisenguss, „da erfahrungsmässig feinere Ornamente an solchen grossen Constructionstheilen aus dem [Eisen]-Guss sehr unrein und unvollkommen hervorgehen.“ Stüler ließ deshalb die Ornamente in Zinkguss herstellen und wie die aus Zinkblech getriebenen Gesimse vergolden und damit die durchaus sehr modern wirkende Eisenkernform durch diese Kunstform verkleiden.

„Trotz der Verkleidung fielen die Abmessungen der Stärken in allen Architektur- und Ornamentformen sehr mässig aus und es konnte diese ganze Metall-Architektur vergoldet werden, ohne den Eindruck überladener Pracht hervorzubringen. Durch einfache Schablonenmalerei in braunen Tönen an passenden Stellen wurde dieser Eindruck noch gemildert und dem Ganzen noch mehr der Character einer feinen und sorgfältigen Ausführung, wie derselbe den Metallarbeiten der Antike und des 16. Jahrhunderts eigen ist, aufgeprägt.
Einfache Schablonenmalereien verzierten die flachgewölbten Decken im Östlichen Kunstkammersaal und im Westlichen Kunstkammersaal, die Wände waren in allen Sälen rot gehalten, insgesamt zeigen die Säle aber in ihrer Farbendecoration nichts der Erwähnung werthes.“

Der zwischen dem Westlichen und dem Östlichen Kunstkammersaal liegende Majolikasaal trug auf seiner Eisenkonstruktion sechs Flachkuppeln, ähnlich wie der Flachkuppelsaal im Erdgeschoss. Die Kuppeln waren „in reicherer Haltung verziert“, motiviert durch die Bestimmung des Saales für die Aufstellung der reichen Sammlung von Majoliken und Emaillen. Stüler hatte dafür eigens 2,9 Meter hohe und 3,1 Meter breite Glasschränke entworfen.
An der Südwestecke des Gebäudes befand sich der Sternensaal oder Gotische Saal, ein vieleckiger Raum zur Aufnahme kirchlicher Geräte. Unter dem „gotischen“ Gewölbe, das den Raum überdeckte, verbarg sich eine weitere Eisenkonstruktion – dem Gewölbedruck eines echten Gewölbes hätten die dünnen, leichten Wände im dritten Geschoss nicht standhalten können. Verschraubte Winkel verbanden die einfachen Flacheisen zu einer Rippenstruktur. Dazwischen spannte sich ein Gitter aus feinem Maschendraht, das verputzt und bemalt wurde. Stüler nutzte die unregelmäßige Form des Raumes und der Decke, um den schiefwinkligen Grundriss des Museums zu kaschieren.

## Filme
- Neues Museum Berlin (= Museums-Check. Folge 32). Reportage, 30 Min., Moderation: Markus Brock, Produktion: 3sat. Erstausstrahlung: 7. Juni 2015.[41]